# المسيحية في لبنان
للمسيحية في لبنان تاريخ طويل حيث انتشرت في لبنان منذ القرن الأول للميلاد، وبحسب التقليد المسيحي فقد زارها يسوع وقام بشفاءات إعجازية.
وفي لبنان يتواجد أعلى نسبة للمسيحيين في الوطن العربي؛ حوالي 40.5% من السكان البالغين 22 سنة في لبنان، ينتمون إلى الديانة المسيحية، وهو البلد الوحيد في الوطن العربي الذي يتولى رئاسته مسيحيون بحكم عرف دستوري. ويتوزع الشعب اللبناني على 18 طائفة معترف بها، كما أن اللبنانيين منتشرون حول العالم كمهاجرين ومغتربين أو منحدرين من أصول لبنانية. ويبلغ عدد سكان لبنان بحسب تقدير الأمم المتحدة لعام 2008 حوالي 4,099,000 نسمة. ويُقدر عدد اللبنانيين المغتربين والمتحدرين من أصل لبناني في العالم بحوالي 8,624,000 نسمة، وفقا لإحصائية من سنة 2001، ينتمي أكثرهم إلى الديانة المسيحية، وذلك لأن الهجرة اللبنانية أول ما بدأت من متصرفية جبل لبنان ذات الأغلبية المسيحية. شكل المسيحيون قبل الحرب الأهلية اللبنانية نسبة 65% من السكان وبسبب الهجرة والتهجير وصلت نسبة المسيحيين في لبنان الى 40.5% وهي أعلى نسبة للمسيحيين في دول الوطن العربي.
ساهم المسيحيون في لبنان خلال القرنين التاسع عشر والعشرين في حركة النهضة العربية، فلعبوا دوراً هاماً في النهضة الثقافية والسياسية العربية كفتح المدارس، إحياء اللغة العربية، إصدار الصحف، تأسيس الجمعيات، والأهم المساهمة في تأسيس الجمعيات السياسية العربية مع المسلمين والمطالبة باللامركزية وبجعل اللغة العربية رسمية في إدارة الدولة والمحاكم وغيرها. لعبت الطائفة المارونيّة دوراً مهماً في تشكيل دولة لبنان الحديثة، وكان الموارنة ينتمون إلى الطبقة الحاكمة، حيث تقاسموا في البداية السلطة مع الموحدون الدروز، ثم لاحقاً مع المُسلمين السُّنة.
لا يعتبر الدولة الوحيدة في الوطن العربي التي يرأسها مسيحي، بل الدولة الوحيدة أيضًا التي يلعب فيها المسيحيون دورًا فاعلاً وأساسيًا في الحياة العامة؛ وخلال الفترة الممتدة بين 1943 و1975 شهد لبنان ازدهارًا اقتصاديًا واجتماعيًا وثقافيًا غير مسبوق حتى دعي «سويسرا الشرق» وما عاق هذا التقدم هو اندلاع الحرب الأهلية اللبنانية على أسس مذهبية في 13 أبريل 1975.

## تاريخ

### العصور الأولى

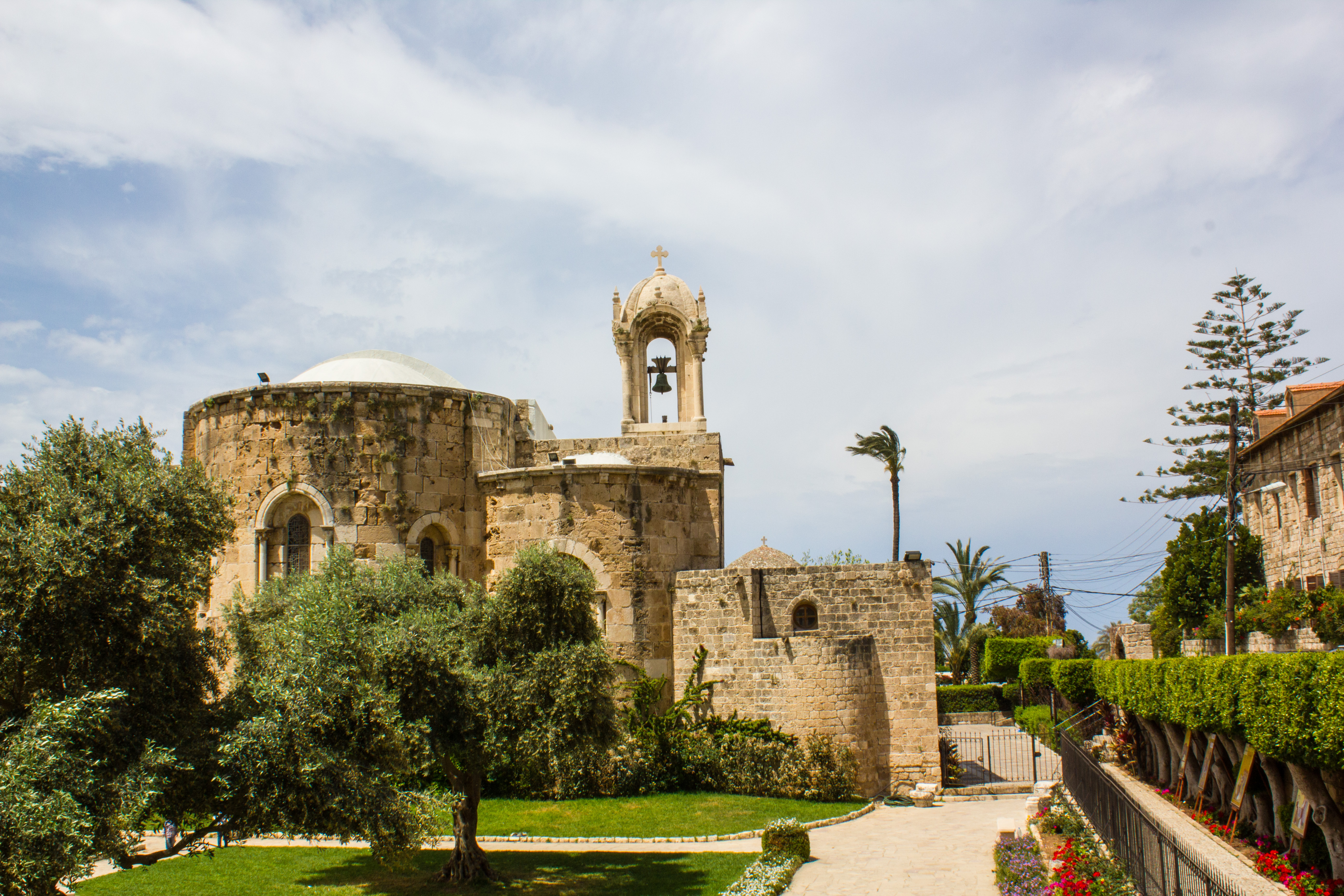
آثار لكنيسة القديس يوحنا مرقس في بلدة جبيل.

حسب التقليد المسيحي طاف يسوع قرى الجليل، واليهودية، وجنوب لبنان وذلك خلال رسالته العلنية. في سوريا الرومانية انتشرت المسيحيّة بقوة في الأماكن الساحليّة وبعض المناطق الداخلية بجهود المبشرين الأوائل خلال القرون الأولى وتوسعت بعد مرسوم ميلانو، مع بقاء نفوذ قوي للوثنية لاسيّما في الريف، ومن بين هذه المناطق كانت القورشية حيث نشط مار مارون. إن المرجعين الأساسيين الباقيين عن حياته، رسالة وجهها يوحنا ذهبي الفم من منفاه في القوقاز حوالي العام 405؛ وشهادة ثيودوريطس أسقف قوروش، في كتاب أعده خصيصًا للحديث عن الرهبان في القورشيّة وضواحيها؛ ورغم عدم وجود رابط بين مارون يوحنا ذهبي الفم، ومارون ثيودوريطس، إلا أن المؤرخين استبعدوا احتمال وجود مارونيين، في القورشية عاشا خلال الفترة ذاتها، ولم ينل التأريخ سوى واحدًا منها، ما دفع إلى القول أن كلا المرجعين يشيران إلى مارون، أبي الطائفة المارونيّة.
نشأ المذهب الماروني وهو المذهب الذي ينتمي له غالبية مسيحيي لبنان قرب أنطاكية في سوريا في أوائل القرن الخامس حين تجمع عدد من أتباعه حوال مار مارون واستمروا بعد وفاته التشبه بمسلك التنسك والعبادة. انفصل الموارنة عمليًا عن أنطاكية في القرن التاسع وانتخبوا لانفسهم بطريركًا حين كان الكرسي الأنطاكي شاغرًا وحافظوا على وحدتهم عبر التاريخ. هجروا في مطلع القرن الثامن مكان اقامتهم على ضفاف نهر العاصي وحلب وانطاكية واعتصموا بجبل لبنان حيث يشكلون غالبية المسيحيين في لبنان. ومارسوا زراعة التوت لتصنيع الحرير والتجارة به. عرف عن الموارنة تدخل رؤساء كنيستهم في الأمور السياسية ورغبتهم في الاستقلال.

### الأمويون والعباسيون

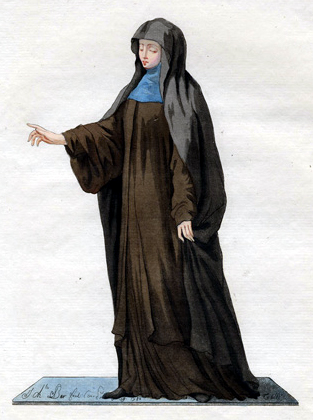
لوحة تصور راهبة مارونيَّة من جبل لبنان.

إثر الفتح العربي، فقد الملكيون البيزنطيون حظوتهم لدى السلطة لأن الخلفاء الأمويين تخوفوا من الرابط بين الملكيين وبيزنطة، فمُنع الملكيون من إقامة بطاركة لهم، فأقام الأباطرة البيزنطيون بطاركة إسميين لأنطاكية في القسطنطينية، وظل الشغور ما يفوق الأربعين عامًا، وبعضًا من هؤلاء البطاركة عينوا تعينًا ولم ينتخبوا انتخابًا، وسوى ذلك فإن أغلب سكان الرعيّة الأنطاكية، سيّما في الأرياف إن كانوا خليقدونيين فهم من الموارنة لا من الملكيين؛ في هذه الظروف اجتمع أساقفة دير مارون وربما عدد آخر من الأساقفة وانتخبوا في دير مارون يوحنا مارون بطريركًا قرابة عام 685 إثر وفاة البطريرك ثيوفانس في القسطنطينية وشغور الكرسي الإنطاكي، فأصبح الموارنة بذلك طائفة وفق المفهوم المتوافق عليه للكلمة، وبحسب الاعتقاد السائد في الكنيسة فهم قد ورثوا رئاسة الكرسي الأنطاكي.
بكل الأحوال، فإن الوثائق والمعلومات عن يوحنا مارون وبطريركيته لا تتوافر أدلة موثوقة عنها، فالوثائق القديمة وإن كانت تشير إلى بطاركة موارنة في القرن الثامن لكنها لم تشر إلى أعمالهم أو أسمائهم؛ هناك مرجع وحيد يسميه الدويهي «معتقد اليعاقبة»، يذكر شخصًا باسم يوحنا مارون كان أسقفًا على البترون التي تحوي دير ريش مورو، تلقى رسامته الأسقفية على يد مبعوث بابوي إلى المشرق، أما عن عقيدته فهي الديوثيلية، أي أنه لم يكن مونوثيليًا، لكن ما يزيد الأمر تعقيدًا تضارب رواية البطريرك الدويهي والسمعاني وهما من كبار المؤرخين الموارنة في سيرهما حول بطريركية يوحنا مارون ومؤلفاته، فلا يسع في ظل غياب المراجع والوثائق وتضارب الروايات إلا القول بأن الموارنة تولوا شؤون الكرسي الأنطاكي أواخر القرن السابع على الأرجح، وكان أول من تسلم زمام الكرسي الإنطاكي يوحنا مارون.
عندما عادت حظوة الملكيين لدى الخلفاء الأمويين سمح مروان بن محمد عام 745 برسامة بطريرك لهم هو ثيوفلاكت بن قنبرة، فقاد البطريرك الجديد حملة على دير مارون على العاصي لكن حملته هذه قد فشلت ولم تحقق أهدافها، وفي إثرها أخذ الموارنة والملكيون ببناء كنائس منفصلة، في المناطق المختلطة بينهم كمدينة حلب. ولم يذكر مؤرخ هذا الحادث، أثناسيوس التلمحري، أن في الدير بطريركًا لأن البطريرك كان قد انتقل إلى شمال لبنان؛ ويذكر التلمحري عدة أسباب لهذه الحملة منها أسباب طقسية كاستعمال الموارنة للتقديسات الثلاث، ومنها عقائدية تتعلق بالمونوثيلية، ومنها رغبة الملكيين بالاحتفاظ بالكرسي الأنطاكي الذي كان قد آل إلى سيطرة الموارنة، ويمكن القول أنه وإثر هذه الحملة ومثيلاتها التي تكررت من قبل البدو والسلاطين خلال فترة اضطهاد المسيحيين بدءًا من عهد المتوكل على الله، فقد دمر دير مارون، وأخذ الموارنة يتحولون تدريجيًا نحو جبال لبنان، فالمسعودي يذكر أن دير مارون والصوامع المحيطة به قد دمرت من جراء غزوات البدو وظلم الحكام، ولم يبق من الموارنة في وادي العاصي حوالي سنة 956 - سنة وفاة المسعودي - سوى جماعات صغيرة متفرقة أما القسم الأكبر فقد كان في جبال لبنان الشمالية، حيث يذكر المستشرق جورج تشالنكو أن النزوح هذا ساعد في الحفاظ على هوية الطائفة، فتنظم الموارنة في ظل الجبال، التي حوت لاحقًا أقليات الأخرى، ضمن مجتمع بيروقراطي منظم بقيادة الإكليروس وكبار العائلات تنظيمًا قويًا، ولم تكن طبيعة جبال لبنان تسمح بقيام المدن فقامت القرى الكبيرة عوضًا عنها. ويعود لتلك الفترة أيضًا انتشار الكنيسة المارونية في قبرص.

### القرون الوسطى

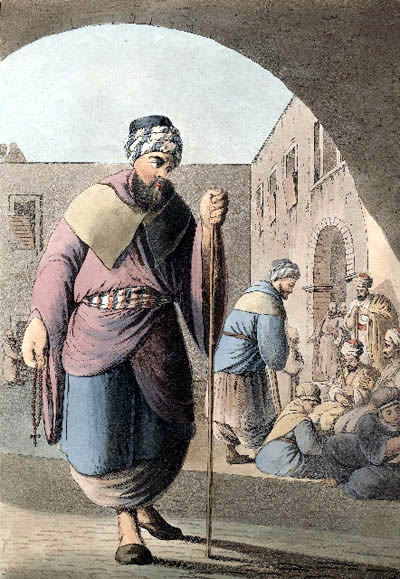
راهب ماروني من جبل لبنان.

انطلقت الحملة الصليبية الأولى بمباركة البابا أوربان الثاني عام 1096، من أوروبا عبر أراضي الإمبرطوريّة البيزنطية، ووصلت إلى سهول كليكية عام 1097 ومنها اجتازت جبال طوروس تجاه أنطاكية التي سقطت بأيديهم في حزيران سنة 1098، وسار الصليبيون على الطريق الساحلي جنوبًا وبلغوا طرابلس في ربيع عام 1099 حينئذ حصل الاتصال الأول بين الموارنة والصليبيين في بلدة عرقا شمال لبنان، ولم يكن الموارنة هم السباقون، كما هو شائع لاستقبال الصليبيين، إذ سبقهم إلى ذلك ابن عمار صاحب طرابلس الفاطمي، وقدم لهم الهدايا وزودهم بالمؤن.، ذلك إن الاضطهادات العباسية لمختلف الأقليات لم تترك لهم مواليًا في الداخل.
واستمر الصليبيون بالزحف ووصلوا القدس في حزيران واقتحموها في تموز سنة 1099، أما عن الموارنة خلال هذه الفترة فيقدم المؤرخ والأسقف ويليام الصوري شهادة هامة عنهم: يخبر ويليام الصوري أن أربعين ألفًا من الموارنة ساعدوا الجيش الصليبي، في مختلف الأصعدة، ويبدو الصوري سعيدًا بهذه العلاقة، وقد تمتع الموارنة بالحقوق الكاملة في ظل الدولة الصليبية، ويذكر أيضًا، في شهادته أن الموارنة قد كانوا مونوثيليين - صيغة هرقل في المشيئة الواحدة- لكن شهادته في هذا المضمار مشكوك بصحتها، إذ إنها استندت إلى شهادة سعيد بن بطريق بطريرك الإسكندرية الملكي، الذي أجمع الباحثون من مختلف الفئات على اعتبار تاريخه عمومًا مغلوط وغير صادق، وسوى هذه الشهادة هناك كتاب الهدى الماروني لتوما أسقف كفرطاب قرب معرة النعمان والذي يربط بين الموارنة والمونوثيلية، إلا أن المشيئة الواحدة كما تظهر في هذا الكتاب مختلفة عن عقيدة هرقل التي نشأت في القرن السابع والتي أدانها المجمع المسكوني السادس عام 685، بمعنى آخر أنه كما يمكن قبول نشيد التقديسات الثلاث (قديشات آلوهو)، الشهير في الكنيسة، ملحقًا بعبارة «يا من صلبت لأجلنا» بمعنين هرطوقي وآخر سليم، وهو ما قائم حتى اليوم، فإن المشيئة والمشيئتين تفهم بالطريقة ذاتها. سوى ذلك فإن المجمع السادس سمى بشكل مفصل وموسع من أدانهم ولم يذكر شيءًا عن الموارنة أو ديرهم، ولو أنهم تمسكوا بالمونوثيلية لكان المجمع السادس أشار إلى ذلك صراحة، فلا يمكن إثبات المونوثيلية على الموارنة وفي الوقت نفسه لا يمكن نفيها عنهم بأدلة قاطعة.

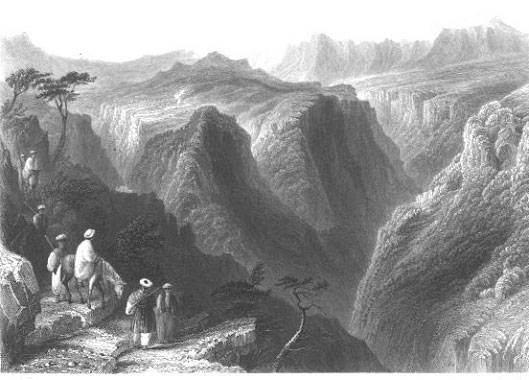
وادي قاديشا، مقر البطريركيّة المارونية بين السنوات 1440 - 1823.

هاجم المماليك جبة بشري أول مرة عام 1268، وأعادوا الكرة عام 1283 وتابعوا نحو إهدن، ثم طالت حملاتهم كسروان عام 1305 وشملت تهجير قاطنيها من الشيعة، وفي العام 1365 قام المماليك بالقبض على البطريرك جبرائيل الحجولي وأحرقوه حيًا في طرابلس.
ويذكر التاريخ أن الظاهر بيبرس قد قتل 16 ألف شخصًا لدى استرجاعه أنطاكية وأنه هدم حصن طرابلس بمن فيه، فضلاً عن مذبحتي عاصي الحدث وقلعة الحوقا، لذلك يصفه المؤرخون بأنه قد أفرط في استعمال القوة بحق شعبه، وإن كانت فترة حكم المماليك البحرية مأساوية فإن الحال قد تبدلت بعد وصول السلطان برقوق إلى السلطة وقيام دولة المماليك البرجية، إذ أكرم هذا السلطان ومن تلاه، الموارنة وجعل دير قنوبين متقدمًا على سائر الأديار ودعم المقدمين، وهم حكام محليين موارنة في القرى، وجعل أيوب مقدم بشري رئيسًا عليهم، واستمر هؤلاء يتولون شؤون الحكم حتى مطلع القرن السابع عشر وقد كانت علاقتهم بالكنيسة والبطريركيّة قوية للغاية حتى أنهم قبلوا رتبة الشدياق الكنسية كعلامة خضوعهم لها، وقد شارك البطريرك خلال تلك الفترة عن طريق ممثليه في مجمع فلورنسا الرابع عام 1439، وإثر عودة المبعوثين حصلت قلاقل والسلنطة المملوكية ما حدا بالبطريرك يوحنا الجاجي مغادرة الكرسي البطريركي في ميفوق وانتقاله إلى وادي قاديشا في قنوبين.
وفي الشَّام، شدَّد المماليك الخناق على الموارنة بِالذات من بين سائر الطوائف المسيحيَّة الشاميَّة، وذلك بِسبب علاقة أُمرائهم ومُقدميهم الوثيقة بِالقوى الصليبيَّة في أوروپَّا وقبرص، وبِسبب اتباع الكنيسة المارونيَّة لِلبابويَّة الكاثوليكيَّة، مُحرِّكة الحملات الصليبيَّة ضدَّ ديار الإسلام. فعندما حاصر المماليك طرابُلس لاسترجاعها من الصليبيين، تصدَّى لهم موارنة شمال لُبنان، فهاجمت العساكر الإسلاميَّة جبَّة بشرِّي، وحاصرت قرية إهدن مقر الكُرسي البطريركي وأسقطتها، ثمّ اعتقلت وقتلت البطريرك دانيال الحدشيتي. وبعد جلاء الصليبيين عن المشرق، بقي البابوات الكاثوليك على اتصالٍ دائم بِبطاركة الموارنة لِأسبابٍ دينيَّة وأُخرى سياسيَّة وعسكريَّة، ممَّا أثار خشية سلاطين المماليك في القاهرة وعُمَّالهم في طرابُلس الشَّام، الأمر الذي أدَّى إلى غضب السُلطة المركزيَّة على زعامات الطائفة المارونيَّة الدينيَّة والسياسيَّة، وأفضى إلى عاصفة اضطهاد ضدَّهم.

### في ظل الدولة العثمانية

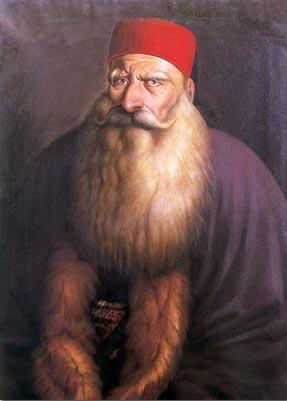
في عهد بشير الثاني الشهابي اعتنق بعض من آمراء آل شهاب المسيحية ديناً.

مع عودة الأمير فخر الدين إلى لبنان عام 1618، أي بعد غياب خمس سنين قضى منها سنتين في توسكانا، وثلاث سنوات في أراضي تابعة لإسبانيا، وكانت أقوى دول أوروبا في ذلك الحين. وخلال هذه المدة اتصل فخر الدين برجال فرنسا، بالمراسلة، واتصل بالكرسي الرسولي بواسطة رجال الدين الموارنة المقيمين في روما. نظّم فخر الدين إمارته تنظيما إداريّا يكفل له الإشراف على أمورها العامة، فجعل فيها موظفين مسؤولين يعينهم بنفسه، وحدد لهم مرتبات يتقاضونها من خزينة الإمارة. واختار للمناصب السياسية والإدارية والعسكرية رجالا أذكياء مخلصين من غير أن يلتفت إلى طوائفهم. فكان يعاونه من الموارنة: أبو صافي الخازن، وإبراهيم الخازن، وخازن الخازن الذي كان مديرا أو وزيرا للأمير، وأقام يونس حبيش خازنا لبيت المال، كما اختار أعوانه الآخرين من الدروز والسنّة والشيعة. وأنشأ فخر الدين المعني الثاني تعايشاً دقيقاً بين الموارنة في كسروان ودروز جبال الشوف. وساهم أمير الدروز فخر الدين المعني الثاني، عن غير وعي بأفول نجم الدروز. فبسبب الحملات العثمانية لتأديبهم، تضاءل عددهم حتى اضطروا، بمباركة فخر الدين، إلى السماح أو حتى التشجيع على هجرة المسيحيين، أو الموارنة منهم، من جبل لبنان الشمالي نحو جبل الدروز. ومع مرور الزمن، أصبح الوافدون المسيحيون أكثر عدداً من أصحاب الأرض، وقد عمل المسيحيين في الإمارة الدرزية في مهن مثل النجارة والحدادة والصياغة والصناعات الخفيفة. وبسبب ظروف سياسية وتاريخية أخرى استطاع المسيحيون الإمساك بزمام السلطة.
في عهد بشير الثاني الشهابي اعتنق البعض من الشهابيين والدروز المسيحية ديناً، كما وتحولت عشيرة أبي اللّمع الدرزيَّة النافذة إلى الكنيسة المارونية، وكان من بين الشهابيين الذين تحولوا إلى المسيحية كلّ من أبناء الأمير بشير وبشير نفسه بحسب الظاهر، ومما هو متوافق عليه من أسباب تحولهم، هو التأثير الذي خضعوا له من قبل مربيهم ومستشاريهم المسيحيين منذ طفولتهم، وعيشهم في جبل لبنان ذي الأغلبية المسيحية المارونية والدرزية، فشكلت كل هذه العناصر بروداً لعلاقتهم مع دين آبائهم وأجدادهم أي الإسلام. يُقال أن الأمير علي الشهابي، كان أول من اعتنق المسيحية سرّا وذلك في عهد الأمير يوسف، وفي هذه الرواية المزعومة، كان الأمير قد أحب امرأة درزية وبادلته الحب، لكنها خافت أن يستخدم حقه الشرعي ويتزوج عليها في المستقبل إن دخل علاقتهما أي ملل، من هنا توجهت نحو الدين الذي يؤمن لها مرادها، وبواسطة بطريرك ماروني موهوب، نجحت في تحويل زوجها إلى المسيحية. ويقول بعض المؤرخين أن بشير الثاني اعتنق المسيحية سرّا واستمر بتأدية الفرائض الإسلامية، كأن يُصلي في المسجد يوم الجمعة، ويصوم شهر رمضان علناً، ولكنه كان أيضاً يقيم في قصره قدّاسا يوميّا يخدم فيه راهب كاثوليكي، تحت ستار مفاده أن زوجته الشركسية اعتنقت الدين المسيحي. ويقول بعض الرحالة، مثل لامارتين الذي زار لبنان سنة 1832، أن دين الأمير كان في واقع الأمر لغزاً محيراً، حيث لم يستطع أحد إثبات شيء عليه. بدأت أعداد كبيرة من الموارنة بالنزوح من شمال لبنان إلى كسروان والشوف بتشجيعٍ من الأمير فخر الدين المعني الثاني ولاحقاً الأمير بشير الثاني الشهابي. قبل نزوحهم إلى هذه المناطق لم يكن الموارنة في مناطقهم الأصلية أقل عشائرية من الدروز. وكان ينظر المسيحيون إلى مشايخهم في مناطق كسروان كما في مناطق الشوف كسادةٍ إقطاعيين ووجهاء يتبعون الأمير الشهابي، كان الدروز على خلاف ذلك ينظرون إلى مشايخهم وخصوصا آل جنبلاط الذين كانوا الأقوى بين سائر الأُسَر الدرزية.
قاد طانيوس شاهين سعادة الريفوني (1815-1895) وهو مُكارِي وزعيم الفلاحين الموارنة في جبل لبنان، ثورة الفلاحين في منطقة كسروان عامي 1858 و1860، ضد آل الخازن الإقطاعيين الموارنة في المنطقة. ثم أعلن بدعم من الفلاحين إنشاء الجمهورية في كسروان. وقد اُعتبر على نطاق واسع من قبل الإكليروس المارونيين والقناصل الأوربيين بأنه شخص همجي وذو سمعة سيئة، بينما نظر له عوام المسيحيين على أنه شخصية شعبية واعتبروه وصياً على مصالحهم. وهي النظرة التي روج لها شاهين نفسه. وفي أعقاب انتصاره في كسروان، أطلق شاهين ومقاتليه غارات متقطعة ضد القرى في المناطق المجاورة، مثل جبيل والمتن، رافعاً عنوان الدفاع عن حقوق المسيحيين المحليين. بمُوازاة ذلك بدأت تحصل تحوّلات اجتماعية في المنطقتين بين الموارنة. ظهرت طبقة من الموارنة الأثرياء من عامة الشعب. في العام 1854 نجح أحد أبناء العامة أيضاً في كسروان، وهو بولس مسعد في الوصول إلى المنصب البطريركي في بكركي. منذ ذلك التاريخ فقدت أسرتا المشايخ من آل الخازن وآل حبيش في كسروان النفوذ الذي كان معقوداً لهما في تأمين وصول أعضاء منهما إلى الكرسي البطريركي لفترةٍ من الزمن. وكانتا بموازاة ذلك تفتقدان سطوتهما أمام أسرة أبي اللمع التي فازت بمنصب القائمقام. وقد قادت غارات طانيوس شاهين سعادة الريفوني المتعددة في النهاية إلى اندلاع الحرب الأهلية في جبل لبنان عام 1861، لا سيما في معركة بيت مري بين الموارنة والدروز المحليين، والتي كان شاهين المحارب الرئيسي فيها. وعلى الرغم من ادعائه أن بإمكانه جمع جيش من 50,000 للقضاء على قوات الإقطاعيين الدروز، إلا أنه صرح بأنه لن يوسع مشاركته في الحرب. وبعد انتهاء الحرب، خسر شاهين الصراع على النفوذ في الشؤون المارونية لمصلحة يوسف بك كرم. ليتخلى شاهين لاحقاً عن جمهوريته، ثم عمل في سلك القضاء في قريته، ريفون. وعندما فَقَدَ موارنة كسروان وجبل الشوف تنظيمهم العشائري الأصلي بتحوّلهم إلى فلاحين ومُرابعين لحساب مشايخ من الموارنة أو الدروز، لم يعد باستطاعتهم أن يحافظوا على تضامنهم الاجتماعي كجماعةٍ إلا بالتحوّل إلى كنيستهم بحثاً عن قيادةٍ لهم.

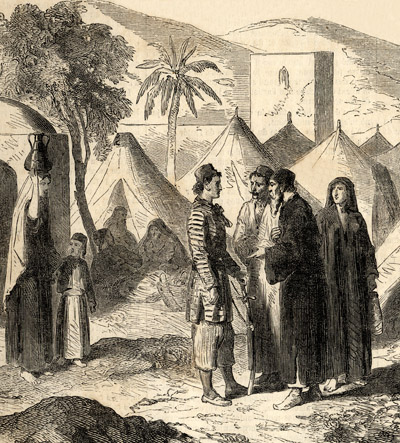
مخيّم للاجئين المسيحيين من الجبل أثناء أحداث عام 1860.

تعايش كل من الموارنة والموحدون الدروز على مدار قرون، وشجعت الأمارة المعنية الإمارة الشهابية على انتشار الأديرة والكنائس وشجعت دخول الإرساليات التبشيرية، ولعبت هذه الأديرة والكنائس والمدارس التابعة لها في نشر النهضة الثقافية والتعليم في منطقة جبل لبنان وايضاً في مساعدة المحتاجين خلال المجاعات والحروب. تاريخيًا كانت العلاقات بين المسيحيين والدروز وديّة؛ بإستثناء بعض الفترات كالفتنة الطائفية الكبرى لعام 1860 وما نجم عنها من مذابح في جبل لبنان ودمشق وسهل البقاع وجبل عامل بين المسلمين والمسيحيين عمومًا، والدروز والموارنة خصوصًا. وابتدأت أحداث الفتنة الكبرى لعام 1860 في صيف سنة 1859 بخلاف بسيط على لعبة گلّة بين ولدين درزي وماروني في بلدة بيت مري، ثم اشترك في هذا الخصام أهل كل منهما، وتحوّل الخصام إلى معركة دموية، اشترك فيها أبناء الطائفتين من بيت مري، ثم من سائر قرى المتن. وفي ربيع عام 1860 تجدد القتال، عندما قامت مجموعة صغيرة من الموارنة بإطلاق النار على مجموعة من الدروز عند مدخل بيروت، لتقتل درزيًا وتصيب اثنين. الحادث كان بمثابة الشرارة التي أشعلت موجة من العنف اجتاحت جبل لبنان وسهل البقاع وجبل عامل ودمشق، ففي غضون ثلاثة أيام، من 29 إلى 31 مايو/أيار سنة 1860، تم تدمير 60 قرية حول بيروت، كما لقي 33 مسيحيًا و48 درزيًا مصرعهم، وبحلول حزيران/يونيو كانت الاضطرابات قد انتشرت إلى القرى والبلدات المختلطة في جنوب لبنان وجبال لبنان الشرقية، حتى صيدا، وحاصبيا، وراشيا، ودير القمر، وزحلة، ودمشق. وقام الفلاحون الدروز بمحاصرة الأديرة والإرساليات الكاثوليكية، سواء الفرنسية أو اللبنانية، وحرقوها وقتلوا الرهبان.
بلغ عدد القتلى اثني عشر ألفًا، وكان الدروز أعنف قتالاً وأشد بأسًا، فقيل بأنه من أصل 12,000 قتيل، شكّل القتلى المسيحيون حوالي 10,000 منهم. وقُدّرت الخسائر في الممتلكات بأربعة ملايين جنيه استرليني ذهبي، وقد وقعت الفتنة في موسم الحرير الذي كان دعامة الاقتصاد الشامي عمومًا والجبلي اللبناني خصوصًا، فأتلفته وقضت عليه، وهاجر كثير من الحرفيين المسيحيين من دمشق خوفًا على حياتهم، فتراجعت صناعة الصلب الدمشقي الشهير تراجعًا كبيرًا. ولم يخفف من شر الفتنة إلا مروءة ذوي النفوس الشريفة، فقد دافع بنو تلحوق الدروز عن الرهبان وآووهم في بيوتهم، وظل بعض النصارى في حمى مشايخ الدروز في أمان من أيّ أذى يصيبهم، وفي دمشق حمى الأمير عبد القادر الجزائري المسيحيين فآواهم في بيته وفي القلعة، واستغل ما كان له من نفوذ في بيروت لحمايتهم كذلك الأمر. وفي بيروت أيضًا فتح رجال الدين المسلمون وعدد من وجهاء المدينة بيوتهم للمنكوبين من الموارنة، وكذلك فعل زعماء الشيعة في جبل عامل.

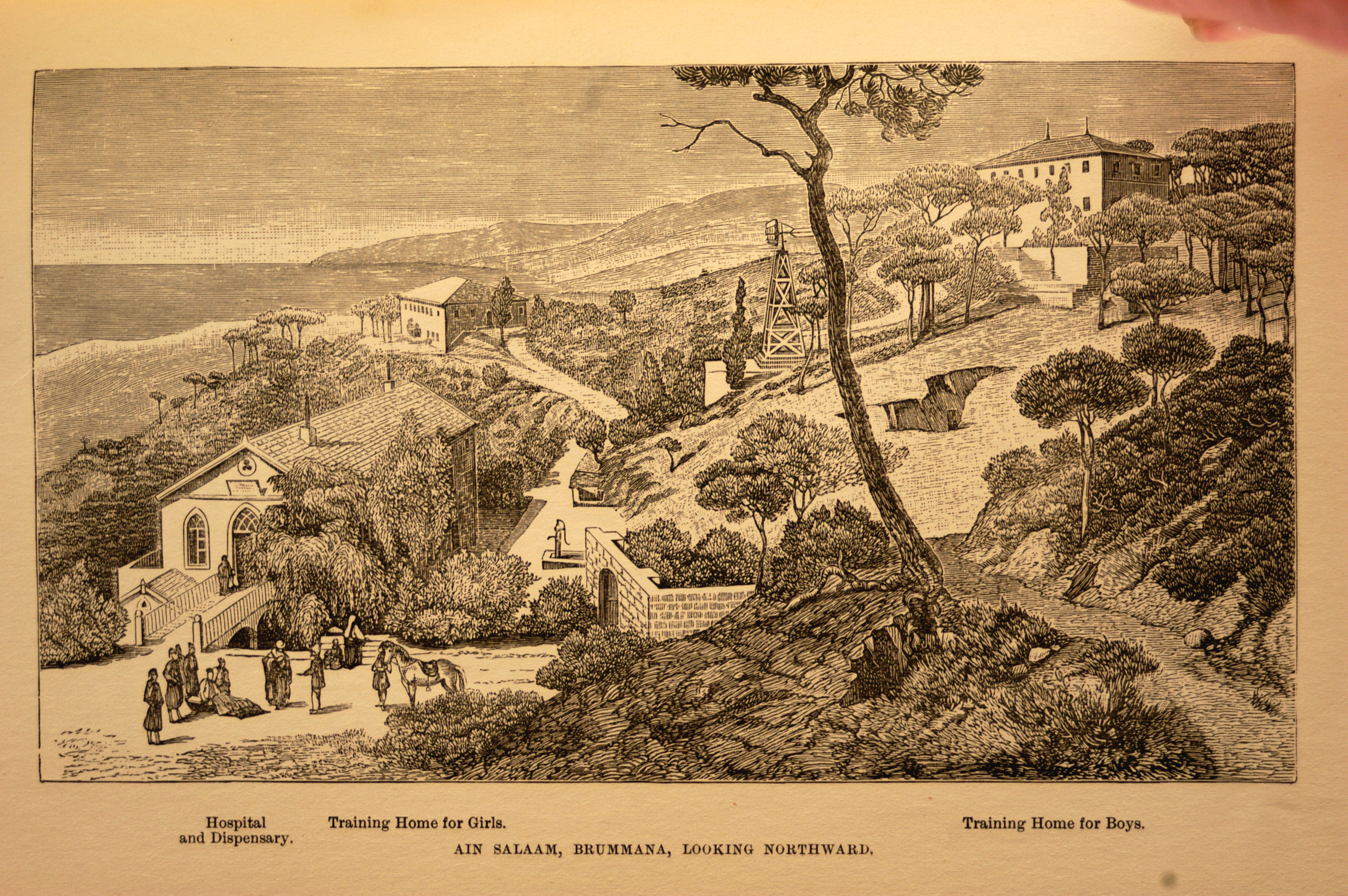
ثانوية برمّانا قرابة سنة 1890. إحدى أعرق المدارس في لبنان وأقدمها، تأسست على يد إرسالية مسيحيَّة سويسرية، ودرست فيها بعض الشخصيات العربية واللبنانية الشهيرة.

من نتائج هذه الأحداث، انتداب فؤاد باشا كقائد للجيش العثماني لقمع الفتنة، فتولى التحقيق في المجازر، وأعدم الكثيرين ممن ظهرت لهم يد بالضلوع بها بما فيهم والي دمشق نفسه، لكن ذلك لم يكن كافيًا في نظر الدول الكبرى إذ إن المجازر تكررت كل عقد من الزمان تقريبًا، فأرسلت فرنسا جيوشها إلى بيروت في آب من سنة 1860 واستعمرت جبل لبنان ولم تنسحب منه حتى حزيران من سنة 1861، وفي هذا الوقت وُقّع بروتوكول القسطنطينية الذي نصّ على دفع تعويضات مالية للمسيحيين المتضررين من الحوادث واستحداث متصرفية جبل لبنان وهي ولاية ممتازة تخضع للباب العالي مباشرة، يكون الوالي فيها مسيحي عثماني غير تركي وغير لبناني، كذلك نص البروتوكول على أن يقيم الباب العالي حامية عسكرية عثمانية مؤلفة من ثلاثمائة جندي سريعة التدخل على الطريق بين بيروت ودمشق، وعين بالإجماع داوود أفندي الأرمني الجنسية واليًا على الجبل ما حقق استقرارًا نسبيًا في الأوضاع. قامت متصرفية جبل لبنان على عهد البطريرك بولس مسعد مؤسس المدرسة البطريركيّة المارونية التي كانت من أكبر الجامعات الشرقية خلال القرن التاسع عشر. وفي عام 1895 شكل المسيحيين حوالي 79.9% من سكان متصرفية جبل لبنان، منهم 57.7% من الموارنة، وشكل الموحدون الدروز حوالي 12.5% من السكان، وشكل أتباع الطوائف الإسلامية السنية والشيعية حوالي 7.6% من السكان.
عندما احتلت بريطانيا مصر سنة 1882 ساد الأمن وازدهرت التجارة ازدهارًا عظيمًا فقصدها المهاجرون المسيحيين اللبنانيون، إما هربًا من جور الإقطاعيين والولاة، أو طلبًا للرزق. وقد أصاب كثيرون منهم النجاح فجمعوا الثروات الطائلة وتبوأوا مراكز مرموقة في الإدارة والصحافة والتجارة. ومن أبرز الذين استوطنوا مصر سليم وبشارة تقلا مؤسسا جريدة الأهرام، ويعقوب صرّوف وفارس نمر مؤسسا جريدة المقتطف وجريدة المقطّم، والشيخ رشيد رضا مؤسس مجلة المنار، وجرجي زيدان مؤسس دار الهلال وصاحب المؤلفات الكثيرة في الأدب والتاريخ. وبعد مصر اتجه المهاجرون المسيحيين اللبنانيون نحو البلدان الأمريكية الشمالية واللاتينية مثل الولايات المتحدة وكندا والمكسيك والبرازيل والأرجنتين. أدت هجرة المسيحيين اللبنانيين إلى العالم الجديد إلى إنشاء جاليات كبيرة، حتى تفوق عددهم على أعداد المقيمين في المناطق التقليدية، ومن البلدان التي توجد فيها جالية كبيرة من المسيحيين ذوي الأصول اللبنانيَّة كل من فرنسا، وكندا، والبرازيل والولايات المتحدة.

#### النهضة العربية

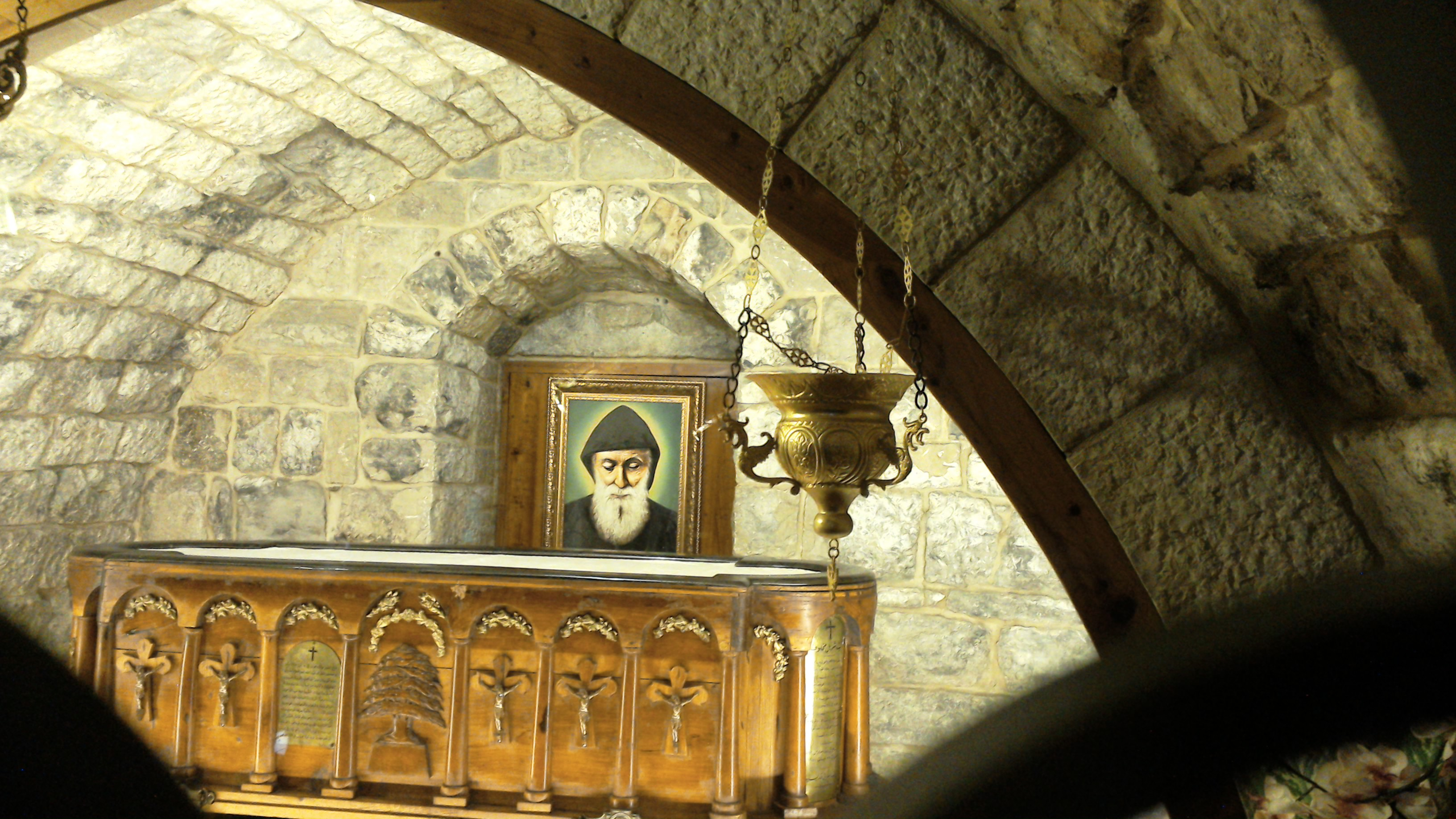
مرقد مار شربل في عنايا.

أنشأت متصرفية جبل لبنان في عهد التنظيمات الإدارية التي بدأها السلطان عبد المجيد الأول في محاولة لانتشال الدولة العثمانية مما كانت تتخبط فيه من المشاكل الداخلية، وقد أٌقرّ بعد الفتنة الطائفية الكبرى لعام 1860 وما نجم عنها من مذابح مؤلمة في جبل لبنان ودمشق وسهل البقاع وجبل عامل بين المسلمين والمسيحيين عمومًا، والدروز والموارنة خصوصًا؛ تلك الفتنة التي استغلتها الدول الأوروبية كي تضغط على السلطان بشكل يحقق مصالحها الاقتصادية والأيديولوجية في الشرق العربي. شكّل المسيحيون أغلبية سكّان متصرفية جبل لبنان، وأغلب هؤلاء كان يتبع الملّة السريانية المارونية، وقد تمركز الموارنة منذ أن استوطنوا جبل لبنان في شماله، وفي عهد المتصرفية كان الموارنة ينتشرون في شمالها، أي في أقضية كسروان والبترون والكورة وزحلة وفي دائرة دير القمر، وما زالت هذه المناطق حتى اليوم تقطنها أغلبية مارونية. أما في باقي الأقضية، فقد اختلط الموارنة مع الطوائف المسيحية الأخرى ومع الدروز، الذين شكلوا ثاني أكبر طائفة في الجبل، وأغلبية سكان قضائيّ الشوف والمتن. كذلك كان هناك وجود ملحوظ للروم الأرثوذكس في كلا القسمين من الجبل، أما الشيعة والسنّة فكان وجودهما، وما زال، قليل جدًا. وتشكل النظام الحاكم والاجتماعي في متصرفية جبل لبنان من الثنائية المارونية - الدرزية، وسمح الاستقرار الأمني والتعايش الدرزي-الماروني في المتصرفية بتطور الاقتصاد ونظام الحكم.
كان للإرساليات الأجنبية التي نزلت لبنان لأهداف دينية أثر بعيد في تطوّر الحياة الفكرية. فقد رأى المرسلون أن خير الوسائل لنشر مذاهبهم الدينية هي إنشاء المدارس. فأسسوا عشرات المدارس الابتدائية وعددًا من المدارس الثانوية. وأنشأ المرسلون الأمريكيون «الكليّة السورية الإنجيلية» في سنة 1866، التي أصبحت فيما بعد الجامعة الأمريكية في بيروت، وأسس اليسوعيون جامعة القديس يوسف سنة 1874. وإلى جانب هذه المدارس كان للمرسلين الأمريكيين واليسوعيين مطبعتان في بيروت. وكان لهذه المدارس والمطابع فضل كبير جدًا في نشر العلم وتقدم الحياة الفكرية في لبنان.

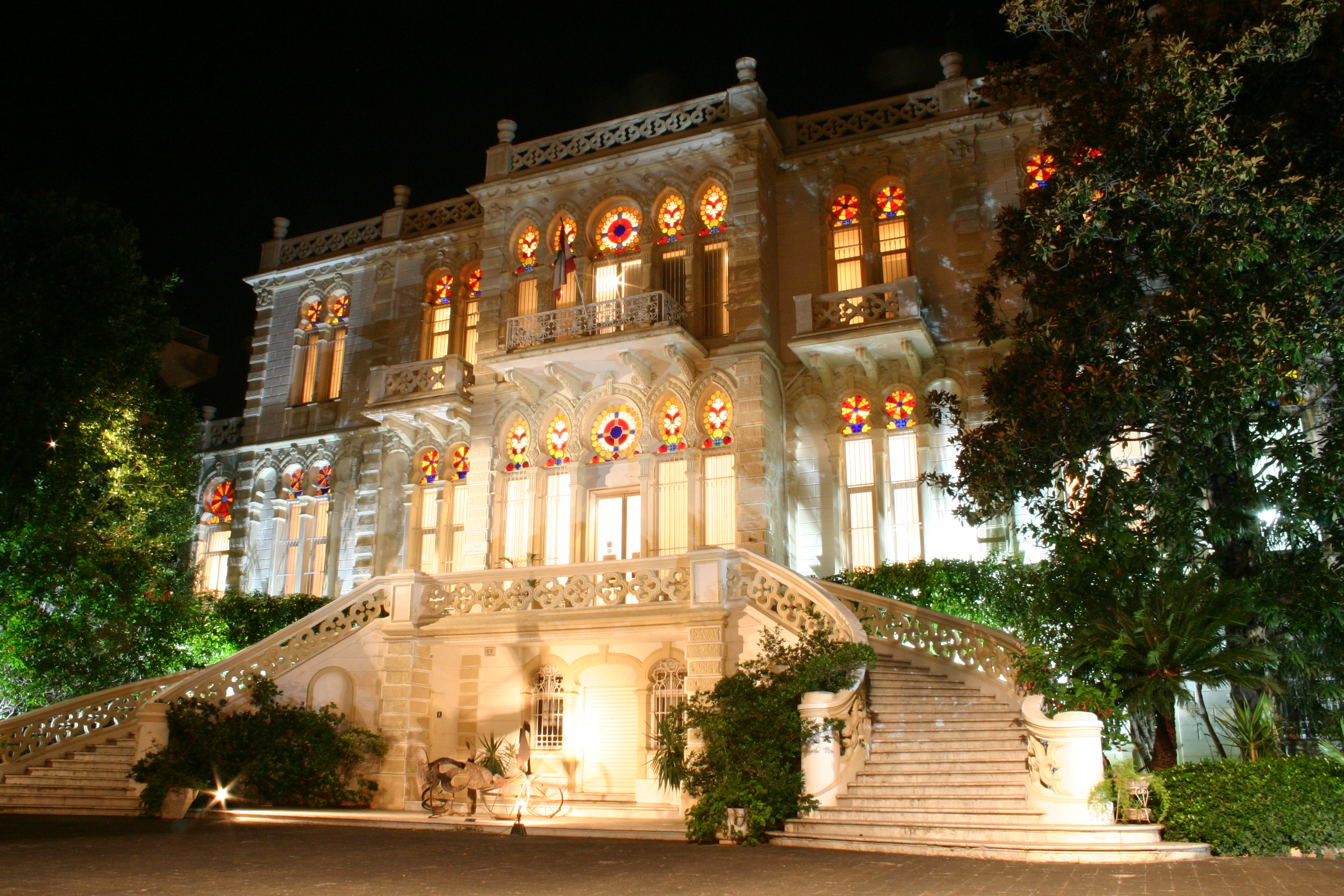
قصر آل سرسق في الأشرقية، وهي إحدى عائلات بيروت الأرستقراطية الأرثوذكسية وارتبط اسمها بأبرز الأحداث اللبنانية منذ القرن التاسع عشر.

خلال عصر النهضة العربية لعب مسيحيين لبنان دورًا رائدًا في النهضة الثقافية العربية التي انطلقت من جبل لبنان وتعدته لتشمل الشرق الأوسط برمته. افتتحت الجامعة الإمريكية في بيروت عام 1866 بجهود المرسلين الإنجيليين مما دفع إلى قيام جامعة القديس يوسف عام 1875 من قبل الرهبان اليسوعيين كمنافس طبيعي لها ما أدى بدوره إلى انتعاش الحركة الفكرية، وسبق ذلك افتتاح الآباء اللعازريين كلية لاهوتية خاصة في عينطورة، فضلاً عن المدرسة البطريركية المارونية في غزير، وما إن وافت سنة 1860 حتى كان عدد المدارس في جبل لبنان ثلاثًا وثلاثين مدرسة على رأسها مدرسة «عين ورقة» في البترون والتي دعيت «أم المدارس في المشرق».
وأنشأت شخصيات كنسيّة أو علمانية مسيحية لبنانيَّة خلال النهضة مرافق عديدة، وأنشأ رئيس أساقفة بيروت المارونية يوسف الدبس «مدرسة الحكمة» التي تحولت لاحقًا إلى «جامعة الحكمة»، وأنشأ أيضًا عددًا كبيرًا من المدارس والمكتبات العامة في بعبدا وعاليه، وقد تخرج من مدرسة الحكمة، عدد كبير من وجوه المسيحيين اللبنانيين الذين وصلوا إلى العالمية بأدبهم، كجبران خليل جبران ونعوم مكرزل ووديع عقل وميخائيل نعيمة ومي زيادة وأمين الريحاني وشفيق معلوف وإلياس فرحات، وقد بنى الأسقف الدبس أيضًا كاتدرائيّة مار جرجس المارونية الشهيرة وسط بيروت. وأدخلت أول مطبعة في الشرق الأوسط بدير مار أنطونيوس قزحيا الواقع في قضاء زغرتا.
لعبت عدد من الأسر الأرثوذكسية اللبنانيَّة البرجوازيَّة أدوارًا هامة في المجال الاقتصادي وفي حياة بيروت الاجتماعية، وقد سكنت عدد من هذه العائلات الأرستقراطية المسيحيَّة الأرثوذكسيةَّ حي الأشرفية في العاصمة بيروت وكان لها دور اجتماعي واقتصادي بارز وبنت قصورها في هذه المنطقة مثل آل سرسق، وتويني، وبسترس، وطراد، وداغر، وفرنيني، وفياض. وقد نجحت أسرة سرسق بفضل ثروتها، في نسج علاقات وطيدة مع الحكام الأجانب، بدءا من السلطنة العثمانية ولاحقاً سلطنة الانتداب الفرنسي. ومنذ عام 1860 بدأت العناصر المسيحيّة تطغى على مدينة بيروت، بحيث في أواخر القرن التاسع عشر بلغ عدد سكان بيروت حوالي 120 ألف نسمة، كان ثلثهم من المُسلمين والثلثان (40 ألفاً) من المسيحيين، وأغلبهم من الكاثوليك. وسيطر المسيحيون في بيروت على القسم الأكبر في التجارة، وكانت بيدهم المصارف والأعمال التقنية وكل المهن الحرّة تقريباً. وبينما بقيت الغلبة العددية في بقية المدن الساحليّة ظلّت إسلاميّة، لكن العناصر المسيحيّة شهدت «ترقياً اجتماعياً» ملحوظ. وأشتغلت الطوائف المسيحيّة في مدينة صور بالتجارة وأمتلكوا شبكة من المؤسسات الدينيّة والعلميّة. في أواخر القرن التاسع عشر وأوائل القرن العشرين تدهورت أحوال طبقة المتولين المسيحيين في مدينة طرابلس بسبب هجرة أغنياء المسيحيين في طرابلس إلى مصر.

### العصور الحديثة

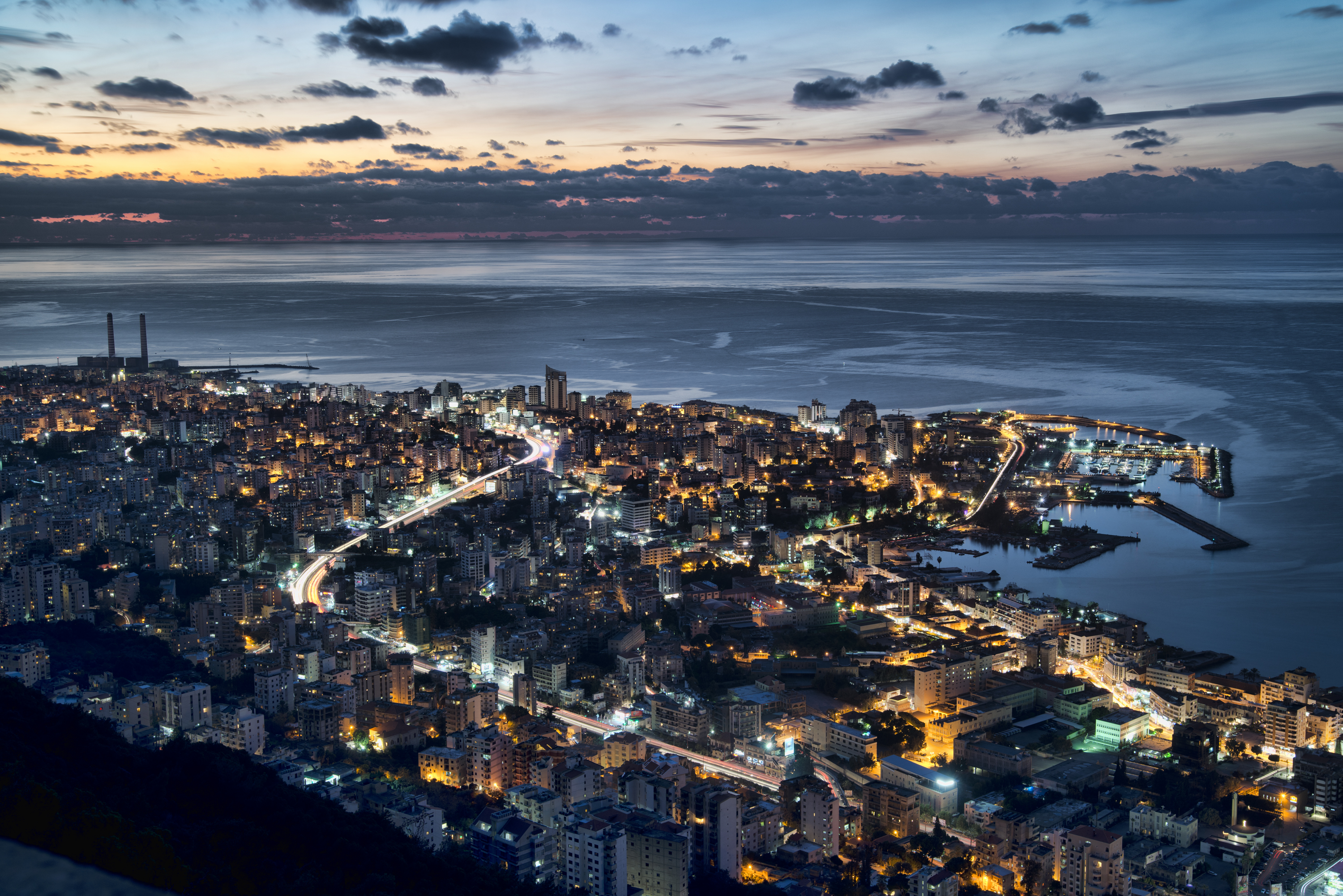
مدينة جونيه من أكبر التجمعات المسيحية في لبنان والشرق الأوسط.

توسعت حدود متصرفية جبل لبنان مع بداية القرن العشرين فانضمت إليها جونيه عام 1912 وبعدها ميناء النبي يونس في الشوف، إلا أن جمال باشا الملقب بالسفاح وإثر اندلاع الحرب العالمية الأولى ألغى نظام المتصرفية عام 1915، وكانت السلطنة قد ألغت عام 1914 الامتيازات الأجنبية ومن ضمنها الامتيازات المقدمة من قبل فرنسا للموارنة؛ خلال سنوات الحرب حاصر العثمانيون جبل لبنان، ثم غزاه الجراد فمات ما يقارب ثلث الجبل جوعًا، وتسارعت وتيرة الهجرة فلم يبق من سكان الجبل سوى ثلثه بعد نهاية الحرب. في الفترة من عام 1915 إلى عام 1918، عانى سكان جبل لبنان من المجاعة الكبرى والتي كانت من أسبابها السياسة العثمانية في احتكار جميع المنتجات الغذائية المنتجة في المنطقة للجيش والإدارة العثمانية، ومنع إرسال أي إنتاج إلى المسيحيين من سكان جبل لبنان، يشير بعض الباحثين إلى أن تلك المجاعة كانت مدبرة عمداً كجزء من السياسة العثمانية والتي هدفت إلى تدمير المسيحيين الموارنة، تمشياً مع السياسية التي إتبعتها ضد الأرمن، والآشوريين والإغريق. تشير التقديرات إلى أنّ عدد الضحايا المسيحيين الموارنة، والذي يرجع أساساً إلى الجوع والمرض يُقدر بحوالي 200,000.
كان الموارنة ينتمون إلى الطبقة الحاكمة وتقاسموا السلطة مع دروز لبنان في البداية، ولعبت الطائفة المارونيّة والدرزية دوراً مهماً في تشكيل دولة لبنان الحديثة، في 1 سبتمبر 1920 أعلن الجنرال غورو دولة لبنان الكبير بعد إعادة ترسيم الحدود بين البلاد التي كانت خاضعة للحكم العثماني ومن بينها سوريا ومتصرفية جبل لبنان معلنًا بيروت عاصمة لها. ووصفت الدولة الجديدة باسم لبنان الكبير على أساس إضافة البقاع ذات الأغلبية الشيعيّة وبعض القرى في عكار ذات الأغلبية السنيّة وصور وصيدا وطرابلس إلى المنطقة التي عرفت تاريخيًا بمتصرفية جبل لبنان الذاتية الحكم والتابعة للدولة العثمانية. شكل المسيحيون حوالي 55.1% من سكان دولة لبنان الكبير، وشكل المسلمون حوالي 45% من سكان دولة لبنان الكبير، وهذا ما أزاح الثنائية المارونية - الدرزية، لتحل مكانها ثلاثية مارونيّة - سنيّة - شيعيّة ستتبلور أكثر فأكثر في العقود اللاحقة.
شهد عام 1926 إقرار الدستور اللبناني وانتخب شارل دباس رئيسًا، إلا أن البطريركية المارونية اعترضت لكونه أرثوذكسيًا، وتلاه حبيب السعد عام 1934 قبل أن تظهر الثنائية التقليدية في السياسة المارونية بين بشارة الخوري وإميل إده، في انتخابات عام 1936 والتي أدت لفوز إده تلاه الخوري الذي قامت في عهده الأحداث المعروفة باسم أحداث بشامون، والتي أدت لنيل لبنان استقلاله عام 1943 خلال عهد البطريرك أنطون بطرس عريضة الذي خلف الحويك على كرسي بكركي عام 1932، وقد شهد الاستقلال ميلاد ما يعرف باسم «الميثاق الوطني اللبناني» الذي ضمن أن يكون رئيس الجمهورية مارونيًا، كذلك حصل الموارنة على عدد من المناصب المهمة في إدارة الدولة، كقائد الجيش ومدير مخابرات الجيش وحاكم مصرف لبنان، وعدد من الوزارات بالمداورة وكذلك المقاعد النيابية والمحافظين.

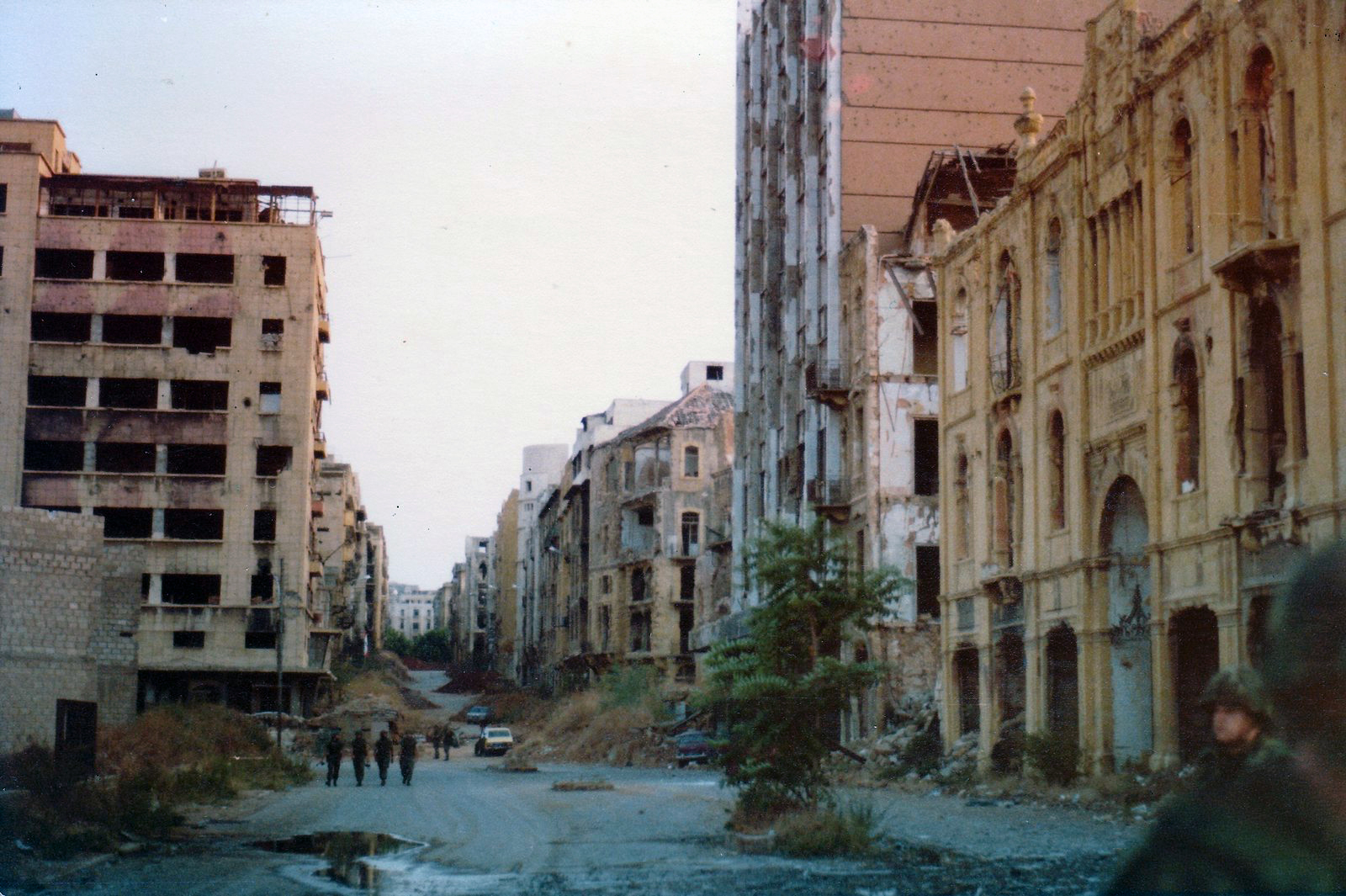
الخط الأخضر الفاصل بين بيروت الشرقية والغربية عام 1982.

شهد لبنان في منتصف القرن العشرين انتعاشًا اقتصاديًا كبيرًا ووصل متوسط دخل الفرد إلى 2100 دولار أمريكي، واستطاع لبنان أن يتبوأ مركزًا عالميًا مهمًا، حتى دعي «سويسرا الشرق» وما عاق هذا التقدم هو اندلاع الحرب الأهلية اللبنانية على أسس مذهبية في 13 أبريل 1975. وكانت لبنان عشية الحرب الأهلية بلد متعدد الطوائف حيث شكل كل من المسلمون السنّة والمسيحيون الأغلبية في المدن الساحليّة، وشكل المسلمون الشيعة الأغلبية في الجنوب وفي البقاع، وشكلّ كل من المسيحيون والموحدون الدروز الأغلبيّة في الجبل. وكانت الحكومة اللبنانية تدار تحت تأثير كبير من النخب المسيحية المارونية، وتم تعزيز الصلة بين السياسة والدين في إطار القوة الإستعمارية الفرنسية في الفترة من عام 1920 إلى عام 1943، وحصل المسيحيين على امتيازات اقتصادية وتجارية وأكاديميّة وسياسية. ومع ذلك، كان البلد يضم على عدد كبير من السكان المسلمين، كما أن العديد من جماعات الوحدة العربية واليسارية قد عارضت الحكومة الموالية للغرب. وقد ساهم إنشاء دولة إسرائيل ونزوح مئات الآلاف من اللاجئين الفلسطينيين إلى لبنان خلال عام 1948 وعام 1967 في تغيير التوازن الديموغرافي لصالح السكان المسلمين. وكان للحرب الباردة تأثير غير مباشر وقوي على لبنان، الذي يرتبط ارتباطاً وثيقاً بحالة الاستقطاب التي سبقت الأزمة السياسية في عام 1958، منذ أن انحاز الموارنة إلى جانب الغرب، في حين انحازت المجموعات اليسارية والعربية إلى جانب الدول العربية المنحازة إلى الاتحاد السوفيتي.
أدت الظروف الإقليمية إثر هزيمة العرب أمام إسرائيل عام 1967 وطرد المقاومة الفلسطينية من الأردن عام 1970 فيما عرف بأيلول الأسود ونزوح المقاومة نحو لبنان، وتصاعد المعارضة الشعبية لسياسة الحكومة اللبنانية، كانت عوامل أدت إلى اندلاع الحرب الأهلية اللبنانية عام 1975 والتي سرعان ما أخذت بعدًا طائفيًا بين المسلمين والمسيحيين. كانت بيروت الشرقية محاطة بمخيمات الفلسطينين المحصنة مثل منطقة الكرنتينا ومخيم تل الزعتر. في 18 يناير 1976، قامت الميليشيات المسيحية باقتحام منطقة الكرنتينا ذات الأغلبية المسلمة والواقعة تحت سيطرة منظمة التحرير الفلسطينية والتي كان يسكنها أكراد وسوريون وفلسطينيون. قتلت الميليشيات المسيحية العديد من سكان المنطقة. ردت الميليشيات الفلسطينية بعدها بيومين باقتحام بلدة الدامور المسيحية وقتل المئات من السكان المسيحين. هرب الآلاف من السكان بحراً حيث كانت الطرق مقطوعة. أدّت هاتين الحادثيتين إلى هجرة جماعية للمسلمين والمسيحين حيث لجأ كل منهم إلى المنطقة الواقعة تحت نفوذ طائفته. انقسمت بيروت الشرقية وبيروت الغربية بشكل متزايد إلى بيروت المسيحية والمسلمة. تدخلت سوريا عام 1976 بناءً على تفويض من جامعة الدول العربية لوقف الاقتتال، غير أنها فشلت في تحقيق ذلك. كما تدخلت إسرائيل تحت شعار «سلامة الجليل» فحصل الاجتياح الأول عام 1978 والاجتياح الثاني عام 1982 واستطاع شارون أن يجعل قوات جيشه تصل إلى بيروت وتدخل مقر الرئاسة اللبنانية في بعبدا.

#### القضايا الاجتماعية والسياسية الحالية

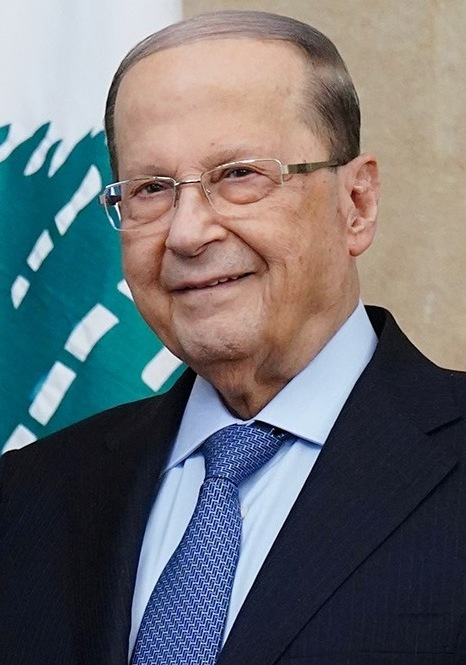
رئيس الجمهورية اللبنانيّة ميشال عون وهو من الطائفة المارونية.

ساعد اتفاق الطائف إلى إنشاء نظام لتقاسم السلطة بين الأحزاب السياسية اللبنانية المسيحية والإسلاميّة. وقد تحسن الوضع السياسي والاقتصادي في لبنان. وقد أعيد بناء بنيتها التحتية التي تضررت بسبب الحرب الأهلية اللبنانية. ينقسم المجتمع اللبناني المسيحي حاليًا سياسيًا بين تحالفات بين 8 آذار و 14 آذار وينطوي المسيحيين حزبيًا بين الأحزاب المسيحية من حزب الكتائب اللبنانية، التيار الوطني الحر تحت قيادة ميشال عون، تيار المردة برئاسة سليمان طوني فرنجيّة، القوات اللبنانية بزعامة سمير جعجع. على الرغم من أن اتفاق الطائف قد اعتبره البعض سيكون سببًا في إضغاف الدور المسيحي في لبنان بسبب تقليل الكثير من الصلاحيات لرئيس الدولة (وهو منصب يعطى إلى الموارنة) وزيادة صلاحيات رئيس الوزراء (وهو منصب مخصص لأبناء الطائفة السنية)، كما أنَّ رئاسة مجلس النواب فهي للشيعة، لكن لا يزال الرئيس اللبناني يلعب دورًا رئيسيًا في السياسة اللبنانية كما انه لا يزال القائد العام للقوات المسلحة ولا يمكن تشكيل أي حكومة دون موافقته وختم الرئاسية.
لعب البطريرك نصر الله بطرس صفير دور أساسي في ولادة اتفاق الطائف عام 1989 وتغطيته مسيحيًا، ولعب دوراً بارزاً في المصالحة المارونية / الدرزية في الجبل والتي كرسها بزيارته التاريخية بعام 2001، حيث قام بطريرك الموارنة نصر الله بطرس صفير بجولة في منطقة الشوف ذات الأغلبية الدرزية في جبل لبنان وقام بزيارة قرية مُختارة، معقل أجداد زعيم الدروز وليد جنبلاط. وكان الإستقبال الذي تلقاه البطريرك صفير لا يعني فقط مصالحة تاريخية بين الموارنة والموحدون الدروز، الذين خاضوا حرباً دموية في عام 1983 وعام 1984، لكنه أكد على حقيقة أن لواء السيادة اللبنانية كان له جاذبية واسعة متعددة الطوائف بالنسبة لثورة الأرز في عام 2005. وقام البطريرك بإطلاق شرارة ثورة الأرز في النداء الأول في مجلس المطارنة الموارنة عام 2000، والتي أدت إلى اندلاع الثورة في 14 مارس 2005، وقد أدى انسجام مواقفه مع بعض طروحات تحالف 14 آذار إلى حصول مقاطعة من القوى المسيحية الأخرى لبكركي وذلك لما اعتبروه انحيازًا منه ضدهم. واتخذ موقف واضح وحاد من مسألة سلاح حزب الله. وعلى الرغم من ذلك يجد حزب الله الشيعي الإسلامي المسلح دعمًا من داخل بعض المناطق المسيحية في لبنان والتي هي معاقل حزب الله. وفقًا لاستطلاع أجرته شركة إيبسوس في نهاية حرب لبنان 2006، فإن 84% من الشيعة وحوالي 46% من السُنَّة يعتقدون أن حزب الله «يجب أن يحتفظ بسلاحه»، في حين أنَّ 21% فقط من الموحدون الدروز وحوالي 23% من المسيحيين يعتقدون ذلك.
يقوم المجلس النيابي اللبناني بالمهام التشريعية وهو مؤلف من 128 نائباً. ويتم انتخابهم من الشعب مباشرة بالاقتراع السري. ويقسم عدد النواب بالتساوي بين المسلمين والمسيحيين حالياً، وبنفس الوقت، يتم توزيعهم بحسب نسبة المذاهب في كل طائفة وبحسب المناطق. وقبل عام 1990 كانت نسبة النواب في المجلس تساوي 6 للمسيحين مقابل 5 للمسلمين، ولكن اتفاق الطائف الذي وضع حداً للحرب الأهلية اللبنانية قام بتعديل هذا الأمر فأصبح عدد النواب المسيحيين مساوي لعدد النواب المسلمين. ويتم انتخاب أعضاء المجلس كل أربع سنوات.
يشغل المسيحيون أيضًا منصب رئيس الجيش وهو يرأس أيضًا كل القوات المسلحة وعليه تقديم تقارير مباشرة إلى القائد العام ورئيس الجمهورية، خُصص هذا المنصب إلى الموارنة منذ تأسيس الجيش اللبناني. رئيس البنك المركزي اللبناني هو أيضًا منصب مخصص للمسيحيين اللبنانيين، يعود ذلك أساسًا إلى أنّ معظم الأنظمة المصرفية والبنوك الخاصة في لبنان والتي تشكل أقوى وأكبر البنوك في منطقة الشرق الأوسط تُمتلك وتُدار هذه البنوك إلى حد كبير من قبل المسيحيين.
لا يوجد اختلافات ثقافيّة كبرى بين المسيحيين اللبنانيين والمحيط اللبناني العام، بعض الاختلافات تنشأ من الفروق الدينية، ففي المناسبات الاجتماعية التي يكون المشاركون فيها من مسيحيين غالبًا ما تقدم مشروبات كحولية على خلاف ما هو سائد لدى أغلب المجتمعات العربيّة لكون الشريعة الإسلامية تحرّم مثل هذه المشروبات. المسيحيون في لبنان، يختنون ذكورهم في الغالب كالمسلمين رغم أن شريعة الختان قد أسقطت في العهد الجديد أي أن مختلف الكنائس لا تلزم أتباعها بها. يجيد المسيحيون في لبنان التحدث بطلاقة لثلاثة لغات اللغة العربية، واللغة الفرنسية واللغة الإنكليزية.
وهناك عدد كبير من العطل الرسمية في لبنان حالياً كنتيجة لتنوعه الطائفي والمذهبي، وفي وقت سابق كان بعض الأعياد لا يُعطل فيها سوى أبناء الطائفة أو الدين المخصص لهم هذا العيد، قبل أن يتم تعديل هذا الأمر وتصبح العطل الدينية مفروضة على الجميع سواء كانوا من أتباع هذا الدين أو لم يكونوا. بحسب مركز بيو للأبحاث عام 2010 لدى المسلمون اللبنانيون وجهات نظر إيجابيَّة للغاية حول المسيحيين، حيث أظهر 96% منهم آراء إيجابيَّة عن المسيحيين.

كاتدرائية مار جرجس المارونية يجاورها جامع محمد الأمين بوسط بيروت.

تعترف الدولة اللبنانيَّة بـ 18 طائفة دينيَّة، وتعتمد الدولة على شكل من أشكال العزل المجتمعي للطوائف السياسية، حيث أنَّ لكل طائفة أحزابها السياسيَّة ومناصبها السياسيَّة، ومؤسساتها الاجتماعية الخاصة بها كالمدارس والمستشفيات والجامعات والصحف والإذاعات والقنوات التلفازيَّة والفرق الرياضية وغيرها. ويختلف قانون الأحوال الشخصية في لبنان من طائفة إلى أخرى؛ مما ينتج عنه 15 مجموعة مختلفة من القوانين حول أمور مثل قواعد الزواج والطلاق والحضانة وزيارة الأطفال. وتعتبر بعض المناصب مثل رئاسة الجيش والأمن العام ورئاسة مجلس الشورى ورئاسة الجمارك وحاكمية المصرف المركزي حكراً على المسيحيين. أسست عدد من العائلات المسيحيَّة السياسيَّة نظاماً عائلياً وسياسياً وما تزال تُسيطرعلى المشهد المسيحي السياسيّ، ومنها آل فرنجية وآل الجميّل وآل الخازن وآل معوض وآل شمعون وآل شهاب. ولأسباب تاريخيَّة وسياسيَّة، تتفاوت الأوضاع الإجتماعية والإقتصادية بين الطوائف اللبنانية، حيث هيمن المسيحيين في بيروت على القطاعات الماليَّة والتجاريَّة الأكثر أربحية في وقت كان فيه المسلمون يسجلون حضورًا ملموسًا في القطاعات الصناعية الواقعة في أدنى سلم القيم المضافة، وشكلّ المسلمون عمومًا الجزء الأكبر من الطبقة العاملة في حين كان المسيحيون هم غالبية الطبقتين الوسطى والعليا والذين امتلكوا أيضاً معظم المؤسسات الصغيرة والمتوسطة. ولاحظ الباحث غوردون أنّ دخل المسيحيين المالي عام 1980 كان أعلى بحوالي 16% من الدروز وبحوالي 58% من الشيعة.
يُعتبر التزاوج بين أتباع الأديان المختلفة من المحرمّات الإجتماعية في لبنان، وبحسب دراسة فإن عقود الزواج بين المسلمين والمسيحيين لا تستحوذ سوى على نسبة ضئيلة (6.2%) من مجمل عقود الزواج المختلط، ووجدت الدراسة أنه في محافظة بيروت عام 2013 كان هناك 2,146 امرأة سنيَّة متزوجة من مسيحي، وحوالي 1,189 امرأة شيعيَّة متزوجة من مسيحي، وحوالي 240 امرأة درزيَّة متزوجة من مسيحي، في حين أنَّ 1,685 امرأة مارونيَّة وحوالي 1,528 امرأة أرثوذكسيَّة متزوجة من مسلم. وكانت حوالي 68% من مجمل عقود الزواج المختلطة هي لمسيحيين من مذاهب مسيحية مختلفة. ومن بين الشخصيات السياسية في لبنان التي تزوجت زواج مختلط النائب غسان تويني (مسيحي أرثوذكسي) الذي تزوج من نادية حمادة (درزيَّة)، والنائب سامي الجميل (مسيحي ماروني) الذي تزوج من كارين تدمريّ (مُسلمة سنيَّة)، والنائب طوني فرنجيّة (مسيحي ماروني) الذي تزوج من لين محمد زيدان (مسلمة). كما وتزوجت نايلة تويني (مسيحيَّة أرثوذكسيّة) من الإعلامي مالك مكتبي (مسلم شيعي). بالإضافة إلى عدد من الشخصيات الإعلامية أو الفنية التي تزوجت زواج مختلط مثل وسام بريدي ونجوى كرم وغيرهم.

## ديموغرافيا
| نسبة مسيحيون لبنان | نسبة مسيحيون لبنان | نسبة مسيحيون لبنان | نسبة مسيحيون لبنان | نسبة مسيحيون لبنان |
| ------------------ | ------------------ | ------------------ | ------------------ | ------------------ |
| سنة                |                    |                    |                    |                    |
| 1926               | 1926               |                    | 84%                | 84%                |
| 1932               | 1932               |                    | 51.2%              | 51.2%              |
| 1985               | 1985               |                    | 45%                | 45%                |
| 2010               | 2010               |                    | 39%                | 39%                |
| 2012               | 2012               |                    | 40.5%              | 40.5%              |

لسنوات عديدة كان عدد مسيحيون لبنان محط شك، لم يكن هناك أي تعداد رسمي في لبنان منذ عام 1932. الوثائق الرسمية تؤكد أن في عام 1926 عندما أعلن رسميًا عن دولة لبنان وأعترف بها من قبل الحلفاء شكل المسيحيين 84% من السكان. وجدت تقديرات كتاب حقائق العالم إلى أنّ نسبة المسيحيين من سكان لبنان في عام 2012 هي 40.5%. وهي أعلى نسبة للمسيحيون في الشرق الأوسط. انخفاض نسبة المسيحيين في لبنان يعود أساسًا إلى الهجرة المسيحية الكبيرة إلى الأمريكتين وأستراليا وأوروبا. حيث تضم الولايات المتحدة، وكندا، والمكسيك، والبرازيل، والأرجنتين، وفرنسا وأستراليا جاليات مسيحية لبنانيّة كبيرة. ويمثل اللبنانيون المسيحيون أكثرية بين الشعب اللبناني (في داخل وخارج البلاد) لكنهم يمثلون أقلية داخل لبنان.
خلال العقود الماضية، طرأت تعديلات كبيرة على المشهد الديني أو الطائفي نتيجة التغيرات الديموغرافية. فنسبة المسيحيين، خصوصاً الموارنة، آخذة في النقصان، بينما نسبة المسلمين، خاصةً الشيعة، في ازدياد واضح. ويعود ذلك بحسب المحللين والباحثين إلى ميل الموارنة إلى أن يكونوا من الطبقة الوسطى، وأن يحصلوا على تعليم أفضل، وأفضل حالاً مالياً واقتصادياً من الشيعة الذين ينتمون تقليدياً إلى الطبقة الأشد فقراً في البلاد، بالإضافة إلى نسبة مرتفعة من الأمية (مع أن هذا يتغير في الوقت الراهن أيضاً). ونتيجة لذلك، فعائلات الموارنة تكون أصغر بكثير بالمقارنة مع العائلات الشيعية. وبما أنهم أيضاً يهاجرون أكثر، يتقلص عددهم. وكما كان الموارنة ينتمون إلى الطبقة الحاكمة، حيث تقاسموا في البداية السلطة مع الموحدون الدروز، ثم لاحقاً مع المُسلمين السُّنة. وهذا أيضاً يتغير في الوقت الراهن، وذلك نظراً لظهور حزب الله الشيعي، والذي ظهرت لأول مرة في منتصف عقد 1980، ونمت بسرعة على الصعيدين الشعبي والسياسي، فضلاً عن الجانب العسكري الذي أظهره مؤخراً. واليوم، يشكل الوزراء الذين ينتمون أو يتحالفون مع حزب الله نحو ثلث المناصب الحكومية تقريباً.
وفقاً لمركز بيو للأبحاث، بلغت نسبة المسيحيين في لبنان نحو 38.3% من السكان عام 2010، ومن المتوقع أن تصبح نسبتهم 38.2% عام 2050، ومن المتوقع أن ترتفع أعداد المسيحيين من 1.6 مليون في عام 2010 إلى 1.8 مليون في عام 2050؛ ويعود السبب لمعدل الخصوبة المنخفضة نسبياً للمسيحيين اللبنانيين بالمقارنة مع المسلمين، ولهجرة المسيحيين من لبنان لأوروبا والأمريكتين. بحسب دراسة أجرتها هيئة الإحصاء اللبنانية عام 2012 كانت نسب المجموعات الدينية الرئيسية بين اللبنانيين داخل لبنان كالتالي: المُسلمون السنَّة (27%)، والشيعة (27%)، والمسيحيون الموارنة (21%)، والمسيحيون الأرثوذكس الشرقيون (8%)، والموحدون الدروز (5.6%)، والمسيحيون الروم الملكيين (5%)، وشكلّ أتباع الطوائف المسيحية الأخرى 6.5% من السكان. بالمقابل أشار تقرير عام 2013 إلى أن نسبة المسيحيين في لبنان في ازدياد ويمكن أن ترتفع بأكثر من الثلث بحلول عام 2030. قدرّت الحكومة الأمريكية عام 2017 نسب المُسلمون بحوالي 57.7% (28.7% مُسلمون سُنَّة وحوالي 28.4% شيعة)، والمسيحيون بحوالي 36.2%، والموحدون الدروز بحوالي 5.2% من مجمل السكان.

### التوزيع الطائفي

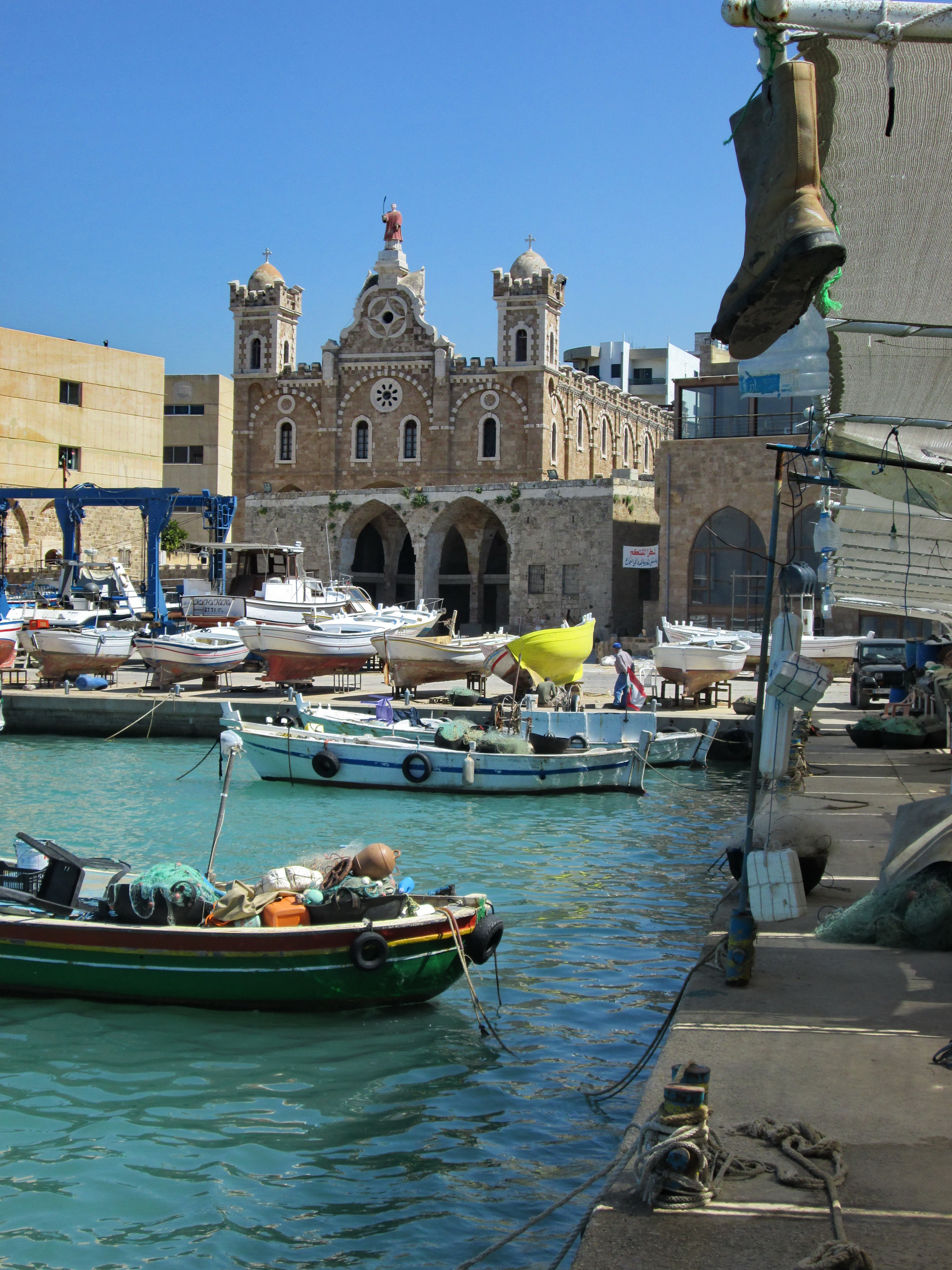
كنيسة القديس اسطفانوس المارونيّة في البترون.

الكنيسة المارونية وهي كنيسة جزء من الكنيسة الكاثوليكية، هي الكنيسة اللبنانيَّة الأكبر والأكثر نشاطًا سياسيًا وتأثيرًا في لبنان. تشكل الكنيسة الأرثوذكسية الأنطاكية ثاني أكبر تجمع مسيحي لبناني. كنيسة الأرمن الأرثوذكس لها حضور مميز في لبنان وتشكل جزء كبير من السكان المسيحيين فيها. هناك حضور لكنيسة الروم الكاثوليك وهي كنيسة كاثوليكية شرقية تخضع للبابا، ولها حضور كبير في زحلة. تُعد كل من الكنيسة الرومانية الكاثوليكية، والكنيسة القبطية، وكنيسة المشرق الآشورية والكنيسة السريانية الأرثوذكسية هي أيضًا من الكنائس المسيحية الهامة داخل لبنان. هذه الفروع المسيحية لها دور مؤثر جدًا في الأعمال اليوميَّة والاقتصاديَّة في لبنان. وللمسيحيين في البرلمان اللبناني 64 مقعدًا جنبُا إلى جنب مع 64 مقعدًا للمسلمين. للكنيسة المارونية نصيب الأسد مع 34 مقعدًا، ومن ثم الروم الأرثوذكس مع 14 مقعد، ويتوزع الأرمن والروم الكاثوليك والبروتستانت على ما تبقى من 22 مقعد.
وفقًا لدراسة المؤمنون في المسيح من خلفية مسلمة: إحصاء عالمي وهي دراسة أجريت من قبل جامعة سانت ماري الأمريكيّة في تكساس سنة 2015 وجدت أنَّ حوالي 2,500 مواطن مُسلم لبناني تحول إلى المسيحية.

### حسب المحافظات

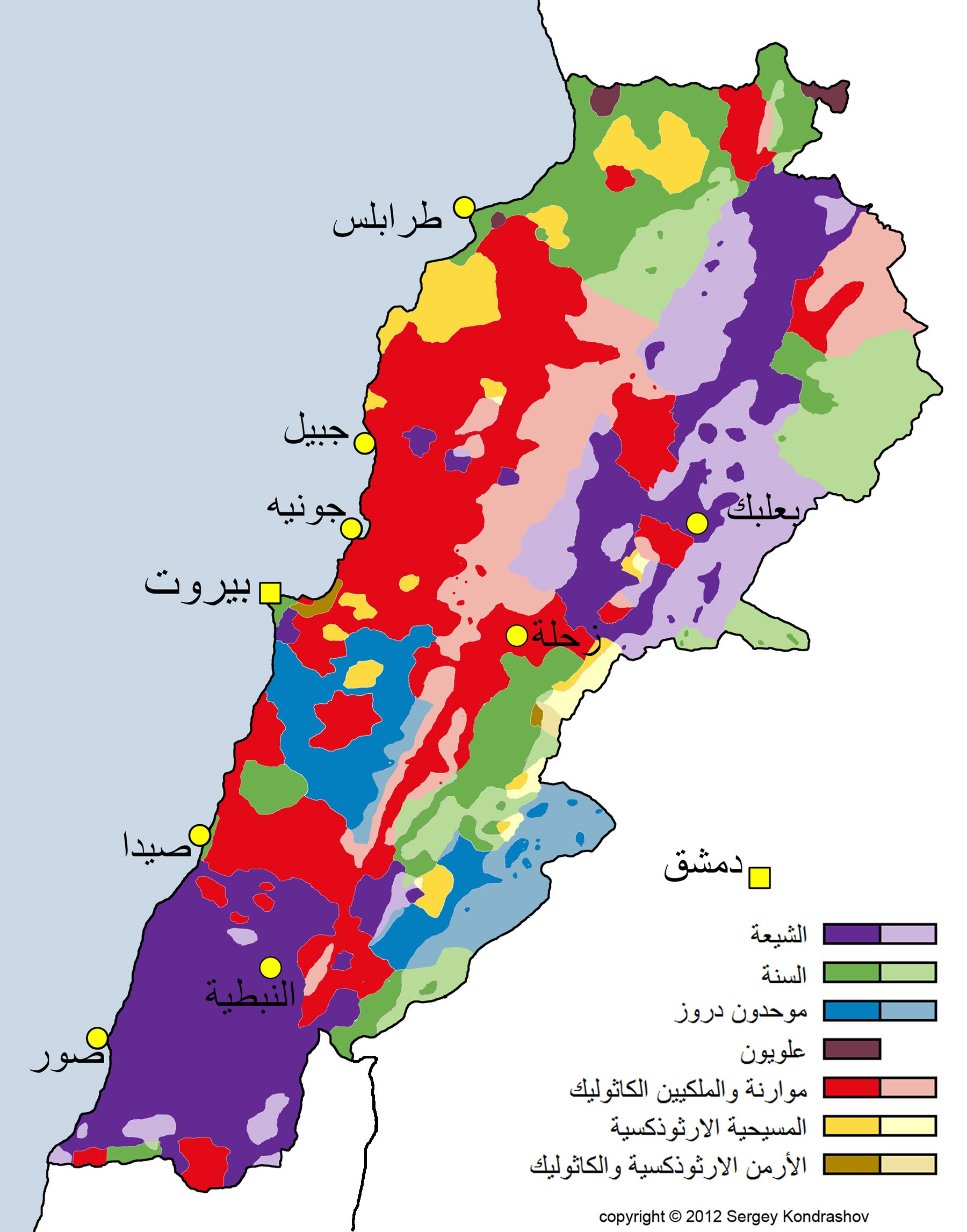
التوزيع الجغرافي للجماعات الدينية الرئيسية في لبنان.

يتوزع الموارنة في مختلف ربوع لبنان، ويتركز تجمعهم في كل من محافظة جبل لبنان وشمال محافظة بيروت، وفي الشمال في قضاء البترون وبشري وزغرتا، أما في محافظة لبنان الجنوبي ذات الأغلبية الشيعيَّة فيشكلون الأغلبية الدينية في قضاء جزين، ويتواجد الموارنة أيضاً في البقاع خصوصاً في قضاء راشيا وقضاء زحلة. ويتواجد الروم الأرثوذكس خصوصًا في محافظة لبنان الشمالي في مدينة طرابلس وفي قضاء الكورة حيث يشكلون الأغلبية السكانية، وهم ثاني كبرى الطوائف المسيحية في مدينة بيروت، كما أنّ هناك تجمعات أرثوذكسية هامة في جنوب شرق النبطية خصوصاً في قضاء مرجعيون وقضاء حاصبيا، والبقاع حيث يشكلون ربع السكان في قضاء راشيا، وفي قضاء عكار حيث يشكلون ثاني كبرى الطوائف، وجبل لبنان خصوصاً في قضاء عاليه ذات الأغلبية الدرزيَّة. ويتركز الروم الملكيين في بيروت، والبقاع خصوصاً في مدينة زحلة وقضاء البقاع الغربي وراشيا، وفي جبل لبنان خصوصاً في قضاء الشوف، وفي جنوب لبنان خصوصاً في قضاء صور، وفي ضواحي صيدا، وتُعد كنيسة الروم الملكيين الكاثوليك كبرى الطوائف المسيحية في مدينة صيدا ذات الأغلبية السُنيَّة، وهناك تواجد مسيحي ملحوظ في محافظة بعلبك الهرمل خصوصاً في مدينة بعلبك. ويتركز وجود كل من الأرمن الأرثوذكس، والأرمن الكاثوليك، والبروتستانت في مدينة بيروت وضواحيها.
يشكل الموارنة كبرى الطوائف في قضاء جبيل، وقضاء كسروان، وقضاء المتن، وقضاء بعبدا، وقضاء زغرتا، وقضاء البترون، وقضاء بشري وقضاء جزين. ويشكل الروم الأرثوذكس أكبر الطوائف في قضاء الكورة. ووفقًا لبيانات سجلات الناخبين المسجلين، فإن نسبة السكان المسيحيين في قضاء بشري وقضاء كسروان هي أعلى نسبة مئوية في البلاد، مع 99.9% وحوالي 97.9% من الناخبين من المسيحيين على التوالي، ومعظمهم من الموارنة. وتعتبر زحلة أكبر مدينة مسيحية في لبنان والشرق الأوسط، تليها كل من جونيه والبترون. في حين أن العديد من مدن الشرق الأوسط (حلب والقاهرة ودمشق والإسكندرية وغيرها) بها مجتمعات مسيحية أكبر من الناحية العدديَّة، إلا أنها لا تشكل غالبية سكانية. في لبنان من الناحية العددية يوجد في بيروت عدد أكبر من المسيحيين من زحلة، لكن لا يشكلون أغلبية سكانية فيها ككل، لكن في بيروت الشرقية أكثر سكانها مسيحيون، مع أقليّة سنيّة، بينما بيروت الغربية أكثر سكانها مسلمون سنّة، وفيها أقليّة مسيحية وشيعيّة. ويسكن ضاحية بيروت الجنوبية أكثرية شيعيّة، مع وجود أقليّة صغيرة من السنّة والمسيحيين.
القائمة تستعرض تقديرات بيانات الناخبين المُسجلين المسيحيين بحسب المحافظة، حيث لا توجد إحصائيات رسمية:
| محافظات لبنان        | المسيحيون |
| -------------------- | --------- |
| محافظة بيروت         | 40.0%     |
| محافظة جبل لبنان     | 65.8%     |
| محافظة لبنان الشمالي | 43.8%     |
| محافظة لبنان الجنوبي | 20.0%     |
| محافظة البقاع        | 40.0%     |
| محافظة النبطية       | 10.1%     |
| محافظة بعلبك الهرمل  | 13.4%     |
| محافظة عكار          | 26.3%     |

## الطوائف المسيحية

### الكنيسة المارونية

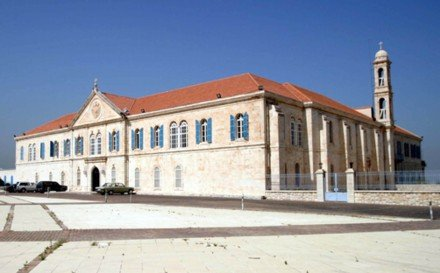
الصرح البطريركي في بكركي، مقر الكنيسة المارونية.

يرتبط مذهب الكنيسة المارونية بلبنان واستقلاله، وتُعتبر روح تأسيس الموارنة كجماعة دينيَّة هي هجرتهم من السهول السورية إلى «حرية» و«نقاء» وطنهم في جبل لبنان. نشأت الكنيسة المارونية قرب أنطاكيا في سوريا في أوائل القرن الخامس، وتشكلت على أثر تعاليم مار مارون. تعرضهم للاضطهادات دفعهم إلى اللجوء إلى لبنان، الذي أصبح معقلهم ومركزهم العالمي. الكنيسة المارونية (سريانية: ܣܘܪܝܝܐ عيثو سُريَيثو مارونَيثو دْأنطيوكيا) هي جزء من الكنائس الكاثوليكية الشرقية منذ عام 1182، وهي كنيسة أنطاكيّة، وسريانية، وشرقية، وكاثوليكية، وشبه وطنية؛ اجتمعت نواتها الأولى حول القديس مارون بهيئة حركة رهبانيّة ما لبثت أن ضمّت علمانيين، لذلك دعيت باسمه. وقد أكد المجمع البطريركي الماروني الذي ختم أعماله عام 2006 هوية الكنيسة بأنها: ”كنيسة أنطاكية سريانية ذات تراث ليتورجي خاص“. يعتبر الموارنة أيضًا من دوحة الكنيسة السريانية تاريخيًا وطقسيًا وثقافيًا، أما إيمانيًا، فهم جزء من الكنيسة الكاثوليكية التي تقرّ بسيادة البابا، رغم ذلك، فللكنيسة المارونيّة بطريركها الخاص وأساقفتها. ويقيم البطريرك في بكركي الواقعة ضمن قضاء كسروان اللبناني، ويعاونه في الإدارة المجمع المقدس، وهي الكنيسة الشرقية الوحيدة الكاثوليكية كاملاً. وبصفتها كنيسة كاثوليكية شرقية فلها طقوس دينية خاصة بها والتي في أساسها هي طريقة عبادة أنطاكية باللغة السريانية. تسمح الكنيسة المارونيَّة بزواج رجال الدين، حيث أنَّ أكثر من نصف رجال الدين الموارنة متزوجون، في حين أنَّ الأغلبيَّة من رجال الدين الموارنة في المناطق الشماليَّة مثل طرابلس والبترون، وفي جبل لبنان وزحلة وصور من المتزوجين.
الموارنة هم أكبر الجماعات المسيحية في لبنان وتعد الكنيسة المارونية الكنيسة الوطنية للبلاد، في عام 2012 شكَّل أتباع الكنيسة المارونية حوالي 20% من مجمل سكان لبنان. والموارنة متوطّنون بقوة على المنحدرات الغربية لجبال لبنان، وهم الأغلبيَّة في الشمال من كسروان إلى منطقة زغرتا؛ إلاّ أنهم يختلطون في أكثر الأحيان مع الشيعة في الجزء الجنوبي من لبنان (الجنوب وجبيل)، ومع الموحدين الدروز في الشوف وعاليه والمتن، أو مع الروم الأرثوذكس في المتن والكورة.
وتعود تسمية «الموارنة» إلى مار مارون الراهب السرياني الذي عاش في شمال سوريا خلال القرن الرابع وانتقل اتباعه لاحقا إلى جبل لبنان ليقترن اسمهم به منذ القرن العاشر الميلادي مؤسسين بذلك الكنيسة المارونية. تمكن الموارنة من الحفاظ على كيان شبه مستقل في خلال فترتي الخلافة الاموية والعباسية محافظين بذلك على ديانتهم المسيحية ولغتهم السريانية حتى القرن الثالث عشر عندما تمكن المماليك من إخضاعهم. هيمن الموارنة لاحقا على كل من متصرفية جبل لبنان العثمانية بالقرن التاسع عشر وجمهورية لبنان الكبير برعاية دول أوربية. غير أن هجرة أعداد كبيرة منهم إلى الأمريكيتين ونشوب الحرب الأهلية اللبنانية أدت إلى تقلص اعدادهم بشكل حاد حيث يشكلون حاليًا حوالي ربع عدد سكان لبنان. لطالما احتل الموارنة قمة الهرم الاجتماعي في لبنان، وغالبًا ما يعتبر قادة الموارنة أنّ الكنيسة المارونية هي أساس الأمّة اللبنانية. وقد استمدوا تاريخياً دورهم السياسي من قوتهم الذاتية التي تمثلت في قدراتهم الاقتصادية والعلمية والتربوية التي مكّنتهم في المراحل المختلفة التي مرت بها البلاد، من تأدية دور سياسي كبير وبارز وفعّال ساهم في تشكيل صورة لبنان وأوضاعه. وبعد الاستقلال، وبمحاصصة تسوية رعتها فرنسا، حلَّت «المارونيَّة السياسيَّة» في قيادة الدولة اللبنانية، والتي انتهت في عقد 1990. ولا تزال للمسيحيين اللبنانيين أهمّية على الصعيد الاقتصادي.
يعتبر بطريرك أنطاكية رأس الكنيسة المارونية هو سلطة مكانية ورعائية ومقوننة وفق الشرائع الكنسيّة على الإكليروس ومؤمني الكنيسة ويعتبر أب الآباء ورئيس الرؤساء والراعي والمدبر، ويعاون البطريرك المجمع المقدس للكنيسة المارونية الذي يتألف من مطارنة الأبرشيات والوكالات والمطارنة المتقاعدين، ويبلغ عدد الأبرشيات سبعًا وعشرين أبرشية وعدد أعضاء المجمع ستة وأربعين عضوًا. بدأ الكنيسة المارونية في القرن التاسع عشر وتفاقهم خلال الحرب العالمية الأولى والحرب الأهلية اللبنانية، حتى بات موارنة المغترب ضعفي موارنة لبنان حاولت الكنيسة الحفاظ على الصلات مع المغتربين عن طريق إنشاء رعايا لها في المغترب ثم ما عرف باسم «أبرشيات المهجر» و«المؤسسة المارونية للانتشار».

### الكنيسة الأرثوذكسية الشرقية

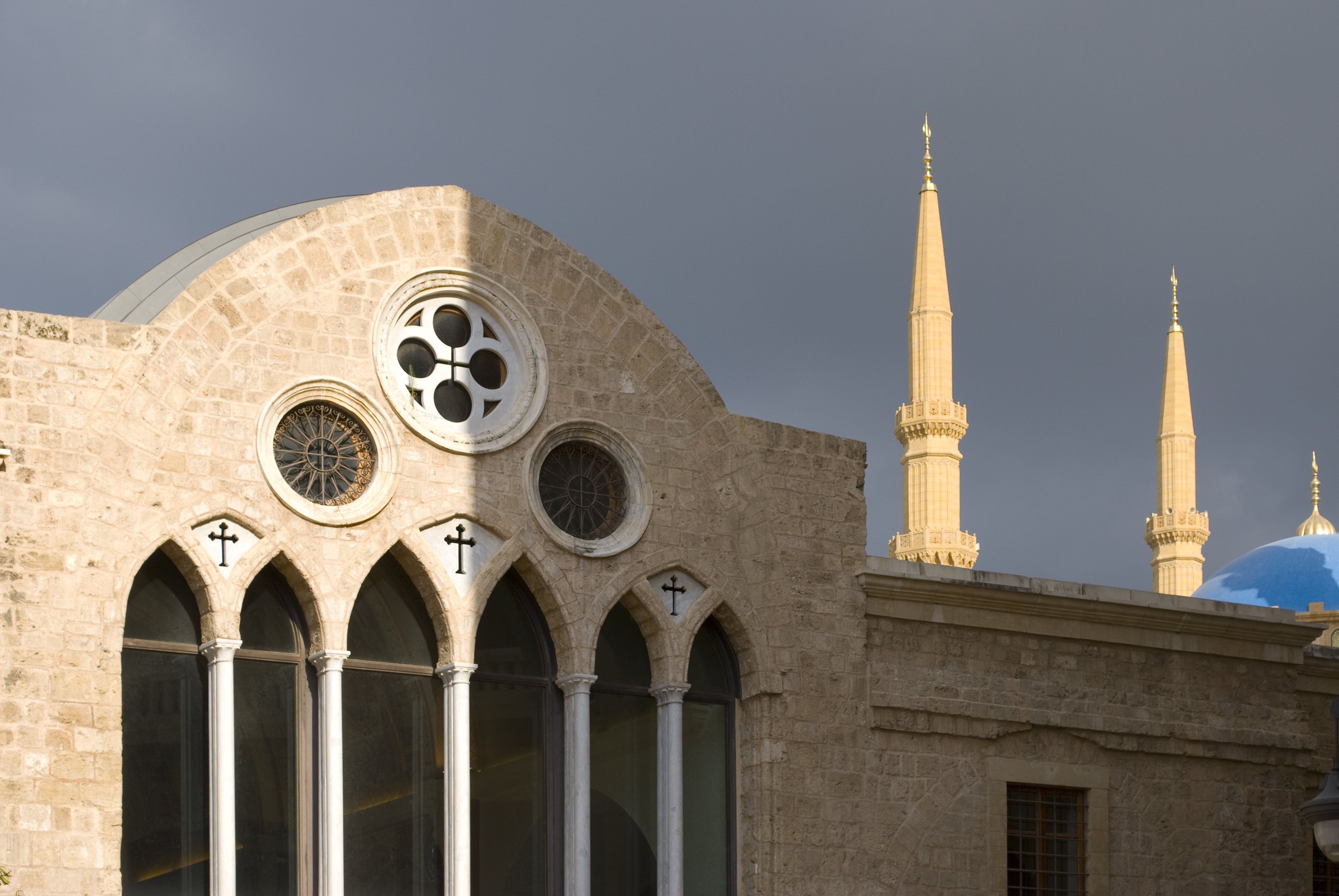
كاتدرائية القديس جاورجيوس للروم الأرثودكس في بيروت.

تشكل بطريركية أنطاكية وسائر المشرق للروم الأرثوذكس، وهي كنيسة أرثوذكسية شرقية مؤسساها بحسب تقليدها الكنسي هما بطرس وبولس الرسولين. ومقرها الحالي دمشق في سوريا، ثاني أكبر الطوائف المسيحية في لبنان. وهي كنيسة بيزنطيَّة الطُقوس. تاريخيًا، نمت هذه الكنيسة كجزء من البطريركيات الشرقية الأربع (القدس وأنطاكية والإسكندرية والقسطنطينية).
لسنين عديدة خاصة خلال العصر العثماني لعبت الأسر الأرثوذكسيَّة البرجوازية أدوارًا هامة في المجال الاقتصادي وقد سكنت عدد من العائلات الأرستقراطية المسيحيَّة الأرثوذكسيَّة منطقة الأشرفيَّة وكان لها دور اجتماعي واقتصادي بارز حيث بنت قصورها في هذه المنطقة من بين هذ الأسلا كانت آل سرسق، وتويني، وبسترس، وطرّاد، وداغر، وفرنيني، وفياض. وكثيرًا ما يُطلق على هذه الأسر باسم «العائلات الستة» الثرية في بيروت. فهم كانوا من أصحاب العقارات والإقطاعيين في السابق، واليوم هم من أصحاب الأعمال، والأطباء، والفنانين، وأهل الأعمال الخيرية في لبنان والخارج. ويُعتبر الروم الأرثوذكس أكثر الطوائف الدينية في لبنان تعلمًا خاصة من خلال نسب حملة الشهادات الجامعية. تعرف الطائفة بتوجهها القومي العربي، وقد أنجبت الكنيسة أسماء كثرة من القوميين العرب منهم أنطون سعادة مؤسس الحزب السوري القومي الاجتماعي، وجورج أنطونيوس أول مؤرخ للقومية العربية، وجرجي زيدان وهو من أوائل المفكرين الذين ساعدوا في صياغة نظرية القومية العربية، ونجاح واكيم وغيرهم. وكثيرًا ما خدمت الكنيسة كجسر بين المسيحيين اللبنانيين والدول العربية. في عام 2012 شكل أعضاء الكنيسة حوالي 8% من السكان في لبنان.
اليوم العديد من الروم الأرثوذكس من أصحاب المهن الأكاديميَّة وذوي المستوى الاقتصادي والتعليمي والاجتماعي العالي، وقد هيمنت على المجتمع الأرثوذكس من خلال كبار ملاك الأراضي بشكل أقل من باقي الطوائف المسيحية الأخرى. في الوقت الحاضر، أصبحت الطائفة الأرثوذكسية الطائفة الأكثر تحضرًا، وتشكل جزءًا كبيرًا من الطبقة التجارية والمهنية في بيروت وغيرها من المدن. هناك تجمعات أرثوذكسية هامة في جنوب شرق النبطية والبقاع، وفي شمال البلاد بالقرب من طرابلس، ويشكل المسيحيين في مدينة طرابلس ومعظمهم من الروم الأرثوذكس حوالي 5% من السكان. ويتواجد مجتمع مسيحي قدر عام 2010 بحوالي 15% من سكان مدينة صور. للأرثوذكس حضور تقليدي قوي في المدن الساحلية الكبرى مثل طرابلس وبيروت، وفي المناطق الريفية هم في حالة اختلاط في المتن وجبال لبنان الوسطى، وكذلك في جنوب شرق لبنان، وفي البقاع الأوسط وفي هضاب عكار. وهم لا يشكلون الأغلبية إلاّ في الكورة.

### كنيسة الروم الملكيين الكاثوليك

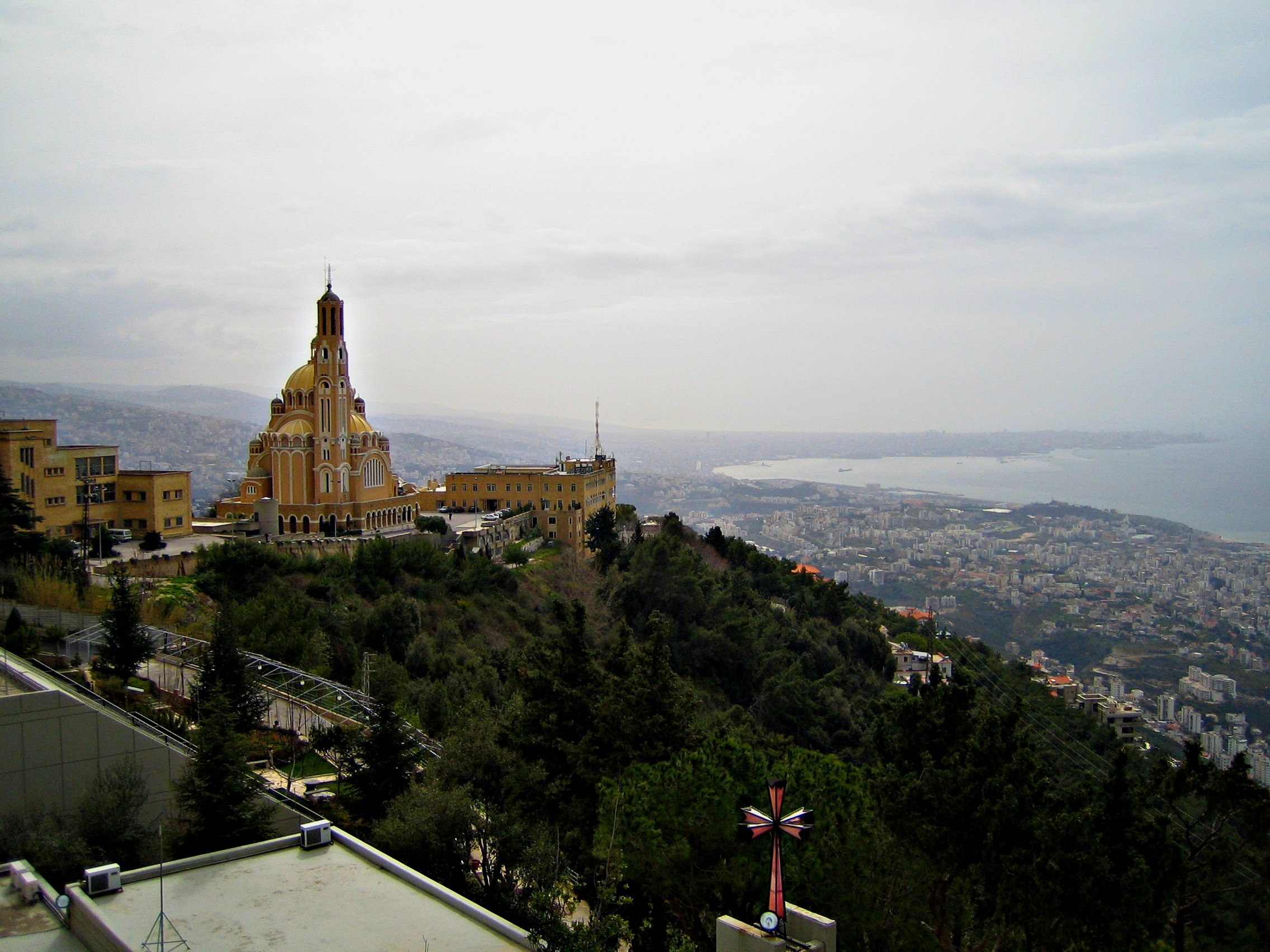
بازيليكا القديس بولس، في حريصا.

تأسست كنيسة الروم الملكيين الكاثوليك عام 1724، نتيجة لانشقاق وذلك عندما أسس المطران سيريل الرابع أخوية دير المخلص قرب صيدا في لبنان في أواخر القرن السابع عشر. والكنيسة الملكانيَّة هي كنيسة كاثوليكيَّة شرقيَّة مستقلة مرتبطة في شركة تامة مع الكنيسة الكاثوليكية في روما بشخص رئيسها البابا. والموطن الأصلي لهذه الكنيسة هو الشرق الأوسط، وينتشر اليوم قسم من الروم الكاثوليك في بلاد الاغتراب، شأنهم في ذلك كشأن باقي مسيحيي الشرق. أمّا اللغة الطقسية الليتوروجية لهذه الكنيسة فهي اللغة العربية. ولدى كنيسة الروم الملكيين الكاثوليك درجة عالية من التجانس العرقي، حيث تعود أصول الكنيسة في الشرق الأدنى، ويتركز وجودهم فيها خصوصًا في سوريا ولبنان وإسرائيل.
كنيسة الروم الملكيين الكاثوليك هي ثاني أكبر كنيسة كاثوليكية شرقية في لبنان. ظهروا كمجموعة متميزة في أوائل القرن السابع عشر عندما انشقت عن الكنيسة الأرثوذكسية الشرقية. على الرغم من أنها تقبل بالكامل العقائد الكاثوليكية على النحو المحدد من قبل الفاتيكان، فإنها بقيت عمومًا على مقربة من الكنيسة الأرثوذكسية من ناحية الطقوس والثقافة. تستخدم الكنيسة في طقوسها اللغة العربية واليونانية وتبعًا للطقوس البيزنطية. خلال الحقبة العثمانية في القرن الثامن عشر نمت طبقة رومية كاثوليكية برجوازية في صور وصيدا، نشطت في التجارة. تأثرت حياة الكنيسة الملكانية بالثقافة العربية، وتستخدم اللغة العربية في طقوسها. كان لأبناء هذه الطائفة أثر هام في الاقتصاد والأدب والعلوم ولهم باع في تشكيل ثقافة المشرق العربي.
يقطن أبناء الكنيسة من الروم الكاثوليك أساسَا في الأجزاء الوسطى والشرقية من البلاد، وفي العديد من القرى. ويتركز أبناء هذه الكنيسة في بيروت، ومدينة زحلة وقضائها، وضواحي صيدا وصور، كما وتعد كنيسة الروم الملكيين الكاثوليك كبرى الطوائف المسيحية في مدينة صيدا. لديهم أعلى مستوى نسبيًا من التعليم مقارنة بالطوائف الأخرى. ومرتبطون بشكل وثيق مع التراث العربي، وكان الروم الكاثوليك قادرين على تحقيق توازن بين انفتاحها على العالم العربي والعلاقة مع العالم الغربي، خصوصًا مع الولايات المتحدة.
في عام 2012 قدَّرت نسبة الروم الكاثوليك بحوالي 5% من السكان، ووفقاً لتقديرات الكرسي الرسولي عام 2008 ضمت لبنان على أكبر تجمع رومي كاثوليكي في بلاد الشام، حيث قدر عدد أتباع الروم الكاثوليك في لبنان بأكثر من 425,000 شخص، وشكلوا ثاني أكبر تجمع رومي كاثوليكي في العالم بعد البرازيل، التي ضمت حوالي 433,000 رومي كاثوليكي، معظمهم من أصول سورية-لبنانية.

### الكنيسة الأرمنية الرسولية

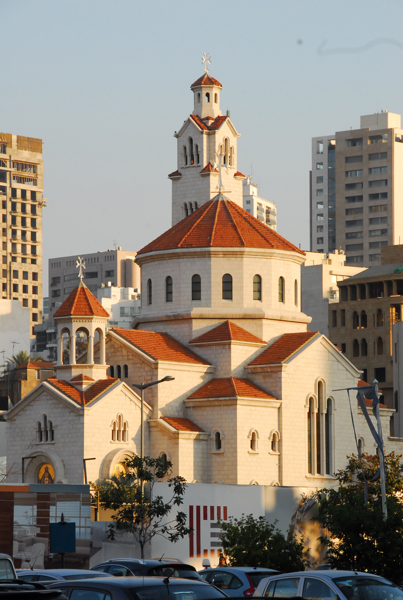
كنيسة مار إلياس الأرمنية، في وسط بيروت.

تأسست الكنيسة الأرمنيّة عام 301 عندما تنصرت أرمينيا، هي من الكنائس الأرثوذكسية الشرقية التي لم تقبل مع كنائس شرقية أخرى عام 451 مقررات مجمع خلقدونية. وهي واحدة من بين أقدم كنائس العالم، وكانت أرمينيا هي أول بلد في العالم تعتبر الديانة المسيحية هي الدين الرسمي عام 301. ويقع الكرسي الرسولي لقيليقية في انطلياس وهي ضاحية شمالية في بيروت. تم نقل الكرسي إلى هناك في عام 1930 من قيليقية التاريخية، والتي تقع حالياً في تركيا، بعد الإبادة الجماعية للأرمن. وتقع المدرسة اللاهوتيَّة للكنيسة الرسولية الأرمنية في بكفيا. بيد أن شؤون السكان الأرمن الأرثوذكس اللبنانيين تُدار من قبل هيئة مستقلة وهي الأسقفية الأرمنية في لبنان.
كان الأرمن في لبنان من اللاجئين الذين فروا من تركيا خلال وبعد الحرب العالمية الأولى هربًا من مذابح الأرمن. معظمهم يقيمون في بيروت وضواحيها الشمالية وكذلك في عنجر. ويُعرف عن الأرمن مهاراتهم والحرفية والاجتهاد، والتي مكنتهم من الحصول على مناصب بارزة الاقتصادية. سياسيًا يعتبر الأرمن معتدلين سياسيًا. ومن المناطق التي تتواجد فيها جاليات لبنانية أرمنية كبرى في منطقة برج حمود. كان الأرمن من أول اللاجئين إلى بيروت في المرحلة المعاصرة، وبدأ وصول الأرمن إلى لبنان سنة 1915 بعد ارتكاب الإبادة الجماعية بحقهم من قبل الأتراك، وأول منطقة سكنوها كانت منطقة الكرنتينا ومن ثم برج حمود، حيث لا يزال المتحدرين منهم يقيمون هناك حتى اليوم. في عام 2012 شكل أعضاء الكنيسة حوالي 4% من مجمل السكان في لبنان، أثناء الحرب الأهلية اللبنانية هاجر الكثير منهم إلى أوروبا وأمريكا، ينتشرون بشكل أكبر في بيروت وضواحيها ويتواجدون أيضاً في عنجر ومزهر وفي مناطق أخرى وللأرمن في لبنان أحزاب سياسية ممثلة لهم.
وبخلاف الكنيسة المارونية وغيرها من الجماعات الدينية في لبنان، فإن الكنيسة الرسولية الأرمنية ليست جهة فاعلة سياسية في حد ذاتها. لكن الأرمن يتمتعون بتمثيل سياسي في حكومة لبنان متعددة الأديان. منذ عصر الحرب الباردة، شاركت الكنيسة الرسولية الأرمنية في السياسة كبديل لحزب الطاشناق القومي المتطرف.

### البروتستانت

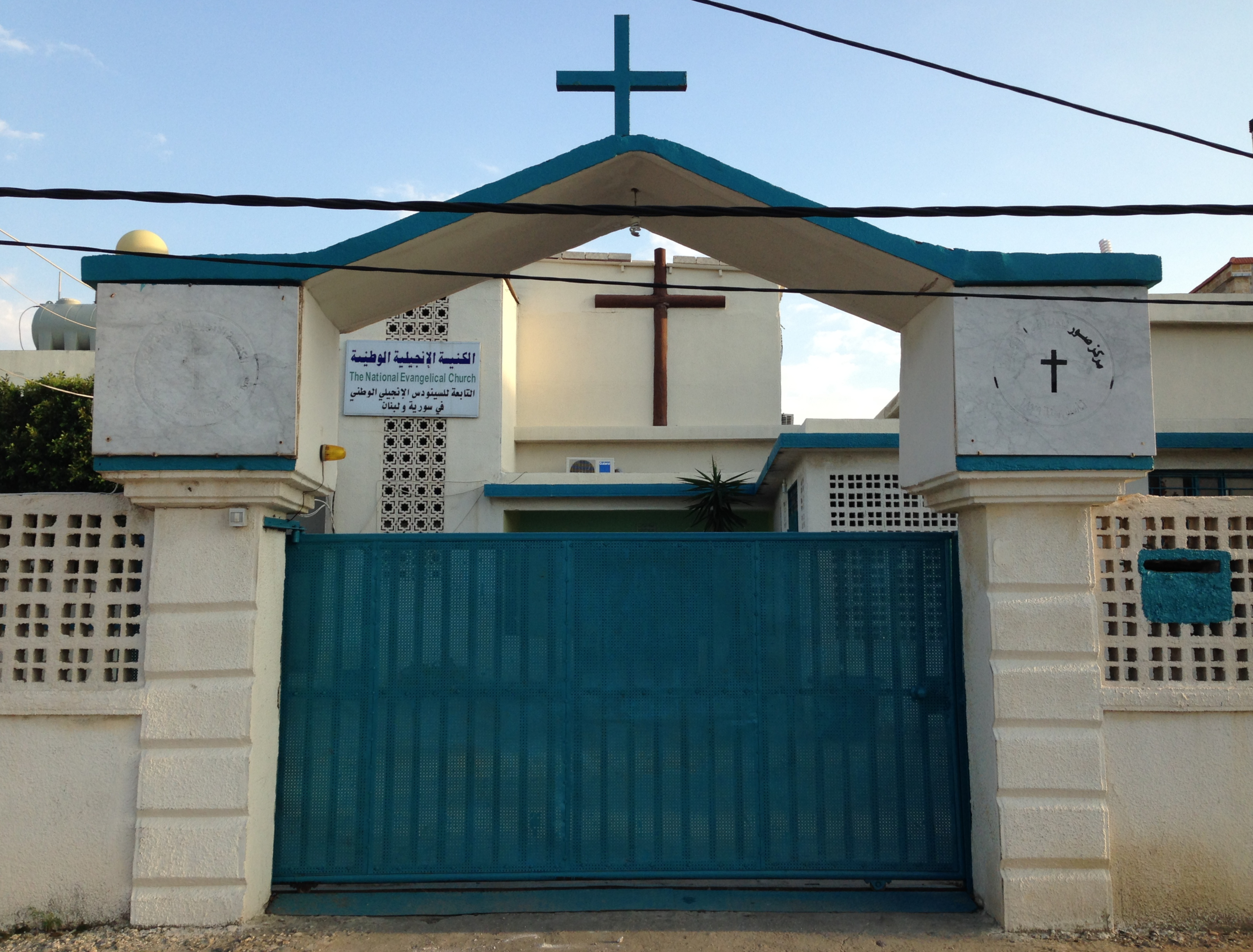
الكنيسة الإنجيلية الوطنية في صور.

يعود وجود البروتستانت في لبنان على يد المبشرين والمعلميّن الإنجليز والأمريكيين في المقام الأول، خلال القرنين التاسع عشر والعشرين، حيث قاموا ببناء المدراس والكنائس والمستشفيات والجامعة اللبنانية الأمريكية. وركزّ المبشرون البروتستانت في البداية على منطقة الشوف الأكثر تجانساً والتي كان يُهيمن عليها الموحدون الدروز؛
ومن خلال التواصل مع السكان المحليين تحوّل بعض المسيحيين الأرثوذكس وكذلك بعض الموحدون الدروز إلى المذهب البروتستانتيّ. ومع هجرة الموحدون الدروز إلى العالم الجديد، تحوّل العديد منهم إلى الديانة المسيحية إسمياً، وخصوصاً إلى الكنيسة المشيخية والميثودية. ساهمت الإرساليات البروتستانتيَّة الأجنبية إلى حد كبير في تكوين وازدهار النهضة الأدبية والعلمية التي عرفها لبنان، زمن متصرفية جبل لبنان. وينقسم البروتستانت إلى عدد من الطوائف، وأهمها المشيخيين، والأبرشانيين، والأنجليكان.
ينتمي اليوم غالبية البروتستانت اللبنانيين وعلى غرار الموارنة والروم الملكيين الكاثوليك والأرثوذكس، إلى الطبقة الوسطى والعليا، فضلًا عن أن الطائفة تحظى بمعدل عالي من المتعلمين وحملة الشهادات الجامعية. وهي تشكل ما يقرب من 1% من السكان، أي حوالي 40,000 نسمة، ويعيشون أساسًا في بيروت الكبرى، وتنتشر مراكز ومؤسسات البروتستانت في مختلف المناطق اللبنانية، ولكنها تحتل المساحة الأكبر في منطقة المتن في جبل لبنان، التي تعد المركز الرئيس لها ولمؤسساتها الروحية والتربوية والاجتماعية. وتملك الطائفة عشر مدارس تعتمد جميعها اللغة الإنكليزية، ويبلغ عدد تلاميذها من إنجيليين وغير إنجيليين 3,830 طالباً، وأربعة معاهد للاهوت، وجامعة الشرق الأوسط السبتيَّة التي نقلت من المصيطبة إلى سد البوشرية في شمال بيروت. وأسس البروتستانت الجامعة الأميركية في بيروت ولكنها أصبحت الآن ذات صبغة علمانية، إضافة إلى الجامعة اللبنانية الأمريكية، والتي بقيت محافظة على صبغتها البروتستانتية من خلال مجلس الأمناء الذي يمثلها، في حين أن جامعة هايكازيان لا زالت محافظة على طابعها الإنجيلي. وتملك الطوائف البروتستانتية شبكة من المستشفيات العديدة وعلى رأسها مستشفى الجامعة الأميركية في بيروت، ومستشفى العصفورية للأمراض العقلية، كانت من أهم إنجازات البروتستانت الأوائل، ولا يزال مستشفى «هملن» في بلدة حمانا، ومركز القديس لوقا، ومياتم عدة في لبنان تحت رعاية البروتستانت، ناهيك عن المستوصفات والمؤسسات الاجتماعية الأخرى.

### الكنيسة السريانية الأرثوذكسية

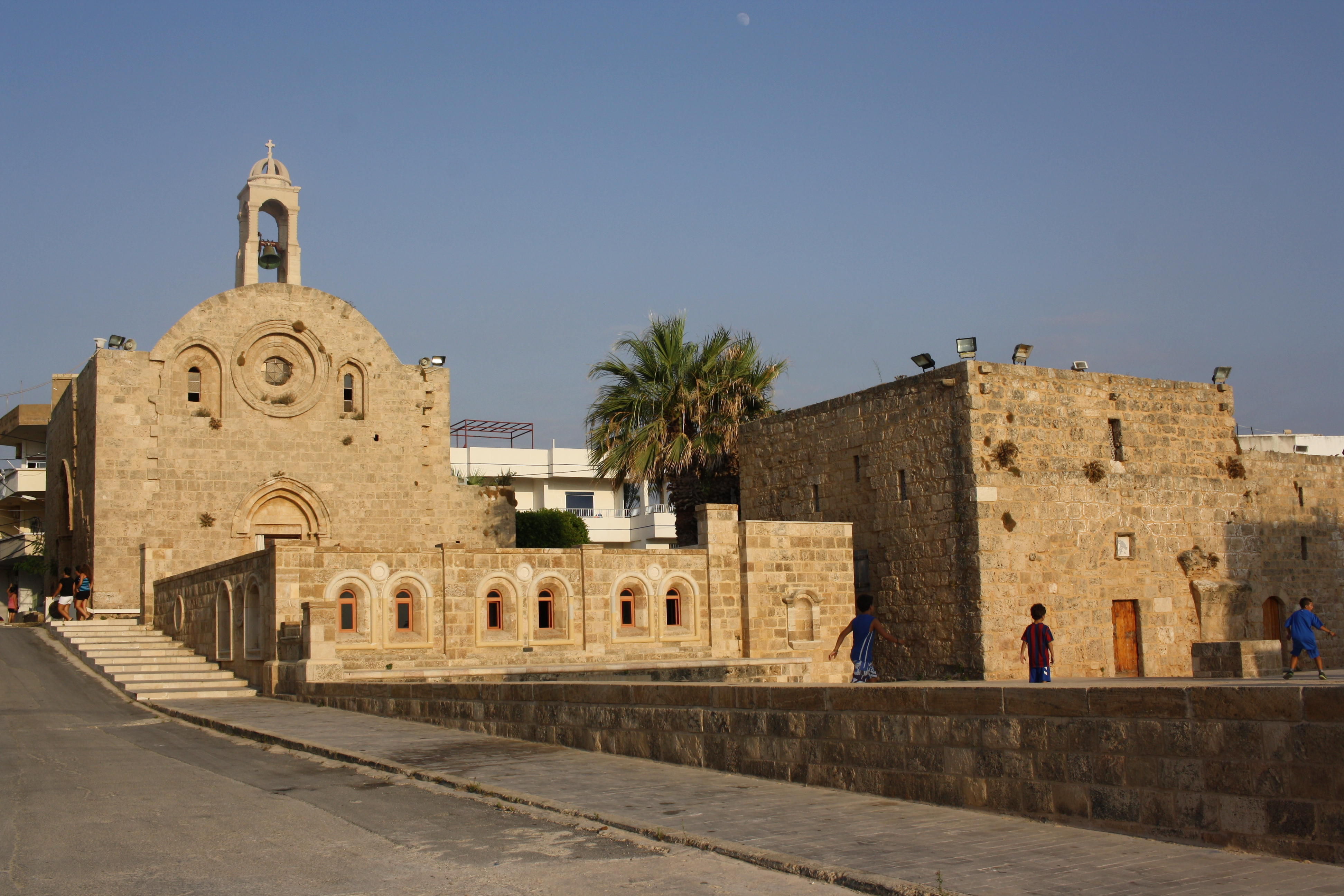
كنيسة القديسة كاثرين في انفه.

الكنيسة السريانية الأرثوذكسية هي كنيسة أنطاكية أرثوذكسية مشرقية، ومقرها دمشق تتمركز في منطقة الشرق الأوسط وينتشر أفرادها في مختلف بقاع العالم، وهي كنيسة مستقلة. مرتبطة بباقي الكنائس الأرثوذكسية بوحدة الإيمان والأسرار والتقليد الكنسي. تمتد ولاية البطريركية الأنطاكية إلى سوريا ولبنان والعراق والكويت وتركيا والهند وإيران والجزيرة العربية وأوروبا وأمريكا الشمالية وأمريكا الجنوبية والوسطى وأستراليا ونيوزيلندا. يطلق على هذه الكنيسة تسميات أخرى كالمونوفيزية واليعقوبية نسبة ليعقوب البرادعي، ولكن الكنيسة السريانية اليوم ترفض تلك التسميات. لغة الكنيسة الرسمية هي السريانية وتستخدم الكتابة السريانية في مخطوطاتها الدينية. يعود غالبية أصول أبناء الكنيسة في لبنان إلى طور عابدين ومناطق ماردين في تركيا الحالية هربًا من المذابح الآشورية.

### كنيسة المشرق الآشورية
هي كنيسة مسيحية شرقية تمركزت تاريخياً في بلاد ما بين النهرين. تعتبر الكنيسة الآشورية امتدادا تاريخيا وعقائديا لكنيسة المشرق التي عرفت خطأ بالنسطورية. وجود الكنيسة حديث نسبيًا يعود أساسًا إلى اللاجئين من جنوب شرق تركيا من منطقة ماردين حاليًا الذين قدموا إلى لبنان أثناء وبعد الحرب العالمية الأولى وخلال الإبادة الجماعية السريانية، وإلى مسيحيين العراق ممن هربوا إلى سوريا ولبنان هربًا من القتل والتهجير بعد حرب العراق عام 2003.

### طوائف أخرى

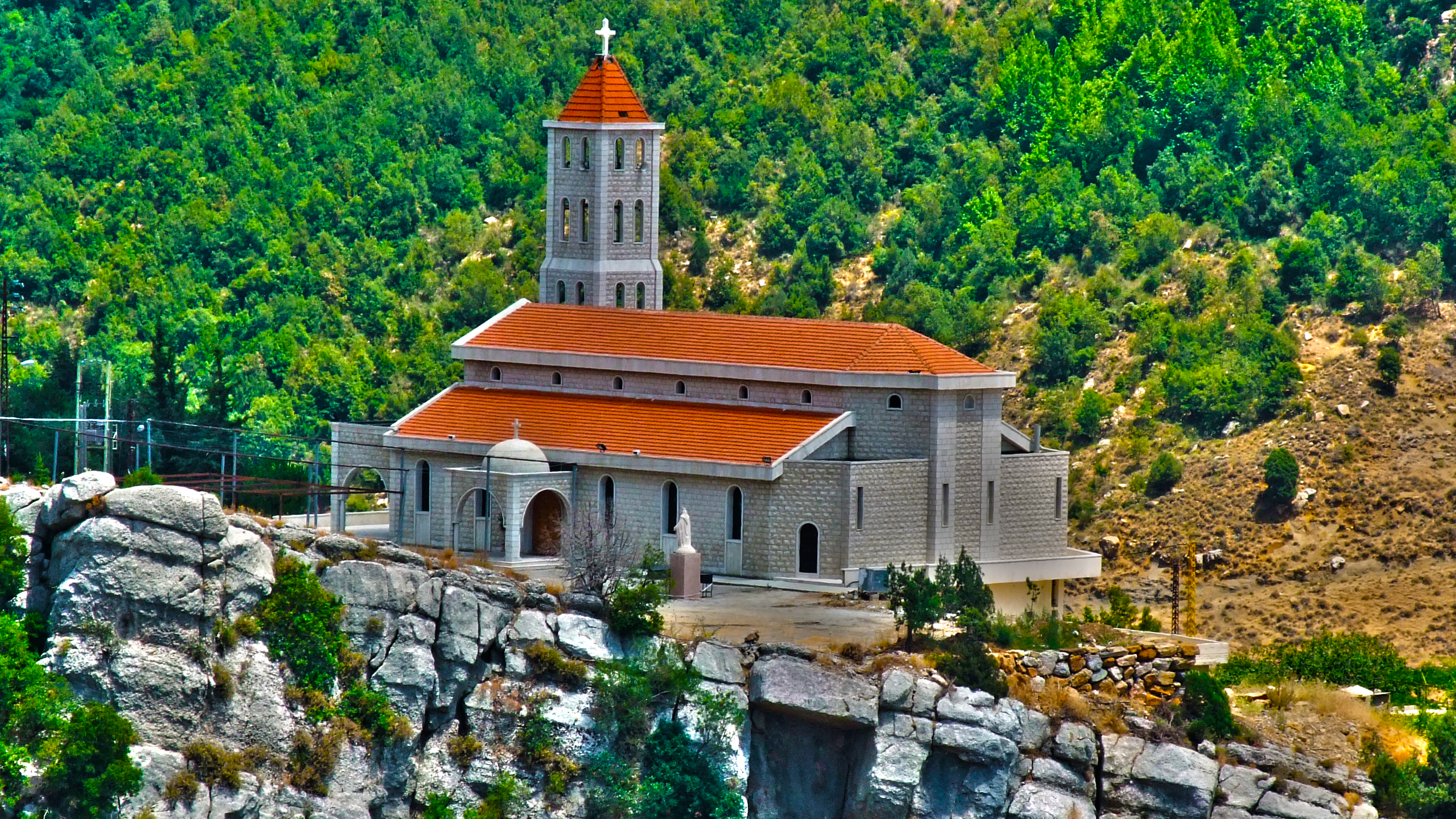
كنيسة في إهدن.

فرّ أعضاء الكنيسة السريانية الكاثوليكية من جنوب شرق تركيا ومن منطقة ماردين حاليًا إلى لبنان أثناء وبعد الحرب العالمية الأولى وخلال الإبادة الجماعية السريانية. حتى اليوم يواصل اللاجئون السريان الفرار من شمال العراق وشمال شرق سوريا إلى لبنان أو الأردن بسبب الاضطرابات المستمرة في العراق وسوريا. ويقع مقر الأبرشية السريانية الكاثوليكية في بيروت.
فرّ أعضاء الكنيسة الكلدانية الكاثوليكية من جنوب شرق تركيا ومن منطقة ماردين حاليًا إلى لبنان أثناء وبعد الحرب العالمية الأولى وخلال الإبادة الجماعية السريانية. حتى اليوم يواصل اللاجئون السريان الفرار من شمال العراق وشمال شرق سوريا إلى لبنان أو الأردن بسبب الاضطرابات المستمرة في العراق وسوريا. الأبرشية الكلدانية الكاثوليكية في بيروت هي الأبرشية الوحيدة التابعة للكنيسة الكلدانية الكاثوليكية وتتبع بشكل مباشر إلى سلطة بطريرك بابل الكاثوليكي في بغداد في العراق.
يتكون المجتمع القبطي في لبنان من المهاجرين أو اللاجئين القادمين من مصر وليبيا والسودان. ويُقدر عدد الأقباط في لبنان بما يتراوح بين 3,000 إلى 4,000 نسمة؛ والكنيسة القبطية الأرثوذكسية هي واحدة من الطوائف الدينية الثمانية عشرة المعترف بها في الدستور اللبناني.

## المجتمع

### الحضور في المجتمع

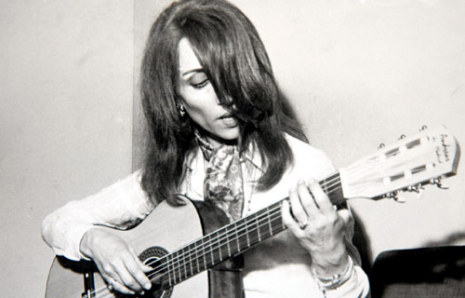
فيروز: مطربة ومغنية من أصول لبنانية مسيحية وهي من أيقونات الموسيقى العربية.

عدد من المسيحيين اللبنانيين برز على صعيد الشرق الأوسط والعالم، على صعيد الأدب هناك العديد من الأدباء المشهورين على مستوى الشرق الأوسط، والذين ينتمون للطائفة المسيحية، مثل أمين الريحاني وميخائيل نعيمة وجبران خليل جبران ومي زيادة وجرجي زيدان وفرح أنطون وإيليا أبو ماضي وأمين معلوف ولويس معلوف وسعيد عقل ويوسف الخال وغيرهم، وفي فقه اللغة العربية يذكر إبراهيم اليازجي وناصيف اليازجي وبطرس البستاني، وعلى صعيد الصحافة والإعلام هناك بشارة تقلا وسليم تقلا مؤسسي جريدة الأهرام وغسان تويني وجبران غسان تويني وشارل أيوب وسمير قصير ومي شدياق وأوكتافيا نصر وجورج قرداحي ومارسيل غانم وطوني خليفة وبولا يعقوبيان وغيرهم، على صعيد الفن الطربي هناك عدد من المغنين المشهورين على مستوى الشرق الأوسط، والذين ينتمون للطائفة المسيحية، مثل فيروز، ووديع الصافي، وغسان صليبا، وملحم بركات، وماجدة الرومي، وجوليا بطرس، والأخوان رحباني، وجوزيف صقر، وجوزيف ناصيف، ومارسيل خليفة، وسامي كلارك، وكذلك ليديا كنعان ونوال الزغبي ونجوى كرم وصباح وإليسا وسيرين عبد النور ونانسي عجرم وكارول سماحة وعبير نعمة وهبة طوجي ويارا ووائل كفوري ومروان خوري وجوزيف عطية وريان وفارس كرم وغيرهم على صعيد الفن الشعبي، أما على صعيد الرياضة فهناك العديد من الفرق ذات الطابع الماروني سيّما في كرة السلة ومن أبرز وجوهها إيلي مشنتف، أما على صعيد السياسية فهناك إلياس بطرس الحويك وبشير الجميّل وأنطون سعادة وبشارة الخوري ويوسف بك كرم وشارل مالك وفؤاد أفرام البستاني وغيرهم، وأسست عدد من العائلات المسيحيَّة السياسيَّة نظاماً عائلياً وسياسياً وما تزال تُسيطر على المشهد المسيحي السياسيّ، ومنها آل فرنجية وآل الجميّل وآل الخازن وآل معوض وآل شمعون وآل شهاب، وفي مجال تصميم الأزياء فهناك إيلي صعب وجورج حبيقة وجورج شقرا وزهير مراد، أما في المجال الاقتصادي فهناك بيار الضاهر وميشال غابريال المر وجمانة باسيل شلالا وفرانسوا سمعان باسيل وسمير عساف وبطرس الخوري وأنطون صحناوي وآل سرسق وآل تويني وآل بسترس، وآل طراد وغيرهم.
سطع نجم عدد كبير من المسيحيين ذوي الأصول اللبنانية في المهجر ووصل بعضهم إلى مراكز مرموقة أمثال ميشال تامر رئيس البرازيل السابع والثلاثون، وجيمس عبد النور وجميل معوض وخوليو تيودورو سالم وعبد الله بوكرم رُؤَسَاءُ الإكوادور في السابق وهم من أصول لبنانية، والبرتو عبد االله الذي تولى منصب نائب الرئيس من عام 1967 حتى عام 1972 وينحدر من أصول لبنانيَّة ومارونية، وإدوار صائغ الذي تولى منصب رئيس الحكومة في جامايكا، وماريو عبده بينيتز الرئيس الرابع والأربعون لدولة باراغواي، ولويس أبي نادر الرئيس الرابع والخمسون لجمهورية الدومنيكان، ورالف نادر المرشح للرئاسة الولايات المتحدة سابقًا ودونا شلالا وجورج ميتشل وماريا موراني؛ هناك على الصعيد الاقتصادي رجال الأعمال والملياردير كارلوس سليم وهو واحد من أغنياء العالم وهو لبناني الأصل وإبنه كارلوس سليم دوميت، وتم تصنيف كارلوس سليم كأغنى شخص في العالم من قبل مجلة فوربس للأعمال بين عام 2010 إلى عام 2013، إلى جانب نيكولا حايك مؤسس ورئيس مجلس إدارة مجموعة سواتش وينتمي للطائفة الأرثوذكسية، وسيمون حلبي، وكارلوس غصن الرئيس التنفيذي لشركتي نيسان ومجموعة رينو، وأسرة معلوف مالكة سلسة من الفنادق والإن بي أي، ورجل الأعمال جاك نصر والذي شغل منصب لعدد من الشركات من ضمنها شركة بي اتش بي وكوتش القابضة، والمصرفي جون جاي ماك، ولوسي صالحاني التي شغلت منصب مديرة شبكة فوكس التلفزيونية، وأسرة روبرت معوض مالكو مجموعة معوض للمجوهرات؛ وفي الصحافة هيلين توماس رئيسة قسم البيت الأبيض في وكالة يونايتد برس وتنتمي للطائفة الأنطاكية الأرثوذكسية. وفي عالم السينما هناك توماس لانغمان وماريو قصار وغيرهم.
ومن العلماء هناك بيتر مدور الحائز على جائزة نوبل في الطب عام 1960 وهو من أصول مارونية، وإلياس جيمس خوري الحائز على جائزة نوبل في الكيمياء عام 1990 وهو من أصول لبنانية مسيحية، وآرديم باتابوتيان الحائز على جائزة نوبل في الطب عام 2021 وهو من أصول أرمنية لبنانية، والسير مايكل عطية واضع عدة نظريات في الرياضيات والهندسة الرياضية وهو من أصول رومية أنطاكية، وشارل العشي مسؤول في وكالة الفضاء الأميركية ناسا وهو من أصول مارونية، والطبيب جورج حاتم ومايكل دبغي وهم من رواد جراحة القلب، والمخترع غسان أفيوني، وأنتوني عطالله رئيس قسم جراحة المسالك البولية في جامعة ويك فوريست مدرسة الطب، وطبيب القلب وليم زغبي، وعالمة الوِرَاثِيَّات هدى الزغبي والتي رُشحت لجائزة نوبل في الطب عام 2020، وعالمة نباتات والوراثة جوان خوري، والباحث والعالم في الإحصاء الرياضي نسيم نقولا طالب، والباحثة العلميَّة منى نمر وغيرهم. تضم قائمة علماء الكمبيوتر والشخصيات التي برزت في عالم التكنولوجيا كل من طوني فاضل وهو أحد مخترعي مشغل آي بود وهاتف آي فون وهو من أصول رومية أنطاكية، وريتشارد راشد مؤسس أبحاث مايكروسوفت، وعالم هندسة الحاسوب جرير حداد المطور المشارك والمصمم لآلة معالجة البيانات الإلكترونية IBM 701، وجين باولي أحد مؤسسي لغة الترميز القابلة للامتداد. ومن الشخصيات الأرمنية اللبنانية التي برزت في المهجر نوبار أفيان وهو رجل أعمال ومخترع وفاعل خير من أصل أرمني لبناني، اشتهر بمشاركته في تأسيس شركة التكنولوجيا الحيوية موديرنا والتي تُركز على اكتشاف الدواء وتطوير العقاقير واللقاح، ومن بينها لقاح كوفيد-19.
هناك أيضًا عدد من النجوم العالميين من أصول لبنانية مسيحية أمثال طوني شلهوب وشاكيرا وسلمى حايك وديميان بيشير وجو هاشم وجينا ديوان وفينس فون وكارل وولف وبول عنقا وداني توماس وتيرينس ماليك وجيم باكوس وزوي سالدانا وجيمس ستايسي وكاثرين كينر وإيمي ياسبيك واسكندر كينز وباربرا موري وجون ليجويزامو وريكاردو دارين وإكسافيير دولان وغبريال يارد وأرماند فان هيلدن وتايلر جوزيف وتوماس ريت وميكا ومارلو توماس ودانييلا ساراهيبا وياميلا دياز وغيرهم كثر. أما في مجال الرياضة فهناك فيليبي نصر وهو سائق فورملا 1 برازيلي من أصل لبناني مسيحي، وتوني كنعان وناصيف إلياس وجوش منصور وميغيل لايون وترافيس روبنسون وروني صيقلي وماركوس باجداتيس وكيلي سلاتر وجنيفر شاهد وماريو زاغالو وبوبي رحال وماثيو عبود وثيسا مينيزيس وغيرهم.

### النهضة الثقافيّة

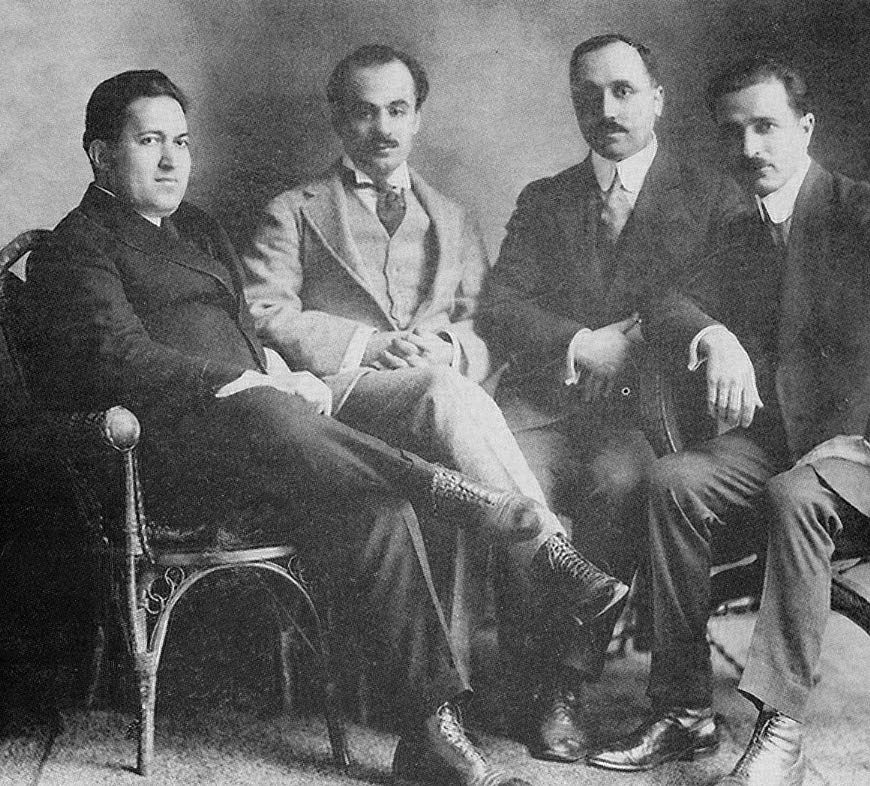
أعضاء الرابطة القلمية: ميخائيل نعيمة، عبد المسيح حداد، جبران خليل جبران، نسيب عريضة، كان جميعهم من المسيحيين.

لعب المسيحيين اللبنانيين دورًا رائدًا في النهضة الثقافية العربية التي انطلقت من جبل لبنان وتعدته لتشمل الشرق الأوسط برمته. بدأت النهضة أساسًا بمدارس وكليّات البعثات الأجبنية الإمريكية البروتستانتية والفرنسية الكاثوليكية مثل جامعة القديس يوسف عام 1875؛ وهو ما أدى إلى انتعاش الحركة الفكرية، بما فيه على الصعيد الكنسي من خلال افتتاح كليات ومدارس لاهوتية مثل مدرسة الآباء اللعازريين في عينطورة، والمدرسة البطريركية المارونية في غزير، وما إن وافت سنة 1860 حتى كان عدد المدارس في جبل لبنان ثلاثًا وثلاثين مدرسة على رأسها مدرسة «عين ورقة» في البترون والتي دعيت «أم المدارس في المشرق».
أنشأت شخصيات كنسيّة أو علمانية مارونية خلال النهضة مرافق عديدة، رئيس أساقفة بيروت المارونية يوسف الدبس على سبيل المثال له الفضل في تأسيس «جامعة الحكمة»، وعددًا كبيرًا من المدارس والمكتبات العامة في بعبدا وعاليه؛ وقد تخرج من مدرسة الحكمة، عدد كبير من وجوه الموارنة الذين وصلوا إلى العالمية مثل جبران خليل جبران. وسوى المدارس، فقد شيّد كاتدرائية مار جرجس وسط بيروت أهم كاتدرائية مارونية في العاصمة، وقد استوحي بنائها من كنيسة سانتا ماريا ماجيوري. أحد أوجه النهضة كان الاهتمام بالصحافة، سواءً في جبل لبنان أو في مصر التي كانت تحت حكم الخديوي إسماعيل تنعم بجو من الحرية الليبرالية فتحولت إلى المكان المثالي لهجرة المثقفين؛ يمكن عدّ الكثير من الصحف والدوريات الاجتماعية والثقافية التي أطلقها موارنة خلال تلك الفترة، مثل «نفير سوريا» التي أطلقها بطرس البستاني و«حديقة الأخبار» لخليل الخوري؛ أما بخصوص صحف خارج الجبل، يذكر على سبيل المثال «المحروسة» لأديب إسحق وسليم النقاش. الحركة الثقافية ساهمت على وجه الخصوص بمقارعة سياسة التتريك التي تبنتها الحكومة العثمانية آنذاك.
تذكر المكتبات، والمسارح، والجمعيات السياسية والأدبية أيضًا، وغزارة الأدباء والشعراء الموارنة، بوصفها إحدى ثمار عصر النهضة، فعلى سبيل المثال الرابطة القلمية أحد أركانها الأساسيين مارونيان هما جبران خليل جبران وميخائيل نعيمة. كان أعضاء الرابطة القلميّة جميعهم من المسيحيين، سوريين ولبنانيين، بل إنّ بعضهم كانوا تلقّوا تعليمهم في المدارس التبشيريّة أيضاً. ذلك ما دعا، وفقاً لباحثين مثل شموئيل موريه ومحمد مصطفى بدوي وأنس داود إلى القول بأنّ الثقافة المسيحية كانت الأساس لتجديداتهم، وإلى إبراز الموتيفات والملامح المسيحيّة في نتاجهم أيضاً، وشكلَّت الثقافة المسيحيَّة مقوّماً واضحاً في نتاجهم الأدبي، الشعري والنثري.

### التعليم

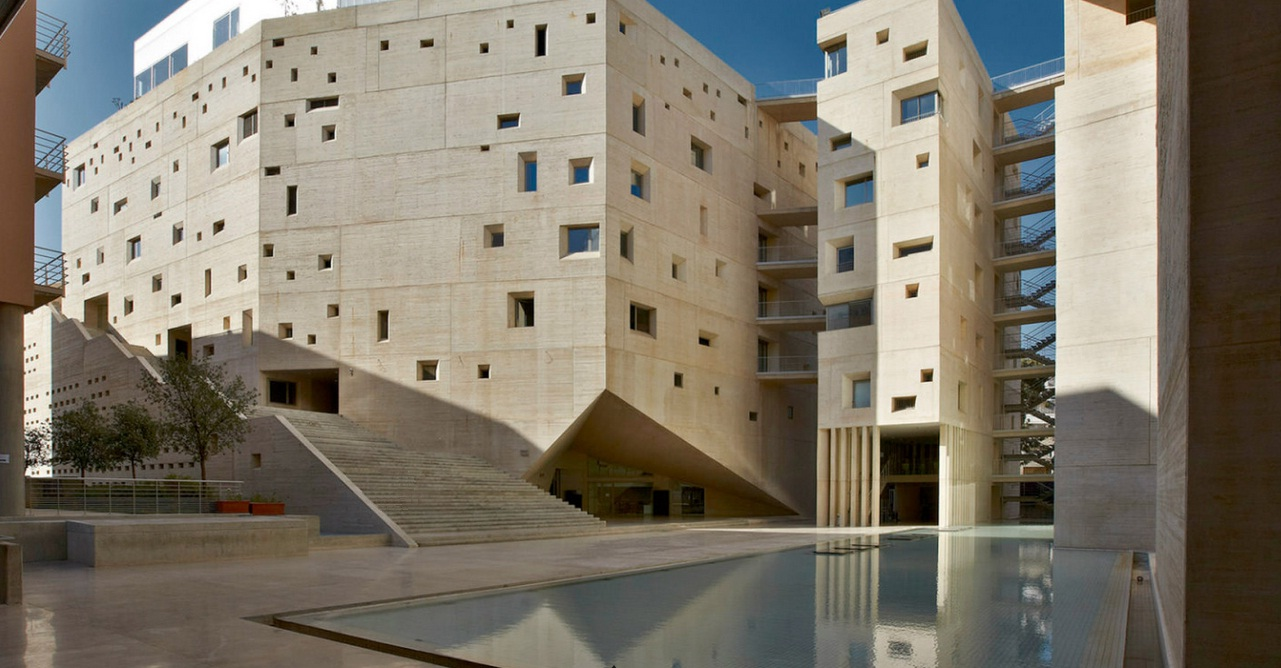
حرم جامعة القديس يوسف في بيروت.

حسب الموفد البابوي جيروم دنديني الذي زار الموارنة أواخر القرن السادس عشر، وكما كان الحال في أغلب بلاد الشام خلال الحكم العثماني، فإن الأميّة كانت متفشية، «وحتى الكهنة، هم أيضًا كانوا جهلة لا يعرفون إلا القراءة والكتابة». أخذ الوضع بالتبدّل منذ أواخر القرن السابع عشر، ففي عام 1696 تأسست مدرسة مار يوسف في زغرتا لتعليم الأولاد وفي عام 1721 بات من واجب الرهبان تعليم أولاد القرى القراءة والكتابة، ومن ثم أجبر المجمع اللبناني عام 1736 الأهل إلى إرسال أولادهم للدراسة في المدارس التي كانت غالبًا ما تتبع الكنيسة ورهبانياتها بنظًا لغياب الدولة، وقد جاء في قرارات المجمع تعليم البلاغة العربية والفلسفة والرياضيات والمساحة الوفلك واللاهوت والحقوق وغيرها من العلوم العالية. كما ساهم خريجو المعهد الماروني في روما في نشر العلم والثقافة. هذا التثقيف في القرن الثامن عشر هو من ولد النهضة الثقافية في القرن التاسع عشر، والتي توجت بتأسيس أولى جامعات المشرق، منها ذات الطابع الماروني مثل جامعة القديس يوسف وجامعة الروح القدس ومعهد الحكومة وسواها. وفي الربع الأول من القرن العشرين تأسست الكلية الأميركية للبنات وهي ما يعرف اليوم بالجامعة اللبنانية الأميركية وهي تماما مثل الجامعة الأميركية في بيروت كانت نتيجة جهود بعض المرسلين من الطائفة الإنجيلية للمشيخية الأميركية. تشمل المؤسسات التعليمية أيضًا المدارس الابتدائية والثانوية والجامعات في لبنان وهي منظمة عن طريق الأمانة العامة للمدارس الكاثوليكية في لبنان، كذلك فإن المجمع البطريركي الماروني قد أفرد نصًا خاصًا عن المؤسسات التعليمية التابعة للكنيسة.

### الإعلام الديني
يتبع للكنيسة المارونية في لبنان عن طريق الرهبنات أو الأبرشيات مجموعة من الأدوات الإعلامية الخاصة، مثل فضائية نور سات وإذاعة صوت المحبة، وعدد من المجلات والدوريات على رأسها «المجلة البطريركيّة»، وتتوحد إدارة مختلف أجهزة الإعلام الكنسية تحت إدارة «المركز الكاثوليكي للإعلام» والذي أنشأ بناءً على توصيات المجمع الفاتيكاني الثاني. أما سات 7 فهي شبكة تلفزيون مسيحية ناطقة في اللغة العربية والفارسية والتركية في 22 بلدًا في الشرق الأوسط وشمال أفريقيا، جنبًا إلى جنب 50 دولة في أوروبا ولها مكاتب في لبنان.

### الدراسات الجينية
هناك تنوّع جيني واضح في لبنان وصل لخمس عشرة سلالة منتشرة، لكن نسب انتشارها بين الطوائف متقاربة. فيما يخصّ المورثة J1، بلغت نسبة انتشارها بين الموارنة 18% وبين الروم الأرثوذكس والكاثوليك 18% أيضًا وبين سنة لبنان وشيعته 21%. أما السلالة J2، فتنتشر بين الموارنة بنسبة 35% والروم الأرثوذكس والكاثوليك بنسبة 26% وبين السُنَّة والشيعة في الجمهورية بنسبة 26% أيضًا. بالنسبة للمورثة R1a1 يبلغ معدل انتشارها بين المسيحيين 5% وبين المسلمين 6%، والمورثة G تنتشر بين المسيحيين بنسبة 8% وبين المسلمين بنسبة 10%. أما المورثة R1a1، فتنتشر بين المسيحيين بنسبة 3% وبين المسلمين بنسبة 4%. وفقاً للباحث مارك هابر أصبح للمسيحيون والدروز اللبنانيون عزلة وراثية في العالم الإسلامي، حيث كان كل من المسيحيين والدروز في لبنان معزولين وراثيًا في البيئة الثقافية الجديدة، وتتشابه السلالات الوراثية بين المسيحيون اللبنانيون والدروز، في حين تمتد السلالات الوراثية بين المسلمون اللبنانيون إلى السوريين والفلسطينيين والأردنيين، وهم قريبون من السعوديين والبدو.

### الهوية

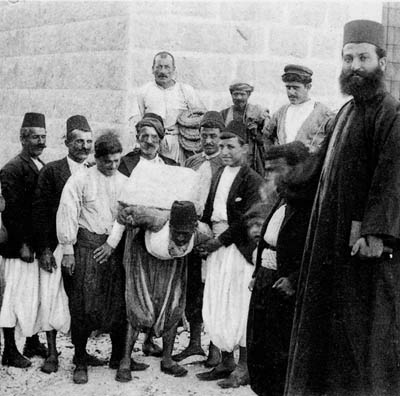
قرويون موارنة يبنون كنيسة في منطقة جبل لبنان في عقد 1920.

تنتشر الفرانكوفيلية بين المسيحيين الموارنة في لبنان والذين ينظرون إلى فرنسا منذ القرن التاسع عشر على أنها «الملاك الحارس»، وحامية وصديقة الموارنة في نضالهم ضد المسلمين. أصدر لويس الرابع عشر، بموافقة السلطان العثماني في شهر لأبريل من سنة 1649 مرسومًا يقضي بوضع الطائفة المارونية تحت حماية فرنسا، ضمنت هذه الحماية للموارنة حق التقاضي أمام محاكم خاصة هي أسرع من نظيرتها العثمانية والاستفادة من التعليم في المدارس والبعثات القنصلية الأوروبية والإعفاء من الضرائب وسهولة السفر إلى أوروبا. في عام 1860 تدخل الفرنسيون لوقف المذابح ضد الموارنة من قبل المسلمين والدروز التي سمحت بها السلطات العثمانية، وكسبهم الشكر الدائم للموارنة. ابتداءً من القرن التاسع عشر، درس الكثير من النخبة المارونية في المدارس اليسوعية في فرنسا، مما جعل الموارنة من أكثر المجموعات الناطقة بالفرنسية في الدولة العثمانية. الكاتب اللبناني شارل قرم في سلسلة قصائد باللغة الفرنسية نشرت بعد الحرب العالمية الأولى صوّر اللبنانيين على أنهم «فينيقيون»؛ حيث وفقاً له جعلتهم الديانة المسيحية والفرانكوفيلية جزءًا من الغرب وليس لهم علاقة بالعرب أو الإسلام.
تبنى العديد من المسيحيون اللبنانيون أولاً، ولا سيّما الموارنة، الهوية الفينيقية وهي شكل من أشكال القومية اللبنانية، وقت إنشاء لبنان الكبير. ويشير مؤيدو الاستمرارية الفينيقية بين المسيحيين الموارنة إلى أن الهوية الفينيقية، بما في ذلك عبادة الآلهة الفينيقية قبل المسيحية مثل بعل وإيل وعشتروت وأدون، ما زالت لها أدلة حتى منتصف القرن الرابع الميلادي، واستبدلت بالمسيحية تدريجياً فقط خلال القرنين الرابع والخامس. علاوة على ذلك، حدث كل هذا قبل قرون من الفتح العربي الإسلامي. الأصول الفينيقية لها جاذبية إضافية للطبقة الوسطى المسيحية، لأنها تعرض الفينيقيين كتجار، والمهاجر اللبناني كمغامر فينيقي في العصر الحديث، بينما بالنسبة للمسلمين السُنّة فإنها مجرد طموحات خفية للإمبريالية الفرنسية، عازمة على تخريب الوحدة العربية. ويرى المؤرخ اللبناني عادل إسماعيل أن الهوية الفينيقية ناتجة عن «محاولة الإرساليات الأجنبية ولاسيما الكاثوليكية ضم المسيحيين اللبنانيين عضوياً وفكرياً إلى المجتمع الكاثوليكي الغربي».

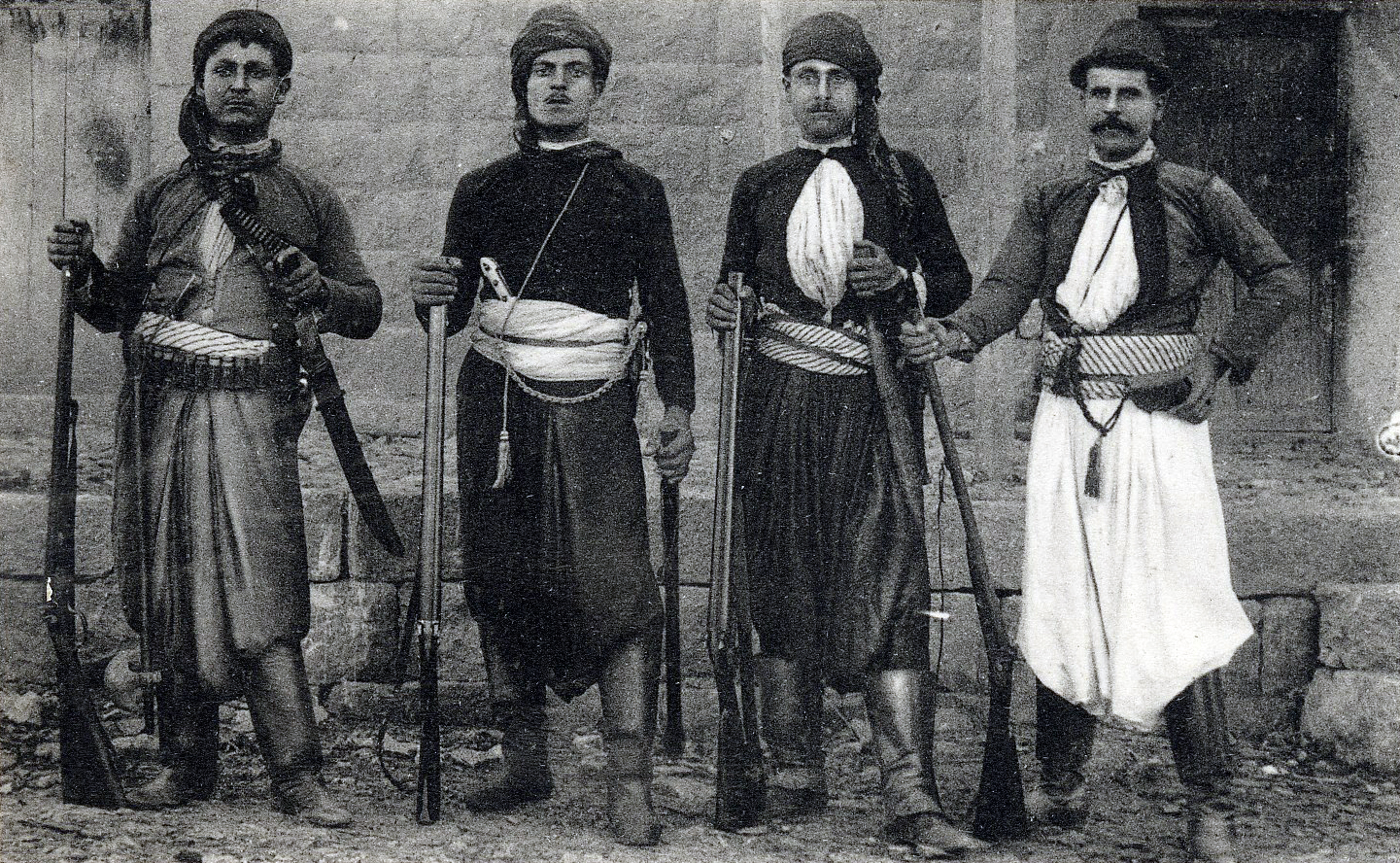
أربعة موارنة من جبل لبنان أواخر القرن التاسع عشر: انتشرت الفرانكوفيلية بين المسيحيين الموارنة في لبنان منذ القرن التاسع عشر.

خلال الفترة الممتدة من القرن الثاني عشر وحتى التاسع عشر وكما يذكر رستلهوبر، قنصل فرنسا في بيروت فإن الموارنة كانوا قد شكلوا بقيادة الكنيسة والإقطاع المحلي تنظيمًا قويًا، وأنشؤوا القرى الكبرى والبلدات، وعاشوا في جبلهم مدة طويلة في شبه عزلة. غير أنه ومع القرن التاسع عشر وما شهده من نهضة ثقافية وقومية عربية، كان من روادها عدد كبير من الموارنة، دفعت عدد من المؤرخين من أمثال طانيوس نجيم الذي ناقش موضوع «عروبة الموارنة» للقول: «إن لم يكن الموارنة عربًا بالعرق، فهم حكمًا عرب بالثقافة، وبما قدموه للثقافة العربية». يمكن أن يذكر في هذا الصدد جرمانوس فرحات رئيس أساقفة حلب والذي قاد حملة مكافحة التتريك التي نظمتها جمعية الاتحاد والترقي، ويمكن أن يذكر أيضًا ناصيف اليازجي وبطرس البستاني، كما أن المدارس والجماعات التي بدأت أولاً في جبل لبنان كانت «أمهات جامعات المشرق»، ويذكر أيضًا أدوار مماثلة للموارنة في الأدب والشعر العربيين والمسرح والصحافة، ليس فقط في لبنان، إذ إن أعدادًا كبيرة قد هاجرت نحو مصر خلال عهد الخديوي إسماعيل، وإلى العالم الجديد خصوصًا نيويورك التي شهدت ميلاد الرابطة القلمية وريو دي جنيرو حيث نشط إلياس فرحات وسواه. وقد اعترف مؤرخو العرب الحديثون من مسلمين وسواهم بهذا الدور الهام للموارنة في الثقافة العربية، حيث لعب أبناء الطوائف السريانية في لبنان دورًا رائدًا في النهضة القومية والأدبية العربية، وبينما ظهر عدد من الباحثين الذين دعوا وقاموا بمحاولات لإحياء اللغة السريانية وإعادة نشرها، غير أن الوضع المسيحي العام في سوريا ولبنان كان يميل إلى الانخراط في النهضة العربية.
على الجانب الآخر تبنى الروم الأرثوذكس والروم الكاثوليك والبروتستانت في لبنان الهوية العربية، وكان عدد من المثقفين الأرثوذكس والبروتستانت من أبرز القوميين العرب منهم أنطون سعادة مؤسس الحزب السوري القومي الاجتماعي، وجورج أنطونيوس أول مؤرخ للقومية العربية، وجرجي زيدان وهو من أوائل المفكرين الذين ساعدوا في صياغة نظرية القومية العربية، وكمال الصليبي وغيرهم.
تحافظ الأقلية الأرمنيَّة والآشورية والسريانية على هويتها الإثنيَّة وخصوصيتها عبر تشييد مدارس وجامعات، وتعتبر جامعة هايكازيان التي تأسست عام 1955 أهمها على الإطلاق، حيث تعد الجامعة الأرمنية الوحيدة في الشرق الأوسط. كما وتملك صحف ونوادي ومحطات إذاعية خاصة بها.

### المهجر

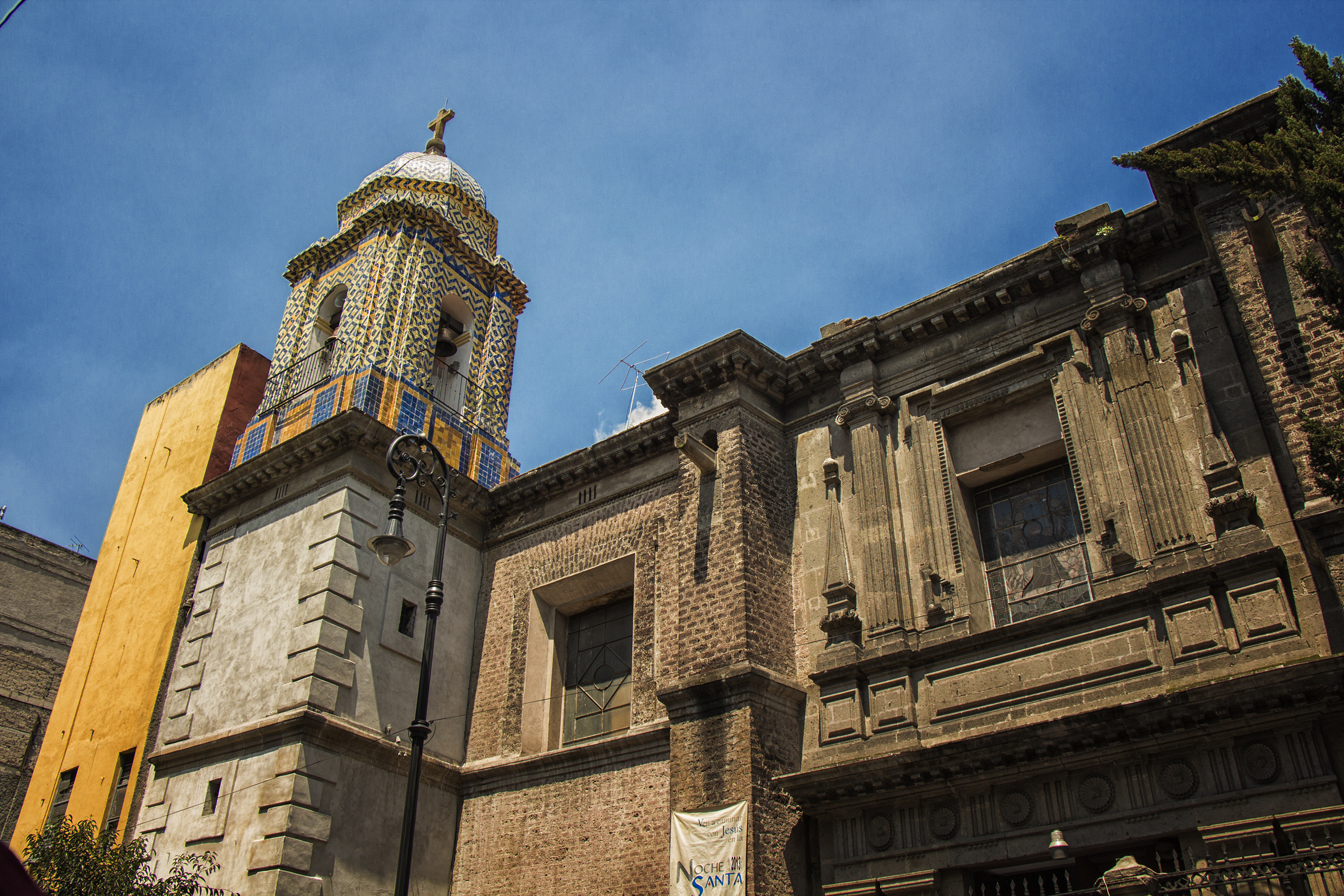
الكاتدرائية المارونيّة الأنطاكية في مكسيكو سيتي، تضم أمريكا اللاتينية مجتمعات مسيحيّة شرقيّة بارزة ومندمجة بشكل جيد، ويبرزون في مجال الأعمال التجاريّة، والتجارة، والخدمات المصرفية، والصناعة، والسياسة.

يُقدر عدد اللبنانيين المغتربين والمنحدرين من أصل لبناني في العالم بحوالي 8,624,000 نسمة، وفقا لإحصاء سنة 2001، ينتمي أكثرهم إلى الدين المسيحي، لأن الهجرة اللبنانية بدأت من متصرفية جبل لبنان ذات الأغلبية المسيحية. ويتركز الاغتراب المسيحي اللبناني، أوروبيًا في فرنسا وأمريكيًا في الولايات المتحدة والبرازيل والمكسيك. كذلك يوجد عدد كبير من الموارنة في أستراليا ودول الخليج العربي وغرب أفريقيا ووسط أفريقيا. فُتحت باب الهجرة مع الامتيازات القنصلية للمسيحيين وهي في تلك المرحلة كانت هجرة بمعدلات طبيعية، لكنها تعمقت وتسارعت وتيرتها في أعقاب منتصف القرن التاسع عشر في بلاد الشام، تحديدًا في أعقاب مجازر 1860. وكانت الركائز الرئيسية لأسباب هجرة المسيحيين، الأول ممثلة بالعامل الاقتصادي وتدهور الحالة المعيشية كما حصل خلال الحرب العالمية الأولى في جبل لبنان وهو بكل الأحوال يفتح مجالاً لهجرة عامة غير أنها أعلى في أوساط المسيحيين، ولا يزال المسيحيون اللبنانيين يحتفظون بالطقوس الشرقية كاملة، وتنظم شؤونهم الكنيسة ما يُعرف في الكنائس الشرقية عامة باسم «أبرشيات المغترب»، لعب المسيحيون العرب عموماً واللبنانيين خصوصاً في المهجر دورًا بارزًا في النهضة العربية تمثل على سبيل المثال لا الحصر في الرابطة القلمية في نيويورك، وكذلك الحال فقد ساهموا في بناء مجتمعاتهم الجديدة واستنادًا إلى كريسشان ساينس مونيتور يعتبر المسيحيون العرب عموماً واللبنانيين خاصةً في المهجر «اغنياء ومتعلمون وذوي نفوذ». كذلك فتحويلات مسيحيين المهجر لأفراد أسرهم في لبنان تمثل نسبة عالية من الاقتصاد.
المجتمعات المسيحية المشرقية من أصول لبنانية في أمريكا اللاتينية والولايات المتحدة وأستراليا وفرنسا وسلوفاكيا والمجر وجمهورية التشيك وبولندا ودول البلطيق وروسيا لها وجود بارز وهي مندمجة بشكل جيد، ويبرز أبنائها في مجال الأعمال التجارية، التجارة، الخدمات المصرفية، الصناعة، والسياسة خصوصًا في مدينة مكسيكو وساو باولو وريو دي جانيرو وبوينس آيرس وبوغوتا وغيرها من المدن. كما وتركت الجاليات المسيحية الشرقية بصمات واضحة بشكل واسع وانخرطوا في المجتمع وبرزوا في نواحي الحياة كافة السياسية والاجتماعيَّة والاقتصاديَّة، واحتلوا مناصب رفيعة في الدولة وأسسوا الجمعيات المختلفة. وقد صنف المسيحيين المشارقة من أصول لبنانية وسورية كأقلية وسيطة في أمريكا اللاتينية. بعض المسيحيين اللبنانيين قد انخرط في المجتمع بشكل كامل، حتى فقد كامل الهويّة الشرقيّة أو اللبنانية عمومًا وأغلب هؤلاء هم أحفاد الجيل الخامس أو السادس بعد الهجرة، وبعض المهاجرين قد اندمج كليًا في المجتمع الغربي بنتيجة عدم وجود كنائس شرقيّة، أول ما بدأت الهجرة، لتحفظ الهويّة، أي قبل إنشاء أبرشيات المغترب.
المسيحيين من أصول لبنانيَّة في أمريكا اللاتينية معروفون بتأثيرهم الكبير في قطاعات الاتصالات والمنسوجات ووسائل الإعلام والبناء وغيرها، حيث يتولون مهنًا مثل الأطباء والمحامين والمهندسين ورجال الدين، ونتيجة لذلك، أكسبتهم نجاحاتهم قدرًا هائلًا من الدعم بين مجتمعاتهم في الشتات، هذه المنظمات السياسية والنوادي الاجتماعية والمؤسسات الدينية والمدارس أفسحت المجال لأجيال من رد الجميل لمجتمعاتها الكبرى، من خلال بناء المستشفيات وملاعب كرة القدم والتبرع لقضايا إقليمية، ما ساعد في اكتساب المجتمعات العربية اعترافًا بأنها ليست واحدة من أكثر المجموعات ثراءً أو نشطة سياسيًا فحسب، بل أيضًا واحدة من الأكثر عطاءً. وظهرت مجموعة كبيرة من أسماء العائلات اللبنانية المؤثرة في الشتات مثل آل معلوف وآل سعد وآل مظلوم وآل حلو وآل خوري وآل أيوب، وغيرها التي بلغت مناصب ومراكز رفيعة في رئاسة البلديات والبرلمانات وحتى المناصب القضائية والإعلامية. في البرازيل على سبيل المثال على الرغم من أنهم السكان ذوي الأصول اللبنانية يشكلون أقل من 5 في المائة من السكان، فإن 10 في المائة من أعضاء البرلمان البرازيلي من أصول لبنانية عام 2014. ويميل المسيحيين اللبنانيين في الولايات المتحدة أن يكونوا أكثر ثراءاً وتعليماً من المتوسط العام، في عام 2000 عمل 42% منهم كعمال الياقات البيضاء، وحمل 64.9% منهم شهادة جامعية. وبرزت أسماء منهم في مجالات إدارة الأعمال، والأكاديمية، والفنون والترفيه كما كان لهم تأثير كبير في السياسة. وتضم بلجيكا جاليّة أرمنيّة ومارونية من أصول لبنانية ذات شأن في أنتويرب وبروكسل؛ ويهيمن الأرمن والموارنة، إلى جانب اليهود الحاسيديم والهنود الجانيين، على سوق تجارة الألماس.

## الثقافة

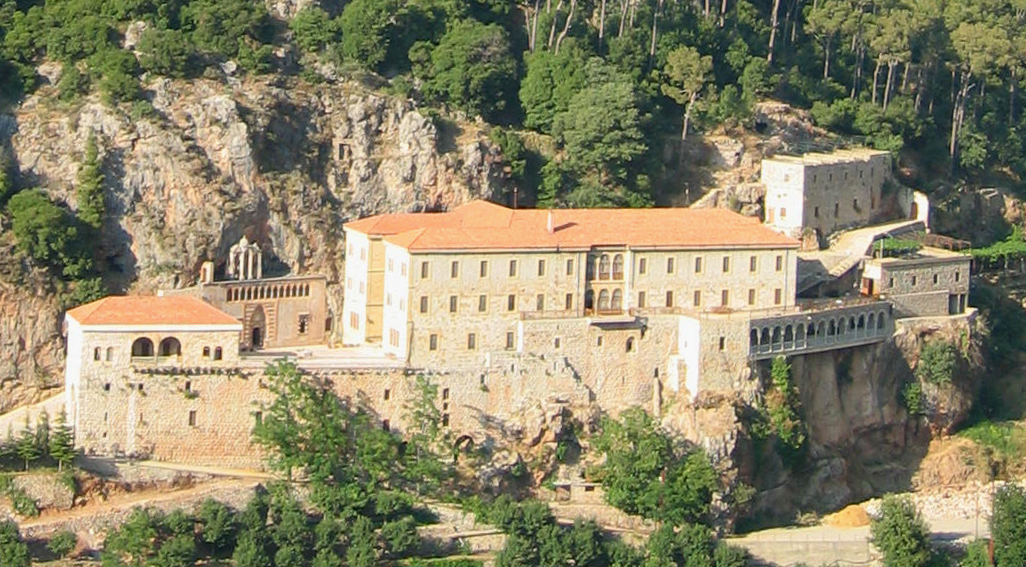
دير مار أنطونيوس قزحيا في وادي قاديشا، تم تأسيس فية أول مطبعة في الشرق الأوسط، وهو من ضمن مواقع التراث العالمي في لبنان.

تُمثل المسيحية في لبنان والشرق الأوسط عموماً جزءًا كبيرًا من فسيفساء الثقافة المتنوعة في المنطقة. حيث يوجد هناك أقدم الآثار المسيحية إضافة إلى الليتورجية والتراتيل التي انتشرت منذ القرن الثاني الميلادي في جميع أنحاء المنطقة. لعب المسيحيون الشرقيون دوراً حضارياً وثقافياً وعلمياً في البلدان العربيّة، وساهم المسيحيون في لبنان خلال القرنين التاسع عشر والعشرين في حركة النهضة العربية، فلعبوا دوراً هاماً في النهضة الثقافية والسياسية العربية كفتح المدارس، إحياء اللغة العربية، إصدار الصحف، تأسيس الجمعيات، والأهم المساهمة في تأسيس الجمعيات السياسية العربية مع المسلمين والمطالبة باللامركزية وبجعل اللغة العربية رسمية في إدارة الدولة والمحاكم وغيرها.
لا يوجد اختلافات ثقافيّة كبرى بين المسيحيين والمحيط اللبناني العام، بعض الاختلافات تنشأ من الفروق الدينية، ففي المناسبات الاجتماعية التي يكون المشاركون فيها من مسيحيين غالبًا ما تقدم مشروبات كحولية على خلاف ما هو سائد لدى أغلب المجتمعات العربيّة لكون الشريعة الإسلامية تحرّم مثل هذه المشروبات. المسيحيون اللبنانيون، يختنون ذكورهم في الغالب كالمسلمين واليهود رغم أن شريعة الختان قد أسقطت في العهد الجديد أي أن مختلف الكنائس لا تلزم أتباعها بها، ومن ناحية ثانية فإن المسيحيين اللبنانيين يستخدمون لفظ الجلالة «الله» للإشارة إلى الإله الذي يعبدونه، علمًا أن لفظ الجلالة المذكور قادم من الثقافة الإسلامية ولا مقابل لدى مسيحيي العالم الآخرين، باستثناء مالطة، حيث يستخدم مسيحيو الجزيرة لفظ الجلالة أيضًا.
المجتمع اللبناني المسيحي مُتدين ومُحافظ بالمجمل، حيث وفقاً لدراسة نشرتها مركز بيو للأبحاث عام 2013 فإنَّ حوالي 37% من المستطلعين المسيحيين اللبنانيين قالوا أنهم يترددون على الكنائس للصلاة مرة واحدة في الأسبوع على الأقل، وبحسب الدراسة يميل المسيحيين من عمر 40 وما فوق أن يكونوا أكثر ترددا على الكنائس بالمقارنة مع المسيحيين من جيل 18 إلى 39 بفارق 11 نقطة، وبفارق 9 نقاط بالنسبة للصلاة بشكل يومي. يذكر أن فوارق التدين والإلتزام الديني بين الشرائح العمرية بين المسيحيين اللبنانيين أقل بالمقارنة مع الفوارق في التدين والإلتزام الديني بين الفئات العمرية بين المسلمين اللبنانيين. وفقاً لدراسة نشرتها مركز بيو للأبحاث عام 2020 حول وجهات نظر الكاثوليك في العالم حول المثلية الجنسية تبين أنَّ 84% من اللبنانيين الكاثوليك يقولون أنه لا ينبغي أن يقبل المجتمع المثلية الجنسية، بالمقارنة مع 14% قالوا أنه ينبغي أن يتقبل المجتمع المثلية الجنسية.

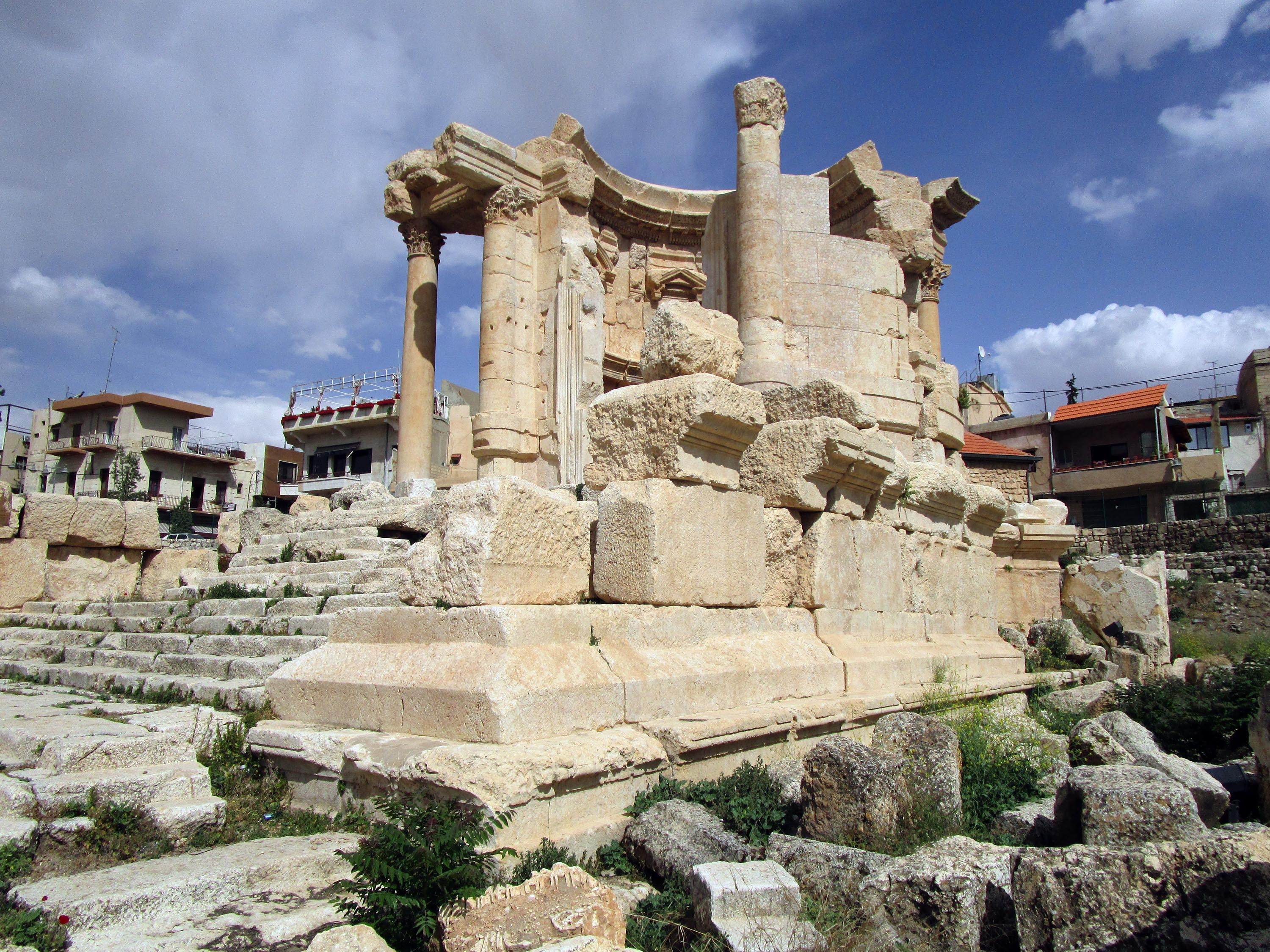
آثار كنيسة القديسة بربارة في بعلبك
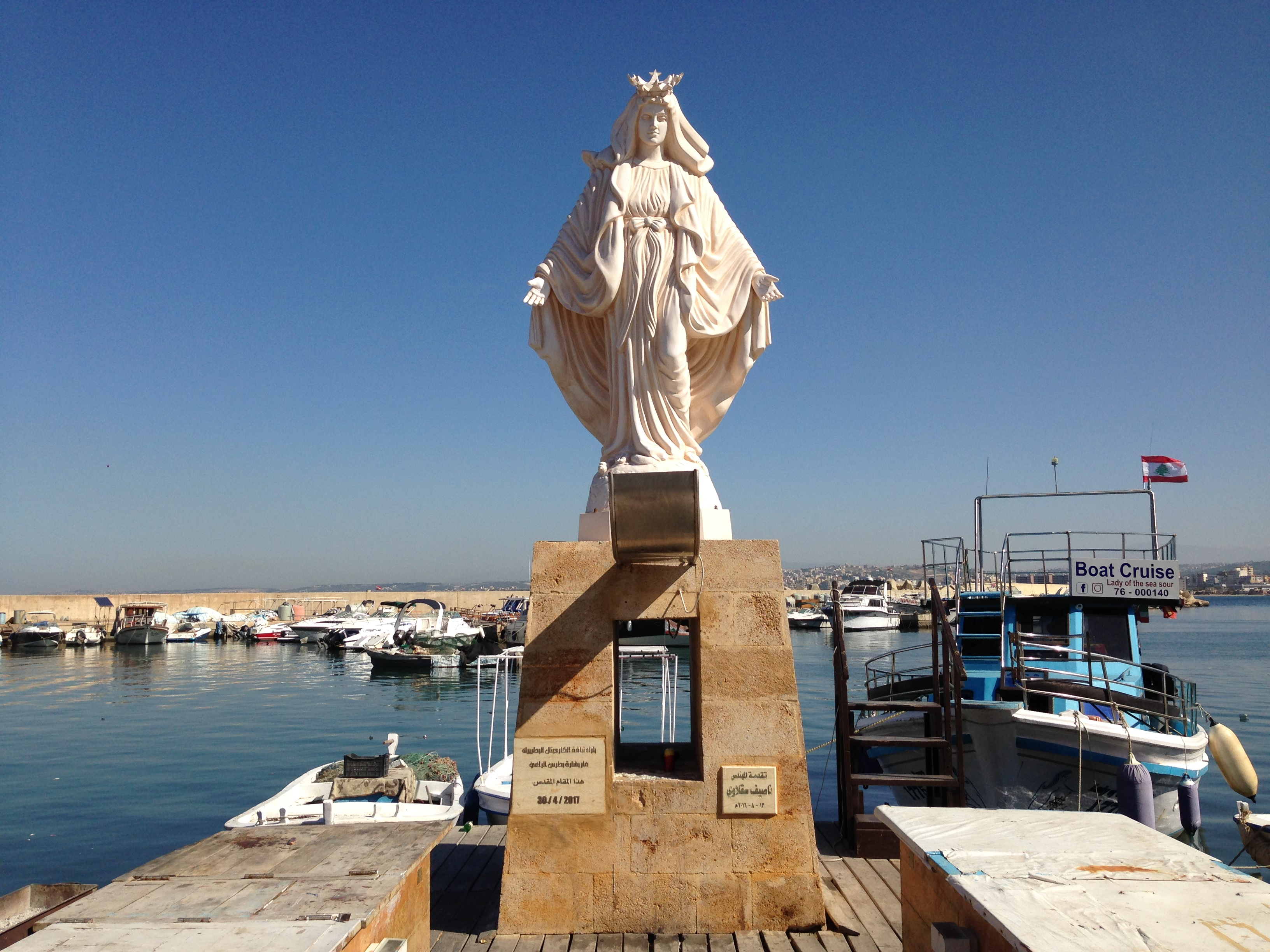
تمثال سيدة البحارة في ميناء الصيادين - والحي المسيحي - بمدينة صور
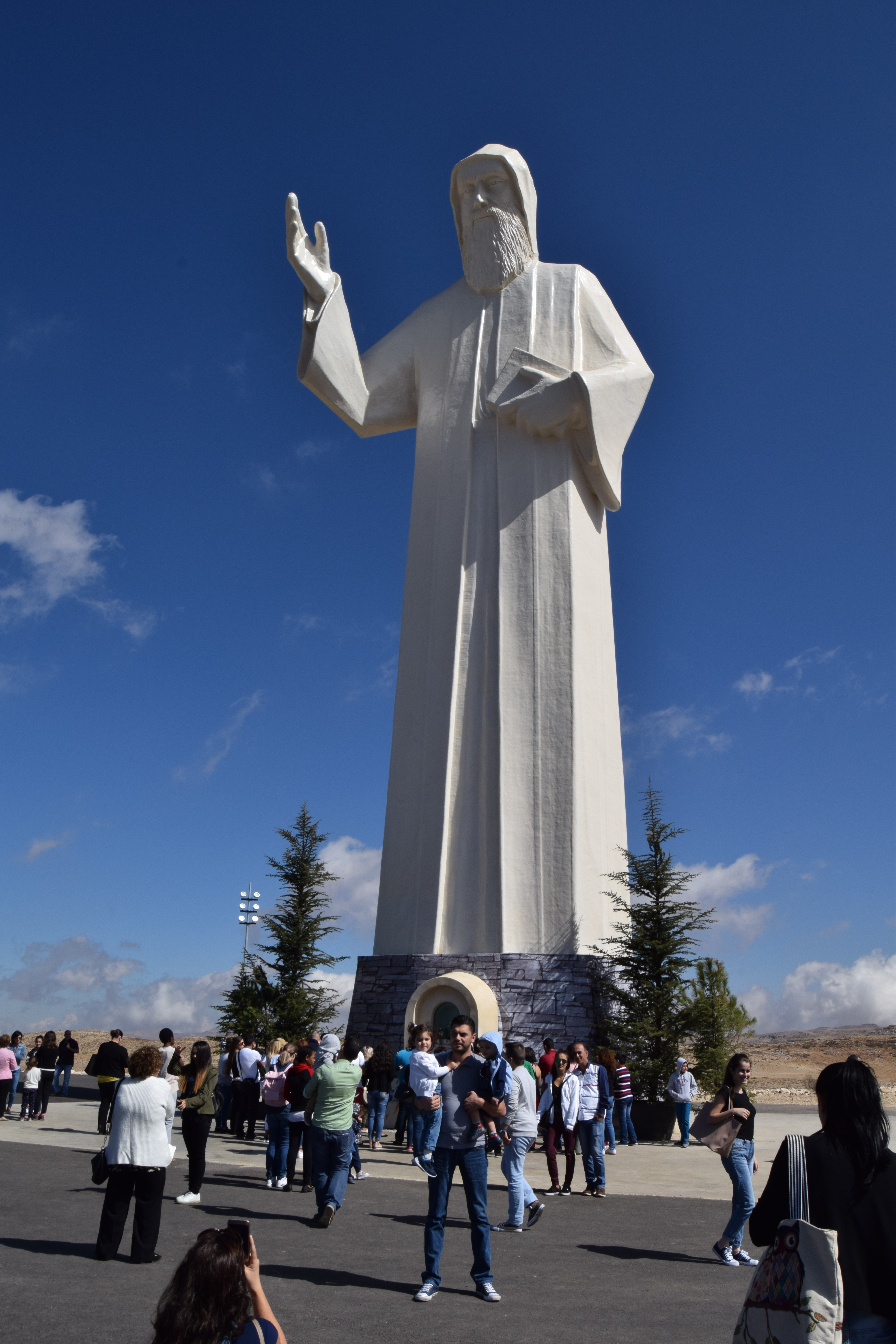
تمثال مار شربل في فاريا
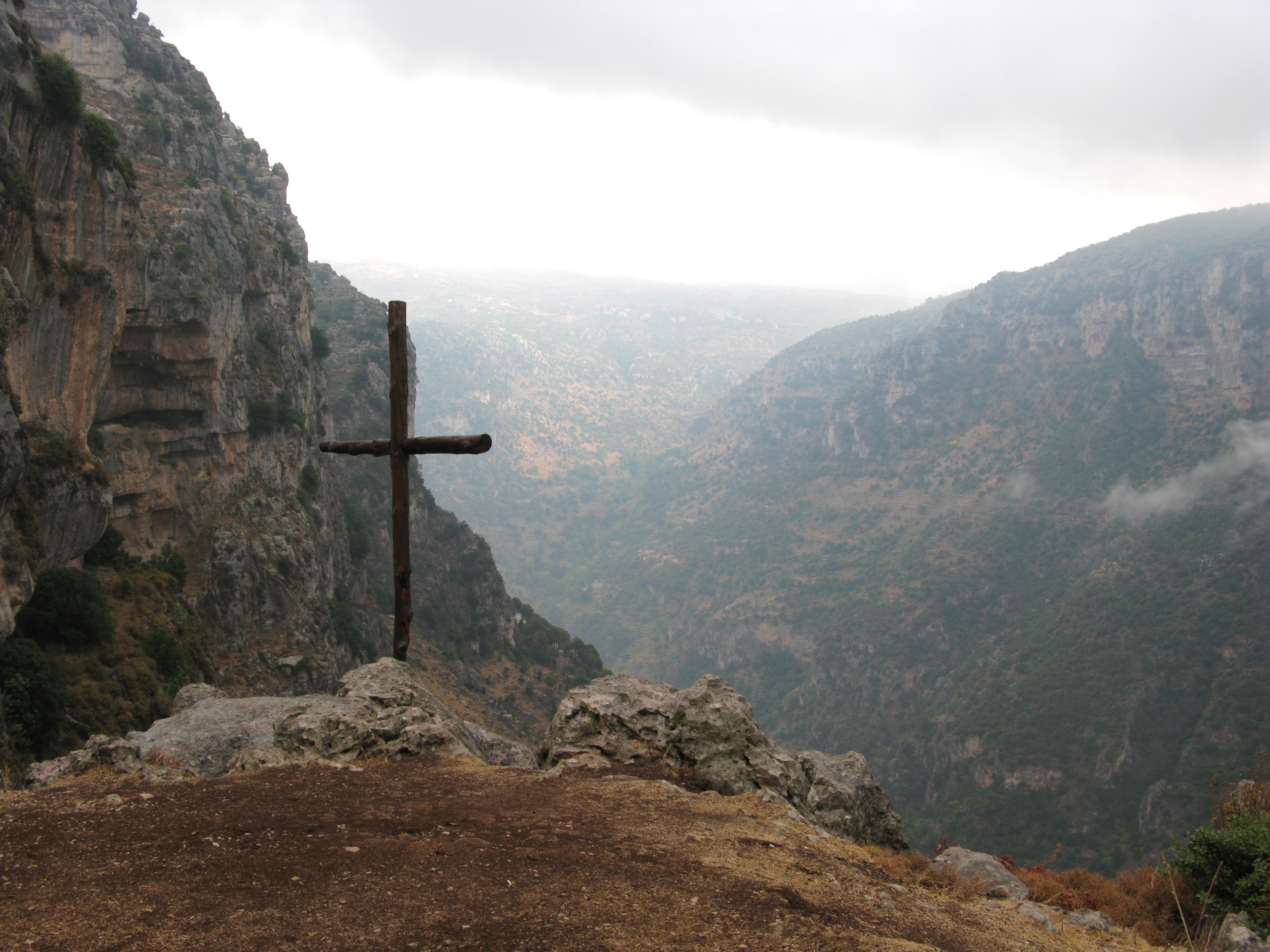
صليب مسيحي منصوب في وادي قاديشا
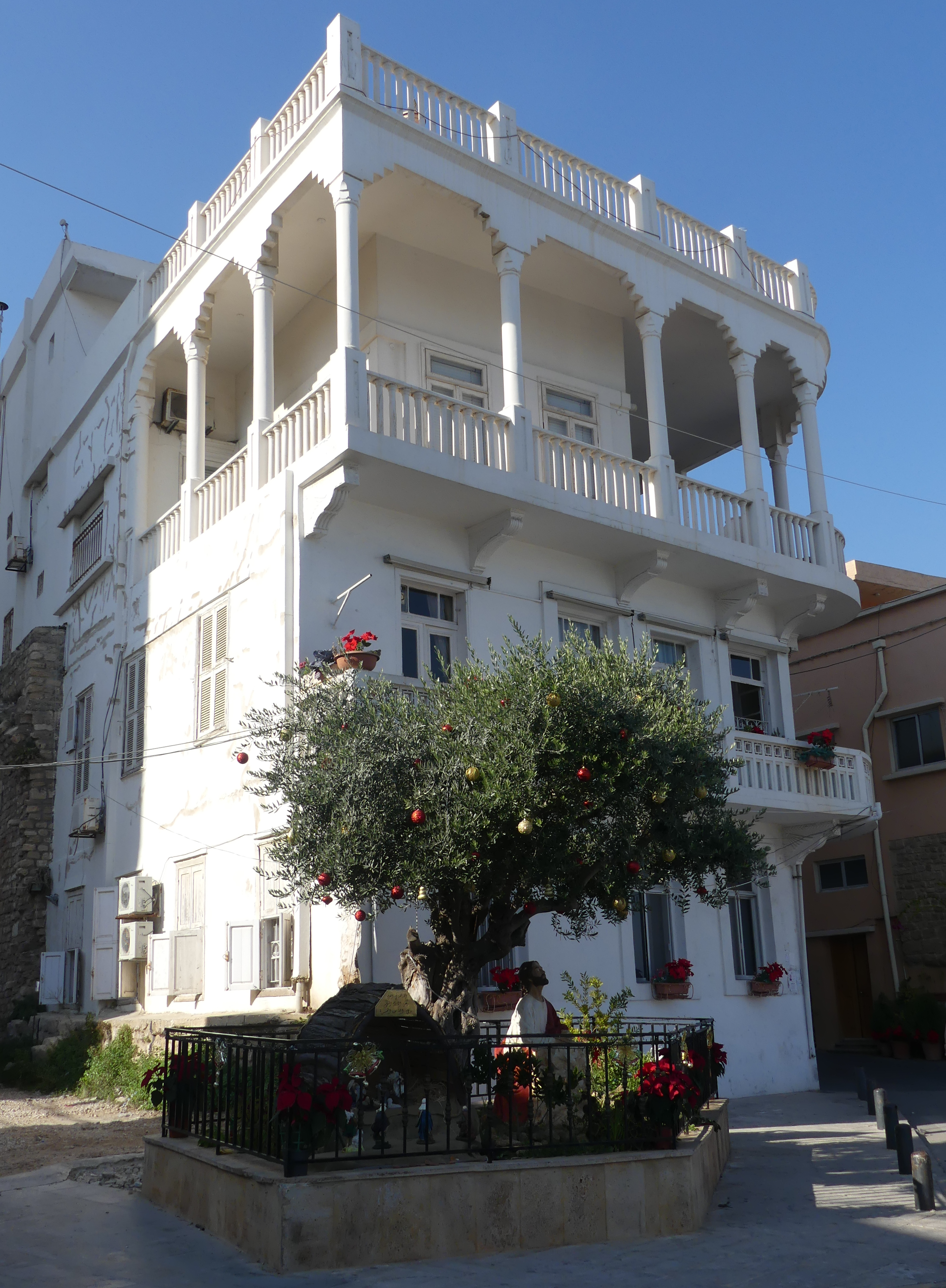
مغارة الميلاد في صور

### اللغة
ظلت السريانية لغة التخاطب بين الموارنة في جبل لبنان حتى القرن السادس عشر، بحلول القرن الحادي عشر بدأ الموارنة في سوريا ولبنان باستخدام العربية بدلاُ من السريانية في تعاملاتهم، هناك دليل ناصع ممثلاً بكتابي «الهدى» و«الفصول العشرة» لمترجمهما ”توما أسقف كفر طاب الماروني“ قرب معرة النعمان، فالكتابان وضعا بالسريانية في القرن العاشر ثم نقلهما الأسقف إلى اللغة العربية، على شكل رسالة موجهة إلى أهل جبيل بناءً على طلب مطرانها، مبررًا ذلك بأن السكان حديثًا باتوا يستعملون اللغة العربية في تعاملاتهم اليومية، بدلاً من السريانية. إحدى المظاهر الأخرى لانتشار العربية بدلاً من السريانية هو ظهور «الخط الكرشوني» أو «الكتابة الكرشونية»، والذي ظل سائدًا حتى القرن الثامن عشر في بعض مناطق لبنان واستعمله البطريرك الماروني اسطفان الدويهي في مؤلفاته. عرّبت أجزاء كبيرة من القداس الإلهي وسائر العبادات. سوى ذلك فقد لعب أبناء الطوائف السريانية خصوصًا في لبنان دورًا رائدًا في النهضة القومية والأدبية العربية، صحيح أنه قد ظهر عدد من الباحثين الذين دعوا وقاموا بمحاولات لإحياء اللغة السريانية وإعادة نشرها، غير أن الوضع العام في سوريا ولبنان كان يميل إلى الانخراط في النهضة العربية وهذا ما حصل فعلاً، وساهمت موجات الهجرة بسبب الفقر وانهيار اقتصاد الدولة العثمانية نحو مصر التي كانت في ظل الخديوي إسماعيل المكان الأكثر انفتاحًا في الدولة العثمانية، وقارتي أمريكا الشمالية والجنوبية في انفتاح متزايد على اللغة العربية، ما عنى بشكل فعلي، التخلي الكامل عن اللغة السريانية.
في الوقت الراهن لا يوجد في لبنان أي جماعة تستخدم السريانية كلغة تخاطب يومية، بيد أن هناك عدة محاولات لإحيائها، من جهة أخرى ما زالت اللغة السريانية واللاتينية مستعملة في الطقوس الدينية المسيحية في لبنان. كما يتم تعلم السريانية في المدارس اللاهوتية للإكليروس، وهناك عدد من المحاولات الأخرى لإحيائها بين العموم، إلى جانب كونها منطوقة من قبل المهاجرين السريان العراقيين في أعقاب عام 2003.

### الأعياد

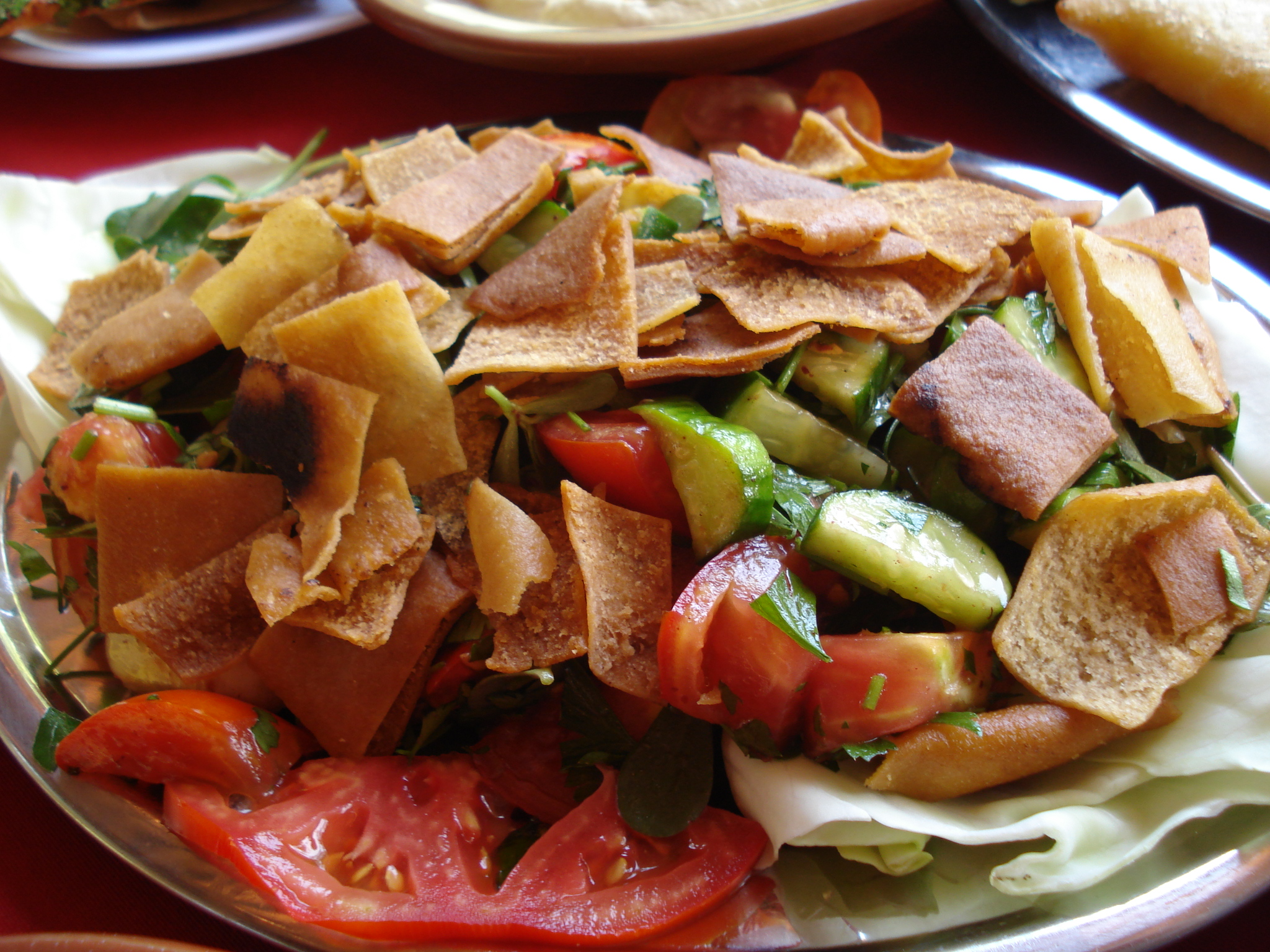
الفتوش؛ من الأطباق المرتبطة بالمسيحيين والصوم الكبير.

الأعياد الكبرى في لبنان في أغلب الأحيان تكون مقتبسة من مناسبات دينية، وبذلك يتميّز اللبنانيين من المسيحيين بالاحتفال بعيد الميلاد ويقام في يوم 25 ديسمبر، ويرتبط عيد الميلاد باجتماعات عائلية وعشاء عيد الميلاد واحتفالات اجتماعية أبرزها وضع زينة الميلاد ممثلة بالشجرة وغالبًا ما يوضع تحتها أو بقربها «مغارة الميلاد» حيث توضع مجسمات تمثّل حدث الميلاد أبرزها يسوع طفلاً وأمه ويوسف النجار إلى جانب رعاة والمجوس الثلاثة، هذه العادة وفدت من الغرب، إلا أنها باتت جزءًا من تقاليد الميلاد العامة، تمامًا كتوزيع الهدايا على الأطفال والتي ترتبط بالشخصية الرمزية بابا نويل. العيد القريب من عيد الميلاد هو عيد رأس السنة الذي يقام ليلة 31 ديسمبر، علمًا أن العديد من الأسر غير المسيحية تحتفل به أيضًا غير أنه ذو خصوصيّة مسيحية.
يرتبط الصوم الكبير، بمأكولات معينة، ويمكن أن يذكر من ضمنها الفلافل والفول والحمص والمجدرّة والفتوش والتبولة، يذكر أنّه وفقاً لبعض الروايات تعود أصول طبق الفتوش إلى المسيحيين الهاربين إلى زحلة من مجازر 1860. ويرتبط يوم الجمعة العظيمة بمأكولات معينة في لبنان، ويُعد طبق يدعى «الحر والمر» لمناسبة الجمعة العظيمة، ويتكون من سلطة خضار يضاف إليها زيتون إضفاءً لنكهة من المرارة تيمنًا بالمسيح الذي ذاق المر على صليبه وفق رواية العهد الجديد، وترتدي النساء ثيابًا سوداء علامة الحداد في حين تبثّ مكبرات الصوت ترانيم المناسبة مثل «اليوم علّق على خشبة» و«أنا الأمّ الحزينة»، وكان من العادات الركوع لمدة ثلاث ساعات تذكارًا للساعات الثلاث التي نازع فيها المسيح على الصليب غير أن مثل هذه العادات لم تظل فاعلة اليوم. تترافق المناسبة أيضًا بأمسيات موسيقية لجوقات تؤدي ترانيم الحداد. أما عيد القيامة ويسبقه أسبوع الآلام، فبدوره مرتبط بموت المسيح وقيامته حسب المعتقدات المسيحية.
هناك أعياد أخرى أقل أهمية، وبعضها ترتبط أهميته بمناطق بعينها، فمثلاً يكتسب عيد القديسة بربارة يوم 4 ديسمبر في لبنان طابعًا خاصًا ممثلاً بإقامة الحفلات التنكريّة. وفي يوم العيد يتم سلق القمح والذرة التي يتم تقديمها مع السكر والرمان أو إضافات تحليه أخرى وتُعرف باسم «البُربارة» وهي طبق تقليدي لهذا اليوم يقدم كنوع من تحلية وليس طعام. يحتفظ الأطفال بأقنعتهم وأزياءهم التنكرية لليلة البربارة، ويتحلّق الأطفال ضمن مجموعات، ويجوبون طرقات القرى اللبنانية، متنقلين بين البيوت، لملء أكياسهم بالحلوى والمكسرات. ويطرقون بابا بعد باب وهم يهتفون أهازيج شعبيّة خاصة بالمناسبة، ومنها «أرغيلة فوق أرغيلة صاحبة البيت زنغيلة» و«شيحة فوق شيحة صاحبة البيت منيحة»، و«هاشلة بربارة مع بنات الحارة». وتتوارث العائلات هذه الأهازيج من جيل إلى جيل، وقد أدتها الفنانة صباح في أغنية فلكلورية بعنوان «هاشلة بربارة»، اشتهرت في الستينيات من القرن العشرين، وما زالت تذاع في العيد كلّ عام.
لدى المسيحيين والموحدون الدروز تقاليد شعبية مشتركة في عدد من القرى المسيحية – الدرزية في لبنان، منها «عيد البيض» وهو موروث شعبي لدى طائفة الموحدين الدروز في إبل السقي في قضاء مرجعيون، والذي تتناقله الأجيال منذ سنوات عديد، كتضامناً وانسجاماً مع جيرانهم المسيحيين في يوم خميس الأسرار لدى الطوائف المسيحية الأرثوذكسية التي تتبع التقويم الشرقي.

## العلاقة مع الأديان الأخرى

### العلاقة مع المسلمين

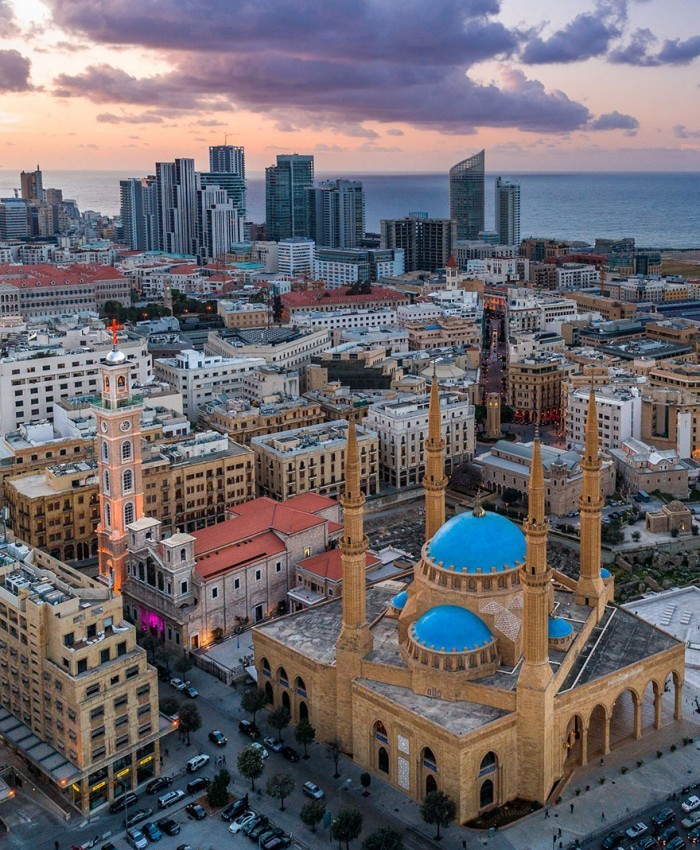
كنيسة تجاور مسجد في مدينة بيروت.

عمومًا كانت العلاقات بين المسلمين والمسيحيين في لبنان جيدة وهناك تعايش سلمي واختلاط على كافة المستويات، وتضم محافظة بعلبك الهرمل ومحافظة الجنوب ومحافظة النبطية ذات الأغلبية الشيعيَّة على تجمعات مسيحية ملحوظة خصوصاً في قضاء جزين وقضاء حاصبيا وقضاء مرجعيون، كما وتضم مدينة النبطية وبعلبك وصور ذات الأغلبية الشيعية على أقليات مسيحية مكوّنة من طوائف متنوعة. وتضم محافظة عكار ومحافظة الشمال ذات الأغلبيَّة السنيَّة على طوائف مسيحية متعددة، وتضم مدينة طرابس وصيدا وبيروت ذات الأغلبية السنية على أقلية مسيحية مكوّنة من طوائف متنوعة. وتضم البلاد على العديد من البلدات والقرى السنية والمسيحية أو الشيعية والمسيحية المشتركة. ينقسم المجتمع اللبناني المسيحي حاليًا سياسيًا بين تحالفات بين تحالف 8 آذار وأبرز وجوهه حزب الله وحركة أمل الشيعية والتيار الوطني الحر المحسوب على الطائفة المسيحيَّة وتحالف 14 آذار وأبرز وجوهه تيار المستقبل الممثل الأكبر للطائفة السنيَّة في لبنان وحزب الكتائب اللبنانية والقوات اللبنانية وهي أحزاب مسيحيَّة. قدرّت دراسة تابعة لجامعة إدنبرة عام 2014 عدد المسلمين المتحولين للديانة المسيحية في لبنان بحوالي 2,000 شخص، ووفقًا لدراسة أجريت من قبل جامعة سانت ماري الأمريكيّة في تكساس سنة 2015 وجدت أنَّ حوالي 2,500 مواطن مُسلم لبناني تحول إلى المسيحية.
بحسب مركز بيو للأبحاث عام 2010 لدى المسلمون اللبنانيون وجهات نظر إيجابيَّة للغاية حول المسيحيين، حيث أظهر 96% منهم آراء إيجابيَّة عن المسيحيين. بحسب مسح لمركز بيو للأبحاث نُشر عام 2013 يقول 27% من المسلمين اللبنانيين إن جميع المسلمين في بلدهم، أو الكثير منهم، معادون للمسيحيين، وفقاً لمسح أجراه مركز بيو للأبحاث حول مسلمي العالم. ونحو 27% من تم استطلاع آرائهم من المسلمين في لبنان يقولون إن كل أو معظم أو كثير من المسيحيين معادون للمسلمين. وبحسب نفس الدراسة يقول 38% من المسلمين اللبنانيين إنهم يعرفون بعضًا أو كثيرًا عن المعتقدات المسيحية، ويقول حوالي 57% من المسلمين اللبنانيين أنَّ المسيحية تختلف كثيراً عن الإسلام، بالمقارنة مع 36% منهم يقولون أنَّ للمسيحية الكثير من القواسم المشتركة مع الإسلام. وترتفع نسبة من يقولون أنَّ للمسيحية الكثير من القواسم المشتركة مع الإسلام (49%) بين المسلمين اللبنانيين الذين يقولون إنهم يعرفون بعضًا أو كثيرًا عن المعتقدات المسيحية، بالمقارنة مع المسلمين اللبنانيين الذين يقولون إنهم يعرفون القليل أو من لا يعلمون شيئاً عن المعتقدات المسيحية (24%). ويقول حوالي 21% من المسلمين اللبنانيين أنهم سيكونون مرتاحين بحالة زواج ابنتهم من مسيحي، بالمقارنة مع 30% بحالة زواج ابنهم من مسيحيَّة.
شكلّ المسيحيون حوالي 55.1% من سكان دولة لبنان الكبير، وشكل المسلمون حوالي 45% من سكان دولة لبنان الكبير، وهذا ما أزاح الثنائية المارونية - الدرزية، لتحل مكانها ثلاثية مارونيّة - سنيّة - شيعيّة ستتبلور أكثر فأكثر في العقود اللاحقة. كانت الطوائف المسيحية من الرأسمالية تستخدم تكوين لبنان الطائفي لكي تبقى مسيطرة على الدولة وبالتالي على مجمل الطبقة. كان لبنان عشية الحرب الأهلية بلد متعدد الطوائف، وكانت الحكومة اللبنانية تدار تحت تأثير كبير من النخب المسيحية المارونية المعروفة بالمارونيَّة السياسيَّة، وتم تعزيز الصلة بين السياسة والدين في إطار القوة الإستعمارية الفرنسية في الفترة من عام 1920 إلى عام 1943، وحصل المسيحيين على امتيازات اقتصادية وتجارية وأكاديميّة وسياسية. ومع ذلك، كان البلد يضم على عدد كبير من السكان المسلمين، وتزايدت الفجوة والفوارق الطبقية والاقتصادية والاجتماعية بين المسيحيين والمسلمين؛ على سبيل المثال مال الموارنة إلى أن يكونوا من الطبقة الوسطى والعليا، وأن يحصلوا على تعليم أفضل، وأفضل حالاً مالياً واقتصادياً من الشيعة الذين ينتمون تقليدياً إلى الطبقة الأشد فقراً في البلاد. ساءت العلاقات بين المسيحيين والمسلمين خلال الحرب الأهلية اللبنانية عام 1975 والتي سرعان ما أخذت بعدًا طائفيًا بين المسلمين والمسيحيين. تحست العلاقات بين المسلمين والمسيحيين مع نهاية الحرب الأهلية واتفاق الطائف والذي يعرف باسم وثيقة الوفاق الوطني اللبناني عام 1989. لا تزال الفوارق الاقتصادية والاجتماعية بين المسيحيين والمسلمون ظاهرة في المجتمع اللبناني حيث وفقاً للباحثين يشكلّ المسلمون عمومًا الجزء الأكبر من الطبقة العاملة في حين أنَّ المسيحيون يشكلون غالبية الطبقتين الوسطى والعليا والذين امتلكوا أيضاً معظم المؤسسات الصغيرة والمتوسطة.

### العلاقة مع الموحدين الدروز

#### العلاقة التاريخية

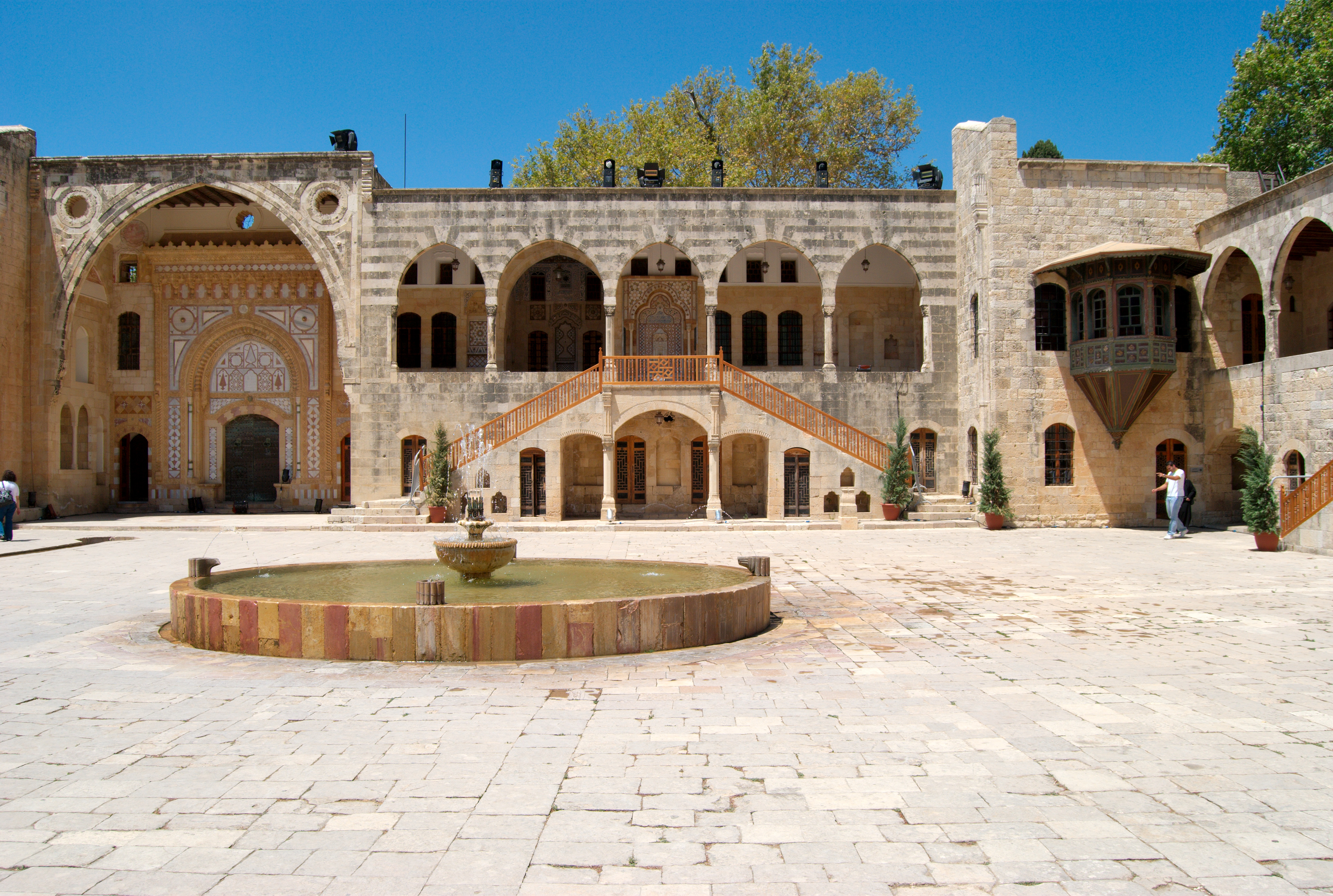
بيت الدين في قضاء الشوف؛ من عواصم إمارة جبل لبنان «إمارة التعايش الماروني- الدرزي».

اتسمت العلاقة بين الدروز والمسيحيين بالانسجام والتعايش، مع علاقات ودية سادت بين المجموعتين عبر التاريخ، باستثناء بعض الفترات، بما في ذلك مقتلة الدروز والموارنة 1860، ومعارك عام 1983 وعام 1984 في جبل لبنان خلال الحرب الأهلية اللبنانية. كان فخر الدين المعني الثاني (1572-1635) أمير درزي وزعيم لإمارة جبل لبنان، وكان الماروني أبو ندير الخازن من أبرز مؤيديه وعمل مساعدًا لفخر الدين. ويشير المؤرخين إلى أن «الأمراء الدروز ازدهروا من خلال المهارات الفكرية والمواهب التجارية للموارنة، بالمقابل حصل المسيحيون على الحماية السياسية والاستقلال الذاتي وحليف محلي ضد التهديد الدائم المتمثل في الحكم العثماني المباشر». بعد تحول سلالة شهاب إلى الديانة المسيحية، فقد الدروز معظم سلطاتهم السياسية والإقطاعية. كما شكل الدروز تحالفاً مع بريطانيا وسمحوا للإرساليات المسيحية البروتستانتية بدخول جبل لبنان، مما خلق توترًا بينهم وبين الكنيسة المارونية. قُتل ما يقرب من 10,000 مسيحي على يد الدروز خلال أعمال العنف الطائفية في عام 1860.
تاريخياً كان الموارنة ينتمون إلى الطبقة الحاكمة اللبنانية وتقاسموا السلطة في متصرفية جبل لبنان مع دروز لبنان في البداية، وتشكل هذا النظام الحاكم والاجتماعي في متصرفية جبل لبنان من الثنائية المارونية - الدرزية، وسمح الاستقرار الأمني والتعايش الدرزي-الماروني في المتصرفية بتطور الاقتصاد ونظام الحكم. والتي أدت لاحقاً إلى خلق أجواء تعد بحسب المؤرخين من أهدأ الأجواء التي عاشها لبنان في أي وقت مضى. أثرت هذه الثنائية كثيرًا على شخصية لبنان المستقل فيما بعد. وعند إنشاء نظام المتصرفية، دخل المسيحيون والجماعات الدرزية في علاقات اقتصادية وسياسية ودينية مع الأوروبيين بدلاً من العثمانيين. ويربط المؤرخون الهيمنة المارونية في متصرفية جبل لبنان بتحالفهم مع الفرنسيين وسيطرتهم اللاحقة على تجارة الحرير، من خلال تطوير طبقة برجوازية مارونية. وتم افتتاح العديد من المدارس الأجنبية المسيحية في لبنان، والتي كانت من بين المراكز الرئيسية للنهضة العربية، مما أدى إلى إنشاء المدارس والجامعات والمسرح والمطابع. وشهدت الفترة المتبقية من القرن التاسع عشر فترة استقرار نسبيًا، حيث ركزت «الثنائية المارونية - الدرزية» على التنمية الاقتصادية والثقافية التي شهدت تأسيس الجامعة الأميركية في بيروت (الكلية البروتستانتية السوريَّة) وجامعة القديس يوسف وازدهار الأدب والسياسة.

#### الوضع الراهن

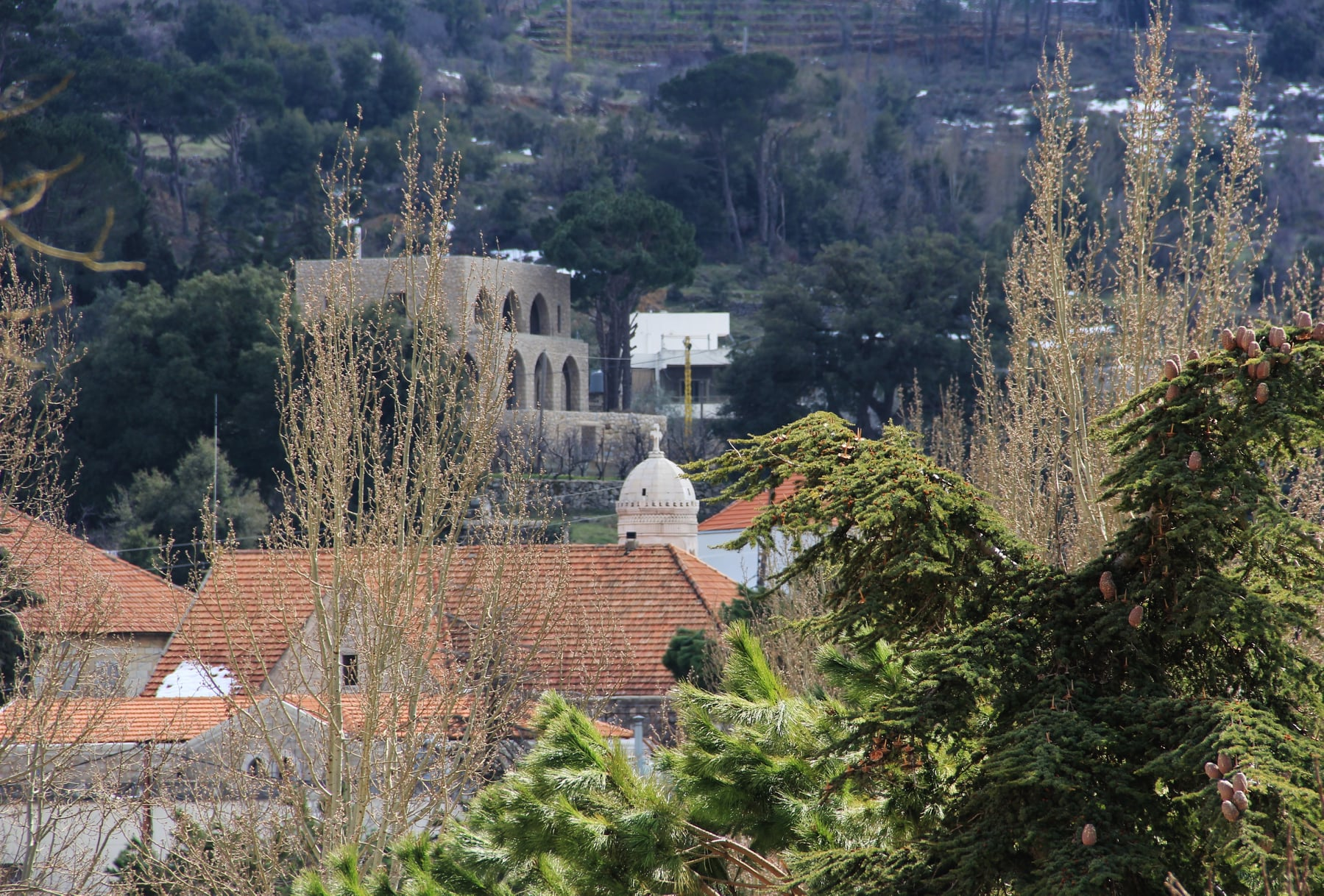
كنيسة مسيحية وخلوة درزية في الشوف: يتعايش المسيحيين والدروز في العديد من بلدات جبل لبنان.

تضم البلاد اليوم على العديد من البلدات والقرى الدرزية والمسيحية المشتركة، ويُشكل الدروز حالياً أكثر من نصف سكان قضاء عاليه، وحوالي ثلث سكان قضاء راشيا وقضاء الشوف. وتضم هذه الأقضية على طوائف مسيحية متعددة أبرزها أتباع الكنيسة المارونية وبطريركية أنطاكية وسائر المشرق للروم الأرثوذكس وكنيسة الروم الملكيين الكاثوليك وغيرهم. يضم قضاء بعبدا وقضاء كسروان وقضاء المتن ذات الأغلبية المسيحية على أقلية ملحوظة من الموحدون الدروز. هناك فجوات وفوارق اقتصادية واجتماعية بين المسيحيين والدروز في لبنان، حيث يُميل المسيحيين أن يكونوا أكثر ثراءاً وتعليماً بالمقارنة مع الموحدون الدروز، ولاحظ الباحث غوردون أنّ متوسط دخل المسيحيين المالي عام 1980 كان أعلى بحوالي 16% من متوسط دخل الدروز المالي.
كان تحول الدروز إلى المسيحية ممارسة شائعة في بلاد الشام. وعلى مر القرون، اعتنق عدد من الدروز الديانة المسيحية، مثل بعض أبناء آل شهاب، وكذلك عشيرة أبي اللمع، وآل الخازن، بالإضافة إلى بعض الشخصيات مثل سلوى شوكر روزفلت وندى نديم بروتي وغيرهم. خلال القرنين التاسع عشر والعشرين، أنشأ المبشرون البروتستانت مدارس وكنائس في معاقل الدروز في الشوف، والتحق العديد من أبناء الأسر الدرزية في المدارس التبشيرية، ونتيجة لذلك تحول بعض الدروز إلى المسيحية البروتستانتية؛ ومع ذلك لم ينجح المبشرين في تحويل الدروز إلى المسيحية بشكل جماعي. بالمقابل مع هجرة الموحدون الدروز من جبل لبنان إلى العالم الجديد، تحوّل العديد منهم إلى الديانة المسيحية إسمياً، وخصوصاً إلى الكنيسة المشيخية والميثودية.
لدى المسيحيين والموحدون الدروز تقاليد شعبية مشتركة في عدد من القرى المسيحية – الدرزية في لبنان، منها «عيد البيض» وهو موروث شعبي لدى طائفة الموحدين الدروز في إبل السقي في قضاء مرجعيون، والذي تتناقله الأجيال منذ سنوات عديد، كتضامناً وانسجاماً مع جيرانهم المسيحيين في يوم خميس الأسرار لدى الطوائف المسيحية الأرثوذكسية التي تتبع التقويم الشرقي.

## معرض الصور

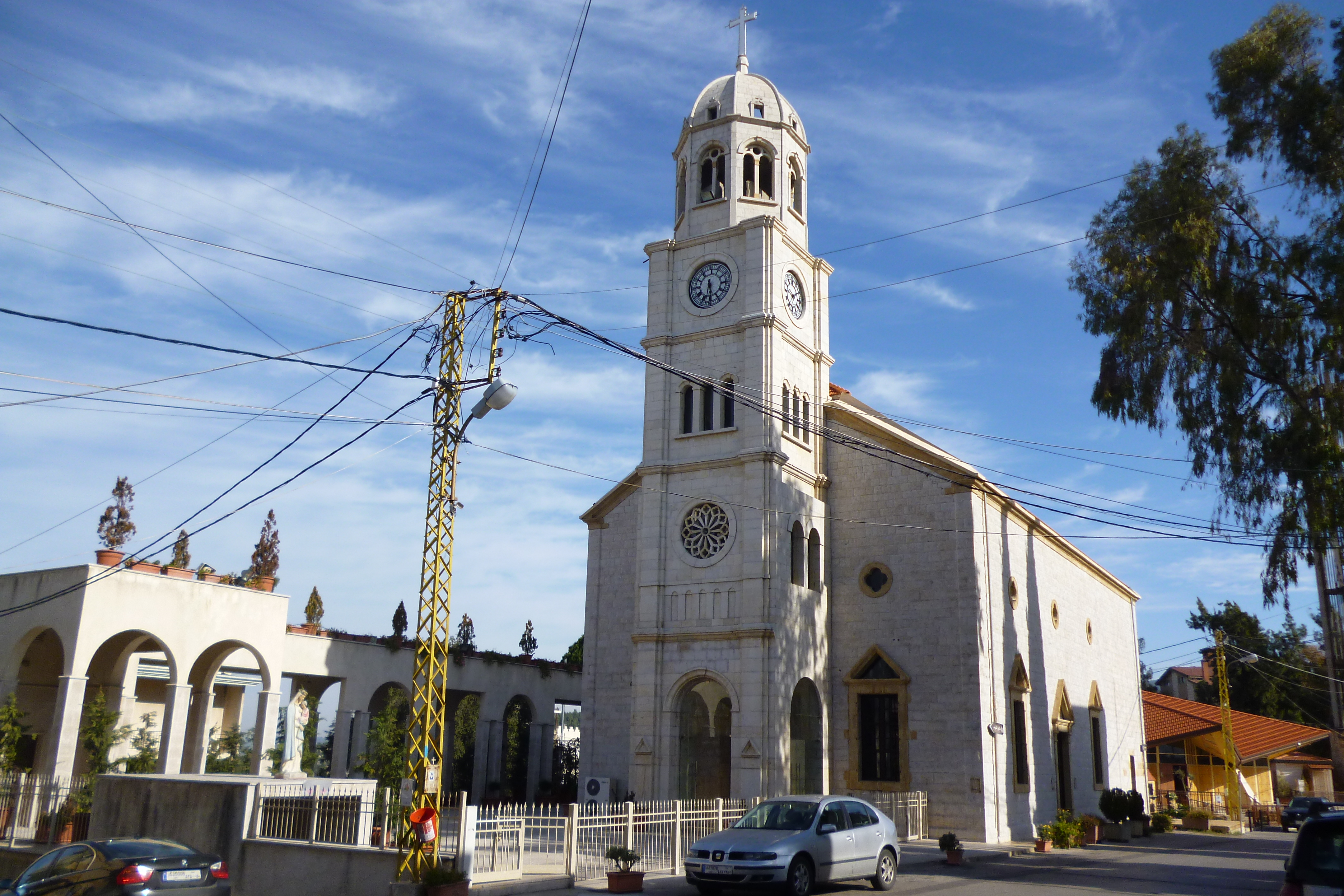
كنيسة القديس شعيا في برمانا
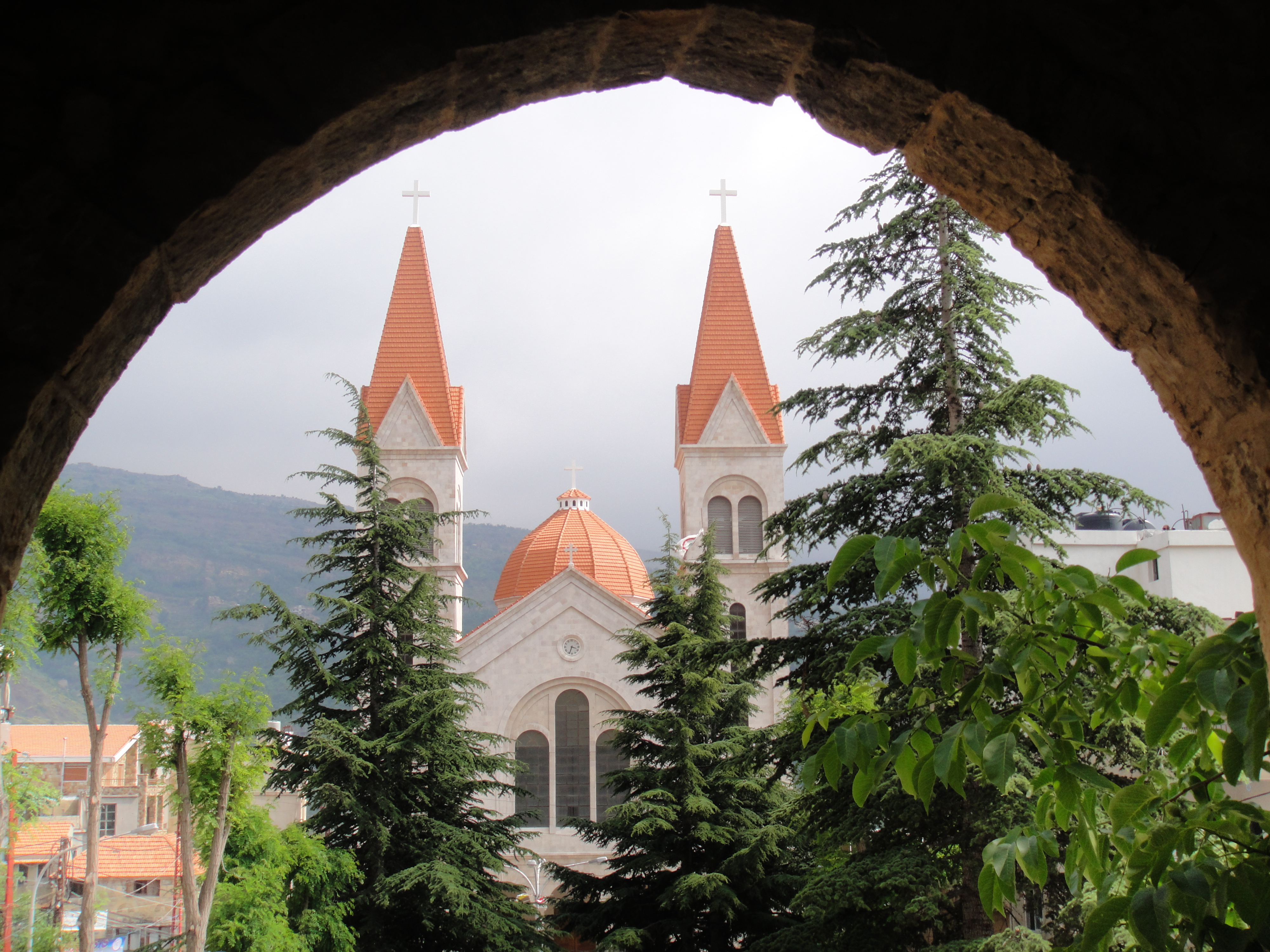
كاتدرائية مارونية في بشري
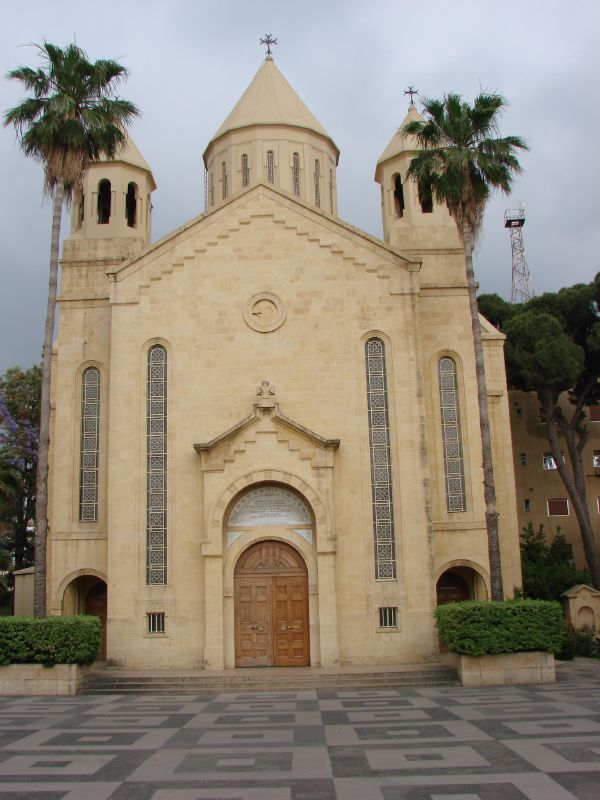
كنيسة القديس غريغوري المُنير الأرمنية في أنطلياس
كاتدرائية مار جرجس المارونية في بيروت
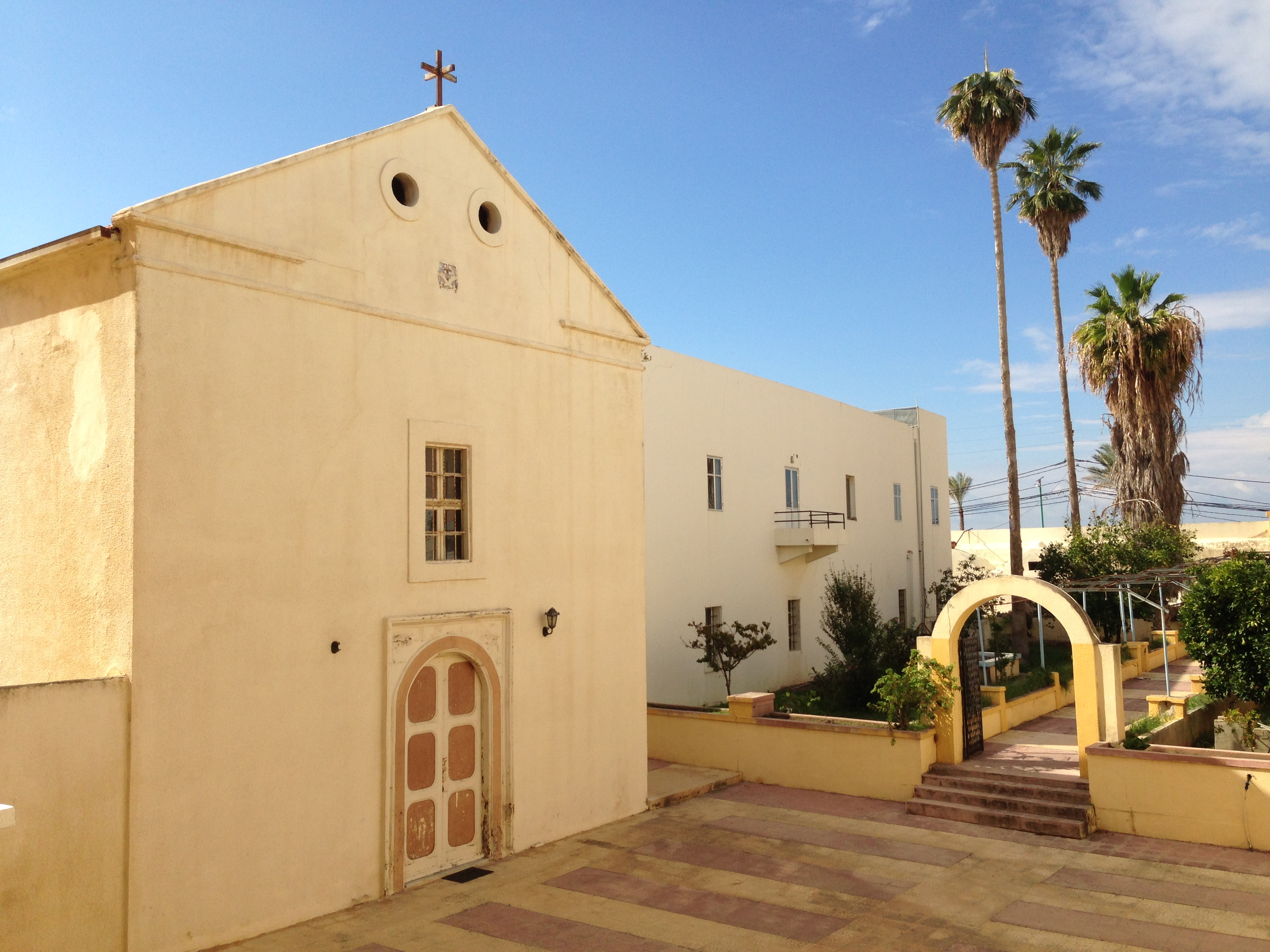
كنيسة كاثوليكية في الحي المسيحي في صور
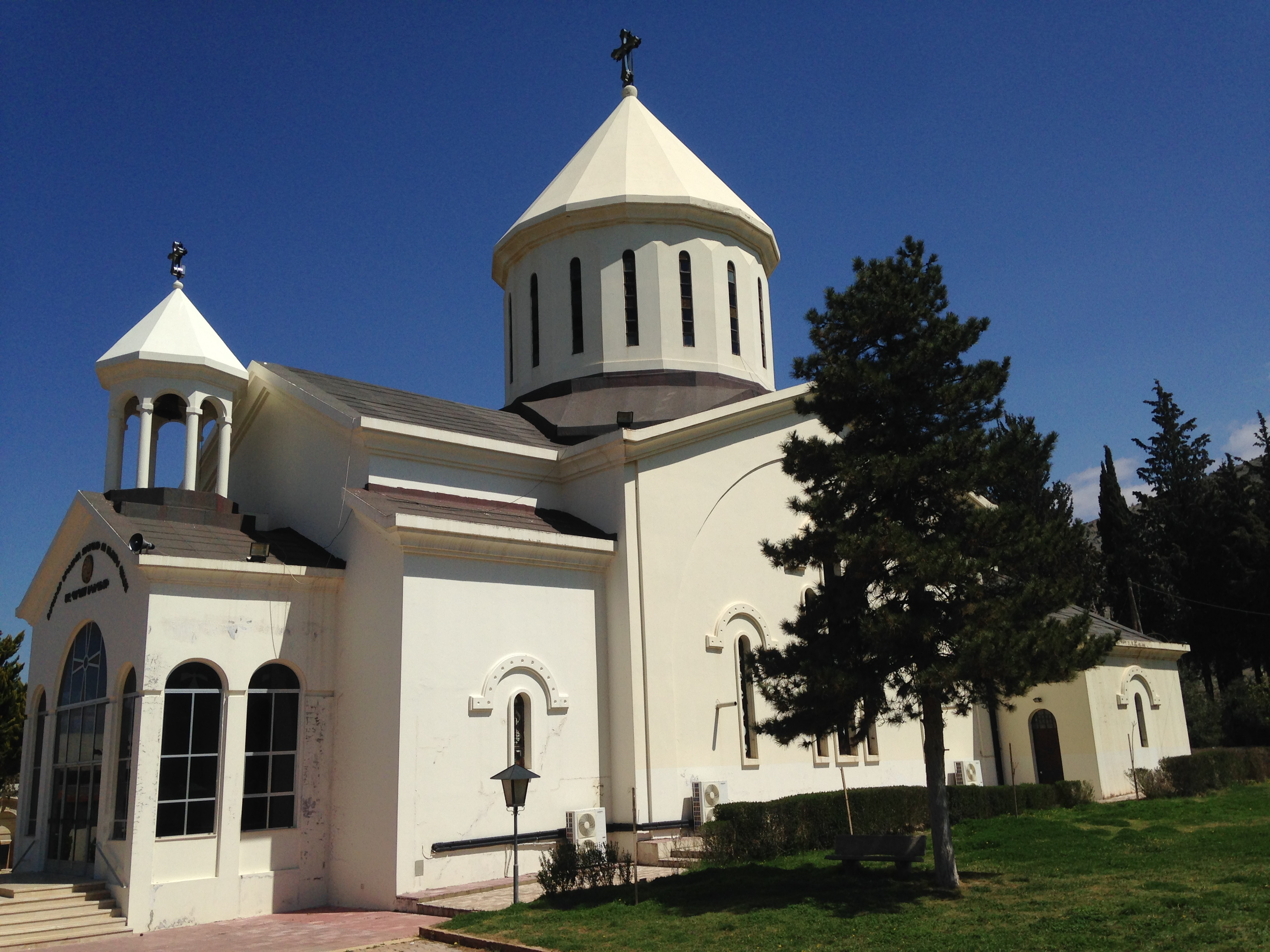
كنيسة القديس بولس الأرمنيّة في عنجر
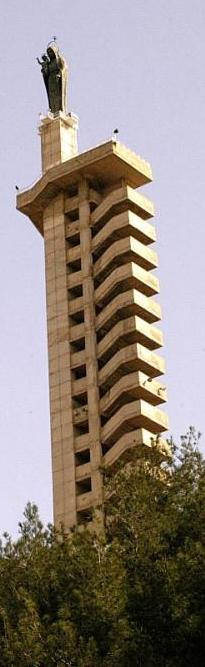
تمثال سيدة البقاع في زحلة
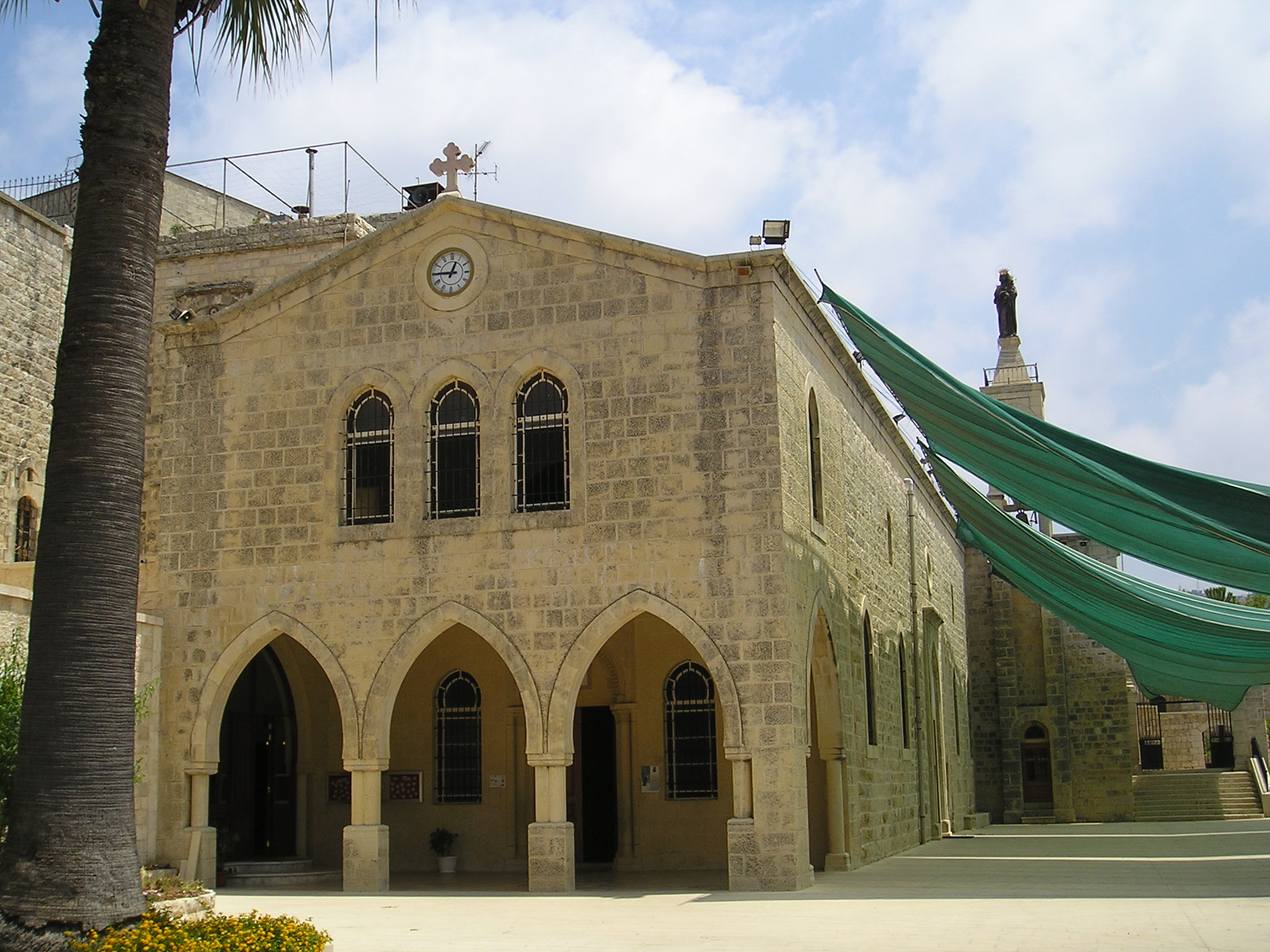
كنيسة السيدة المارونيّة في دير القمر
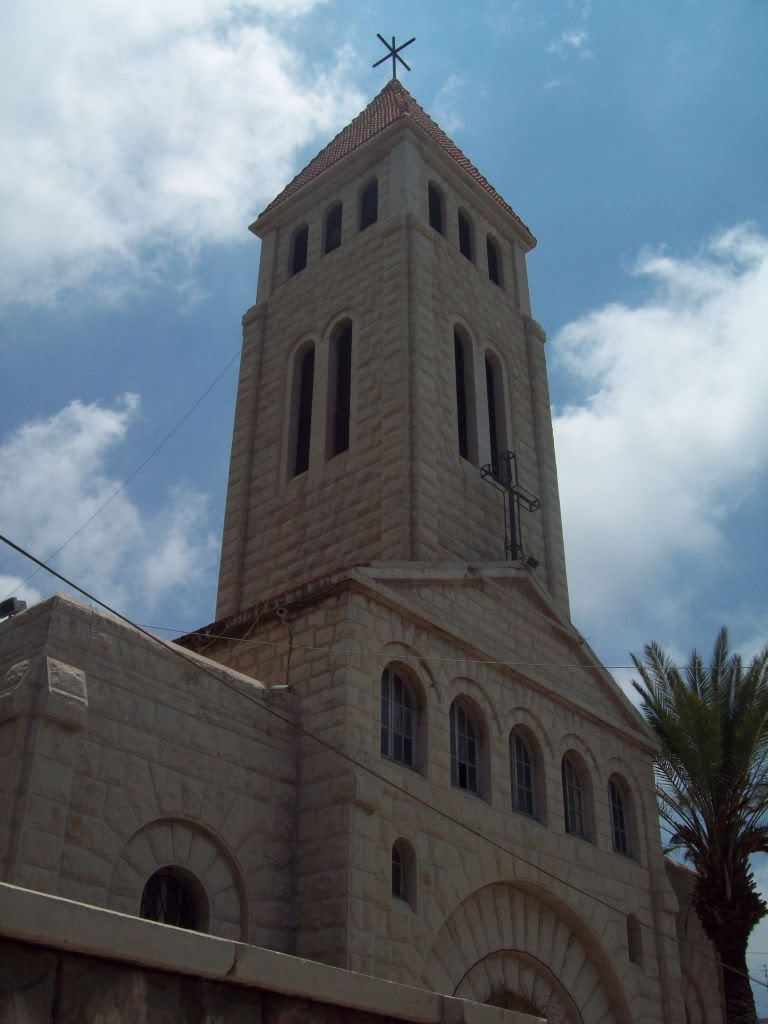
الكاتدرائية المارونية في صيدا
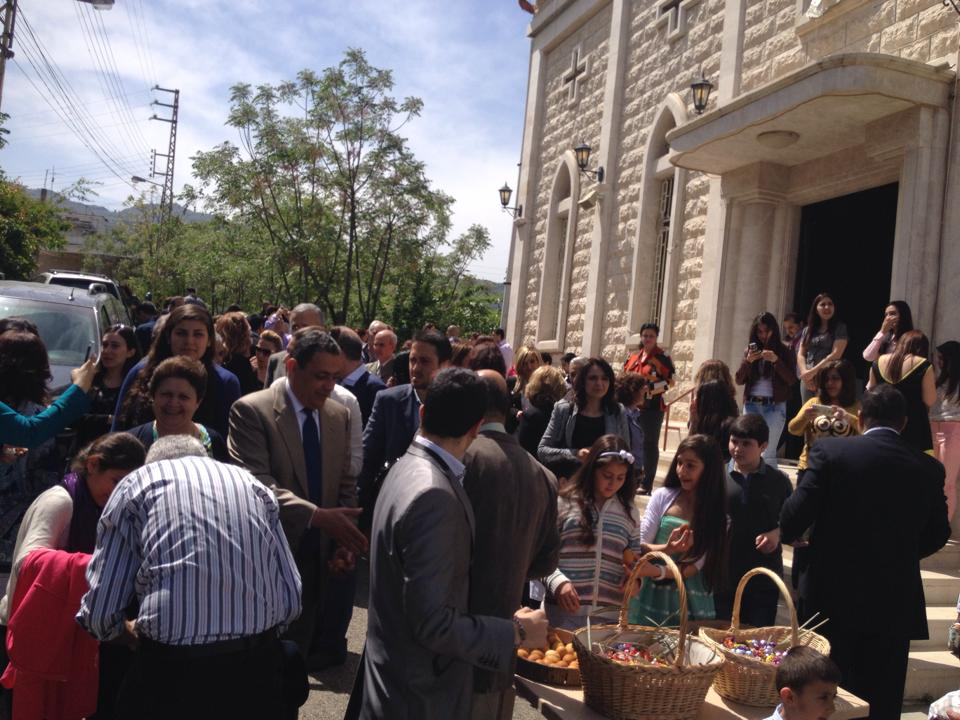
إحتفالات عيد القيامة في تلة وشطاحة
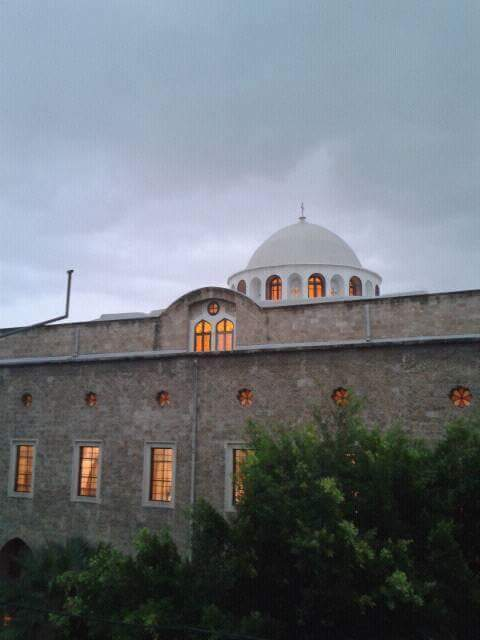
كنيسة مار جرجس للروم الأرثوذكس في طرابلس
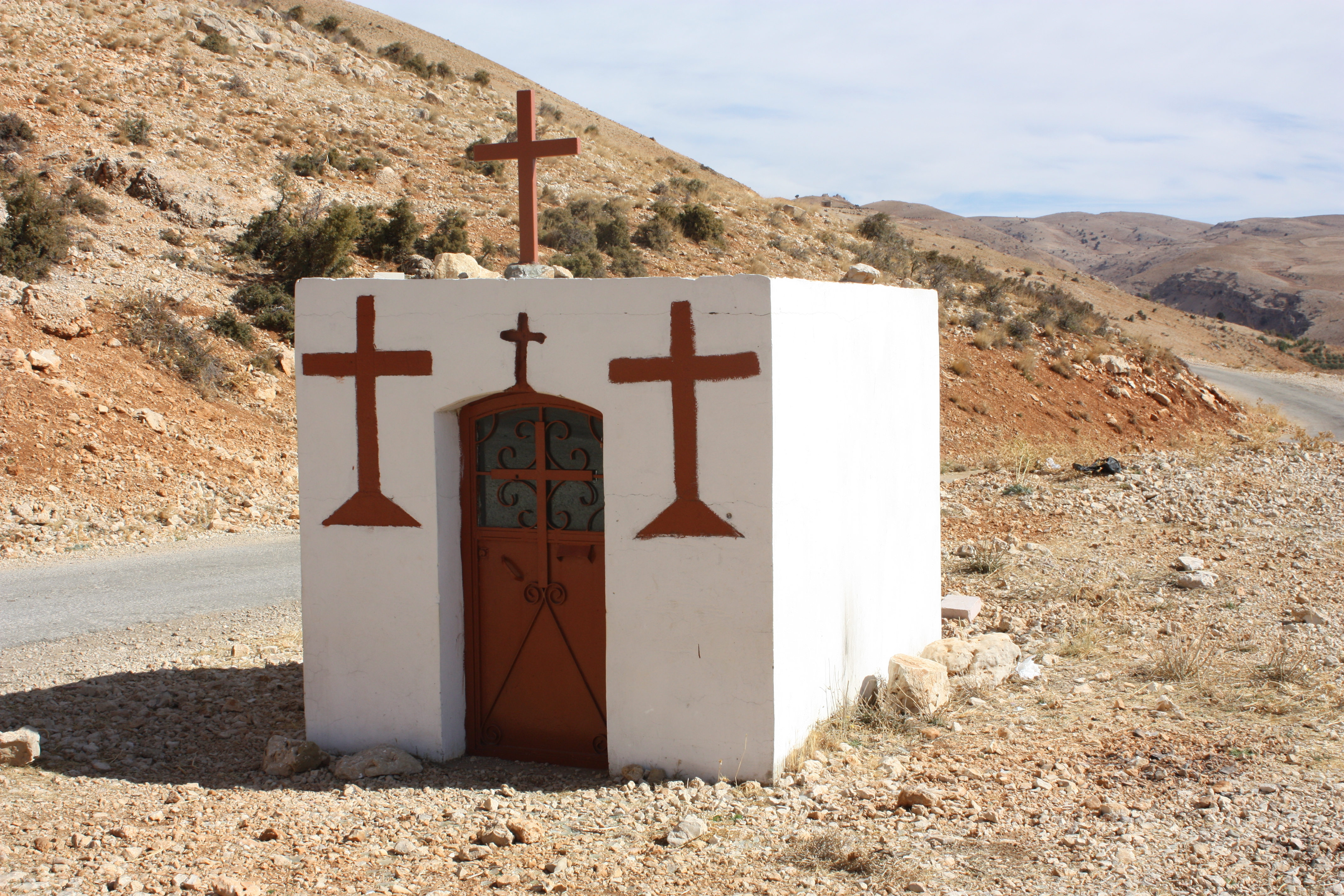
مصلى بشريّ في بعلبك
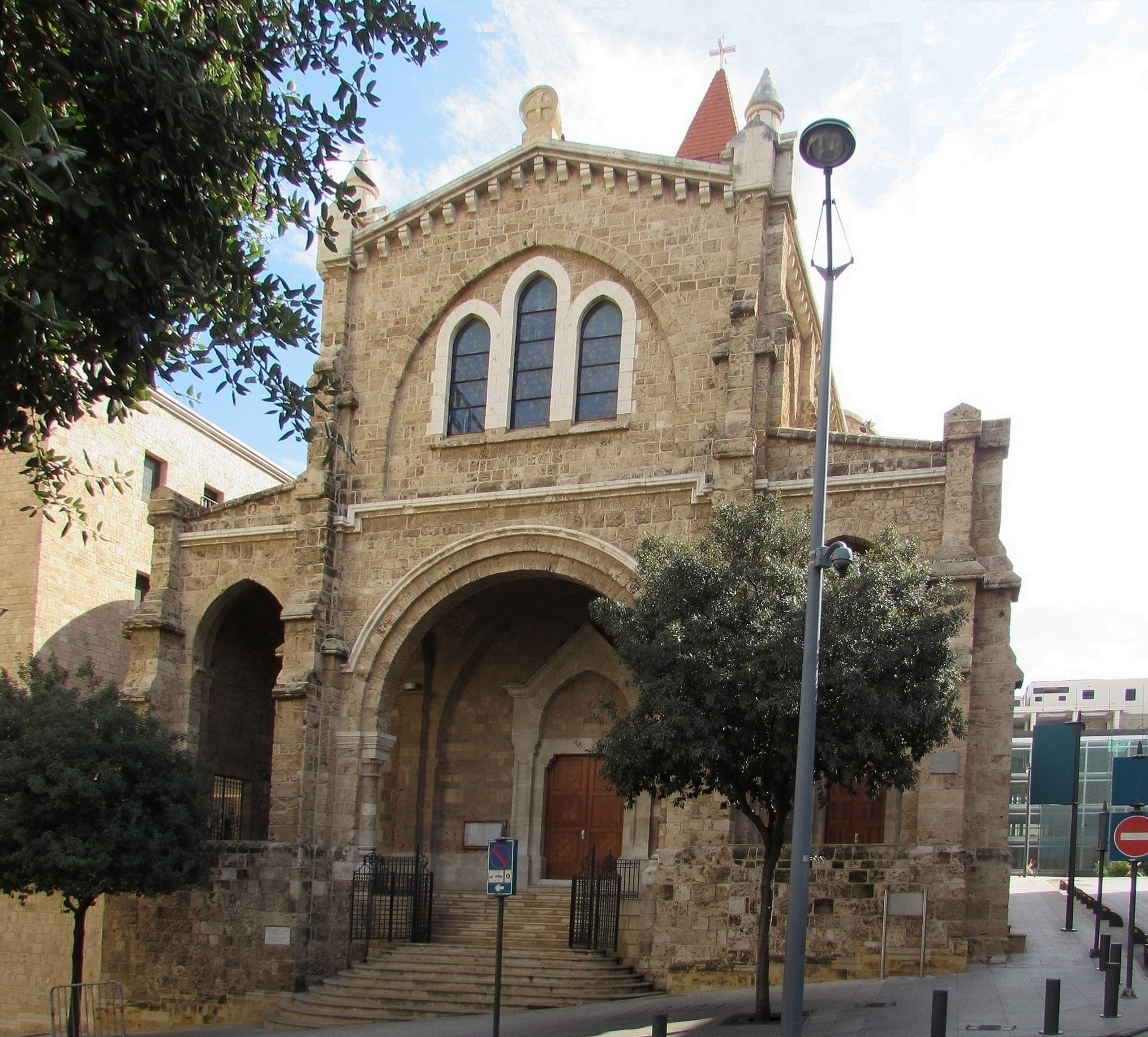
كاتدرائية القديس لويس الكاثوليكية في بيروت
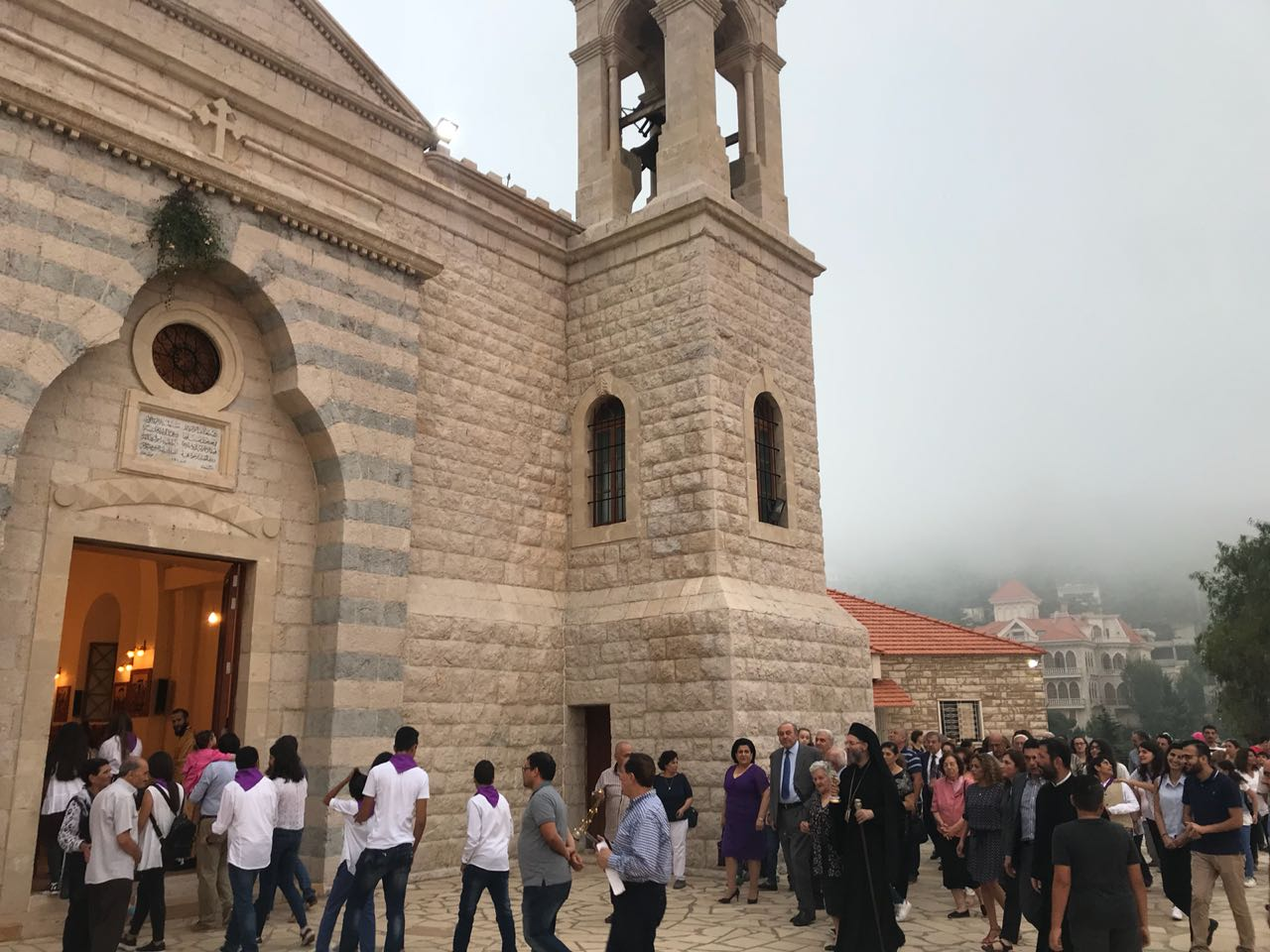
كنيسة القديس جوارجيوس الأرثوذكسية في عاليه
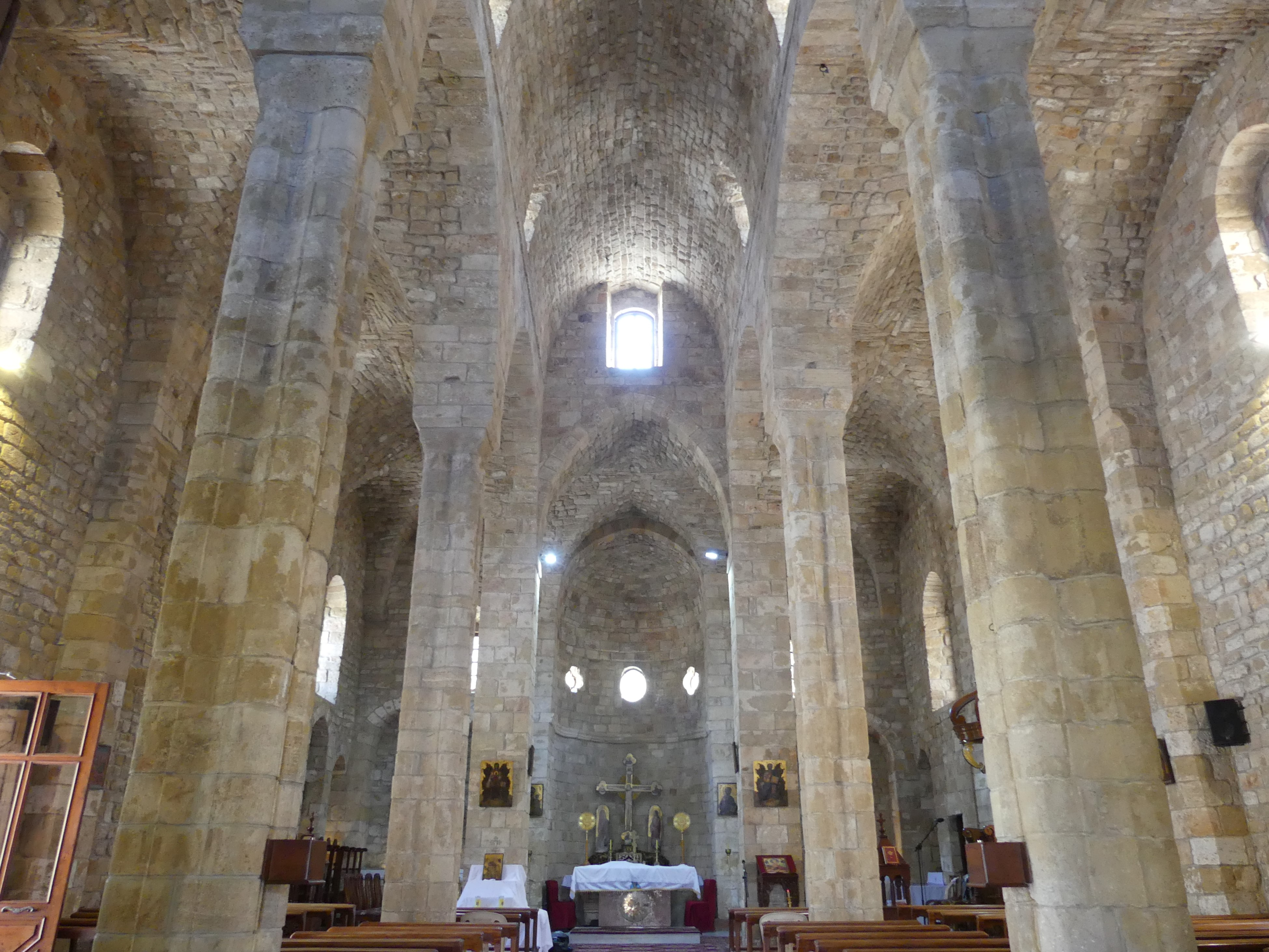
كاتدرائية القديس توما للروم الملكيين في صور
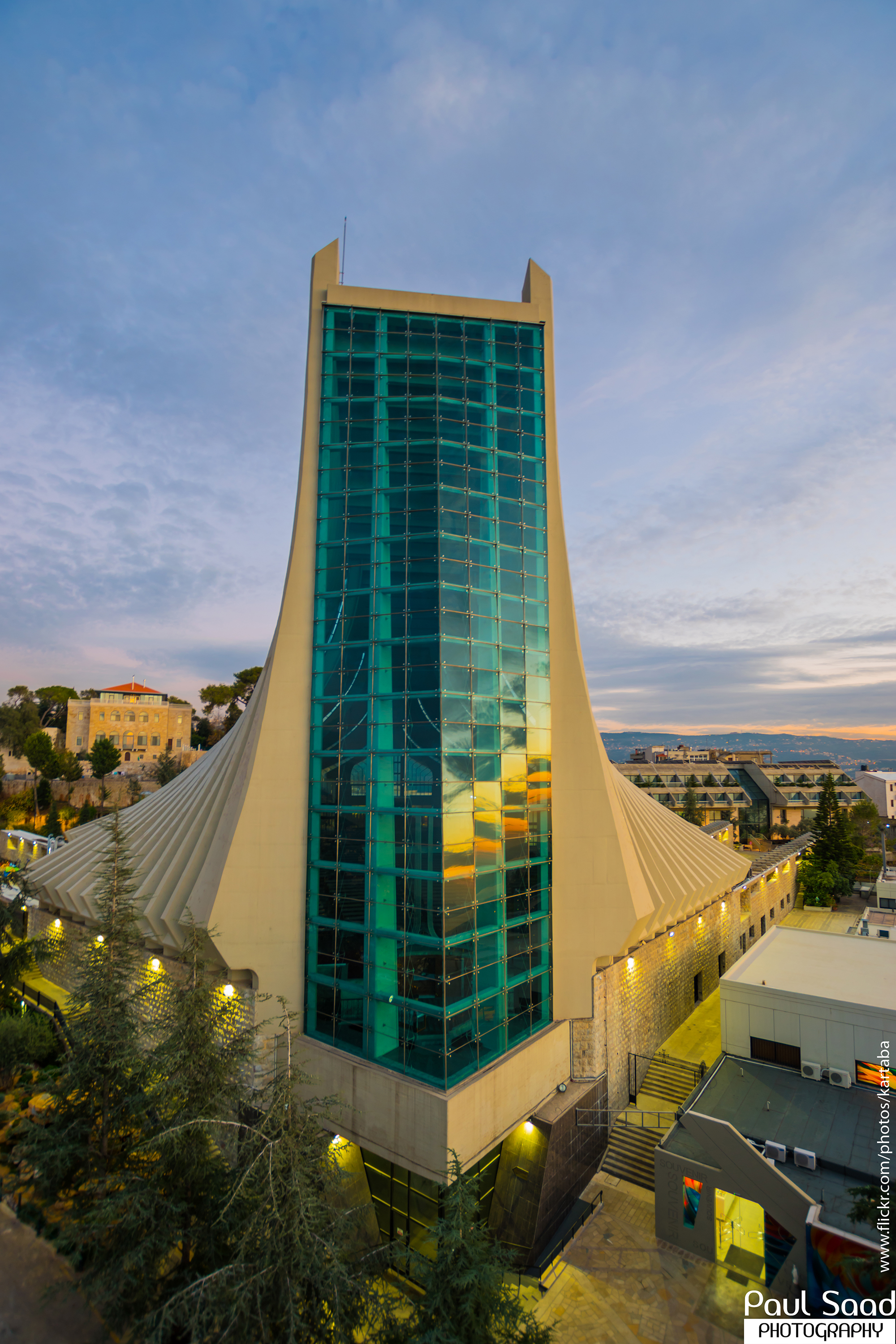
مزار سيدة لبنان في حريصا
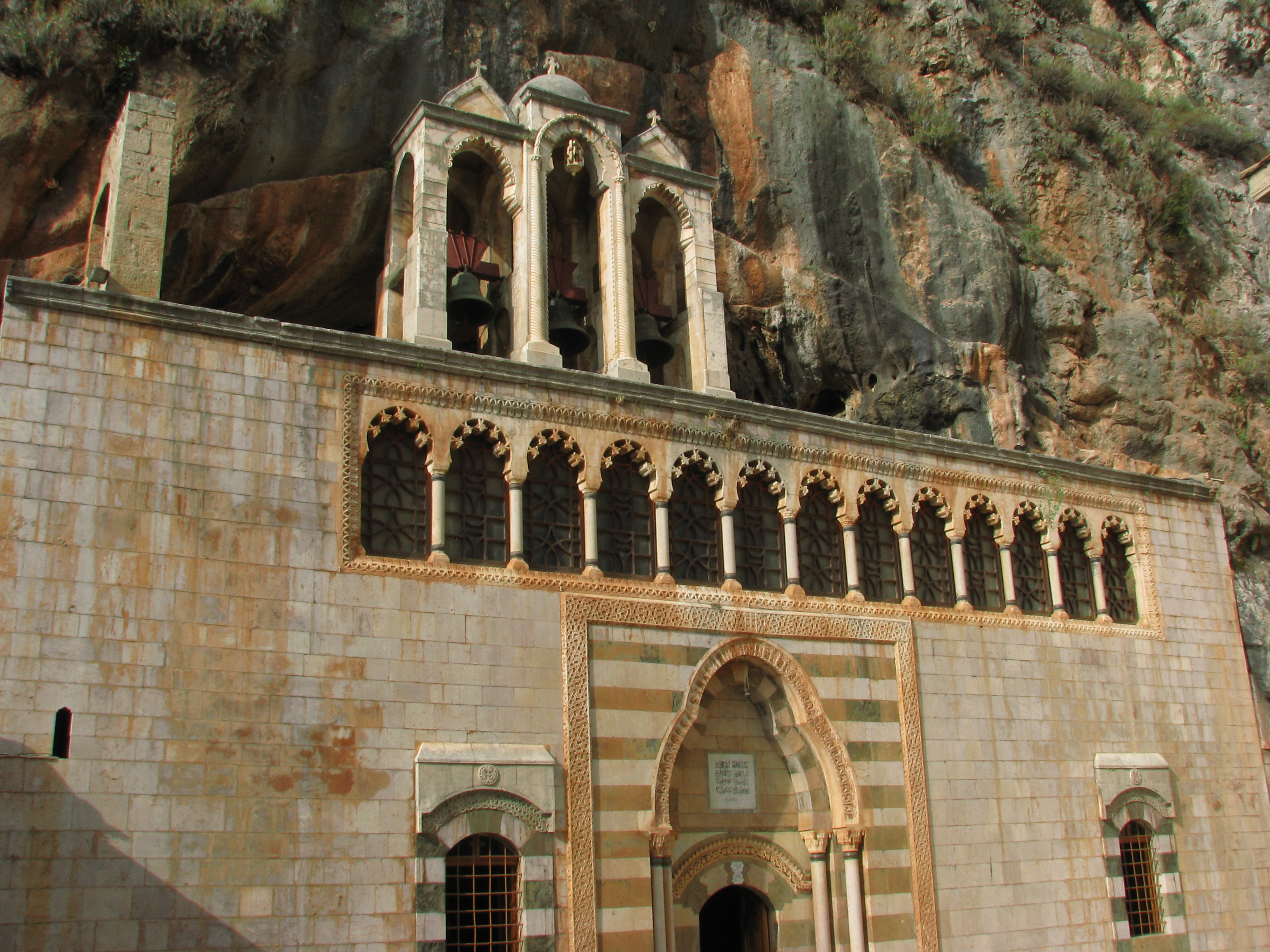
كنيسة القديس أنطونيوس المارونية في عربة قزحيا
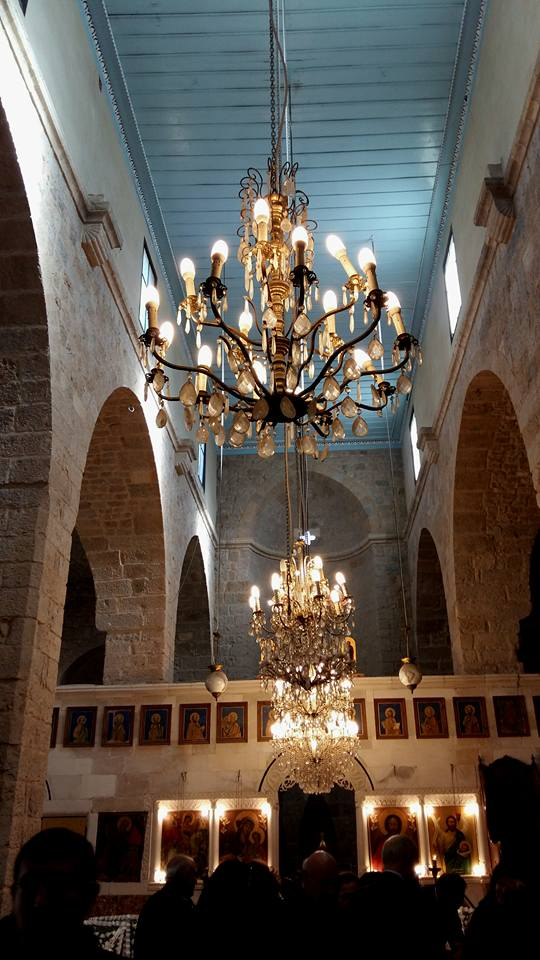
داخل كنيسة القديس جوارجيوس الأرثوذكسية في حاصبيا
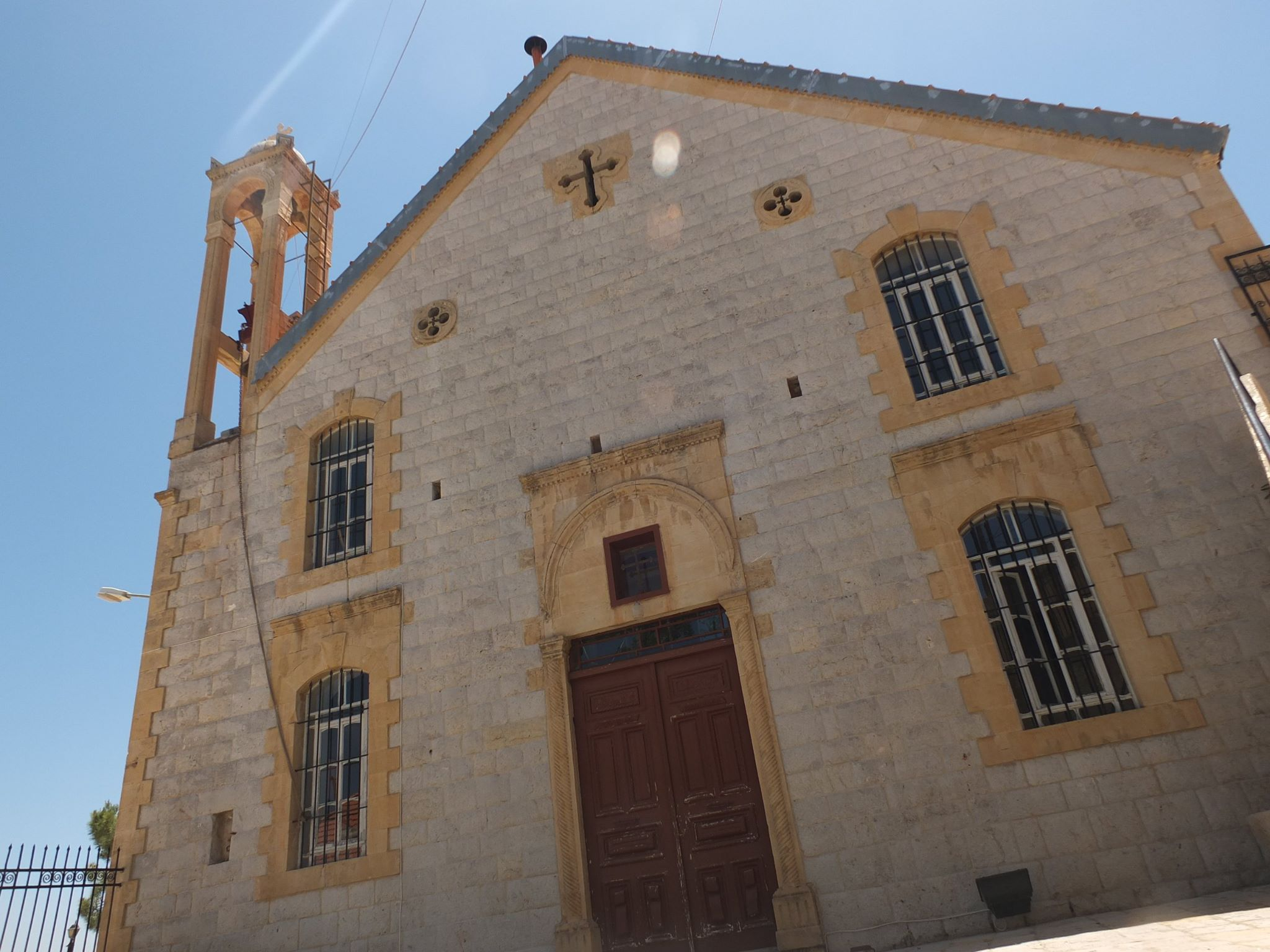
كنيسة القديس نقولا الأرثوذكسية في راشيا
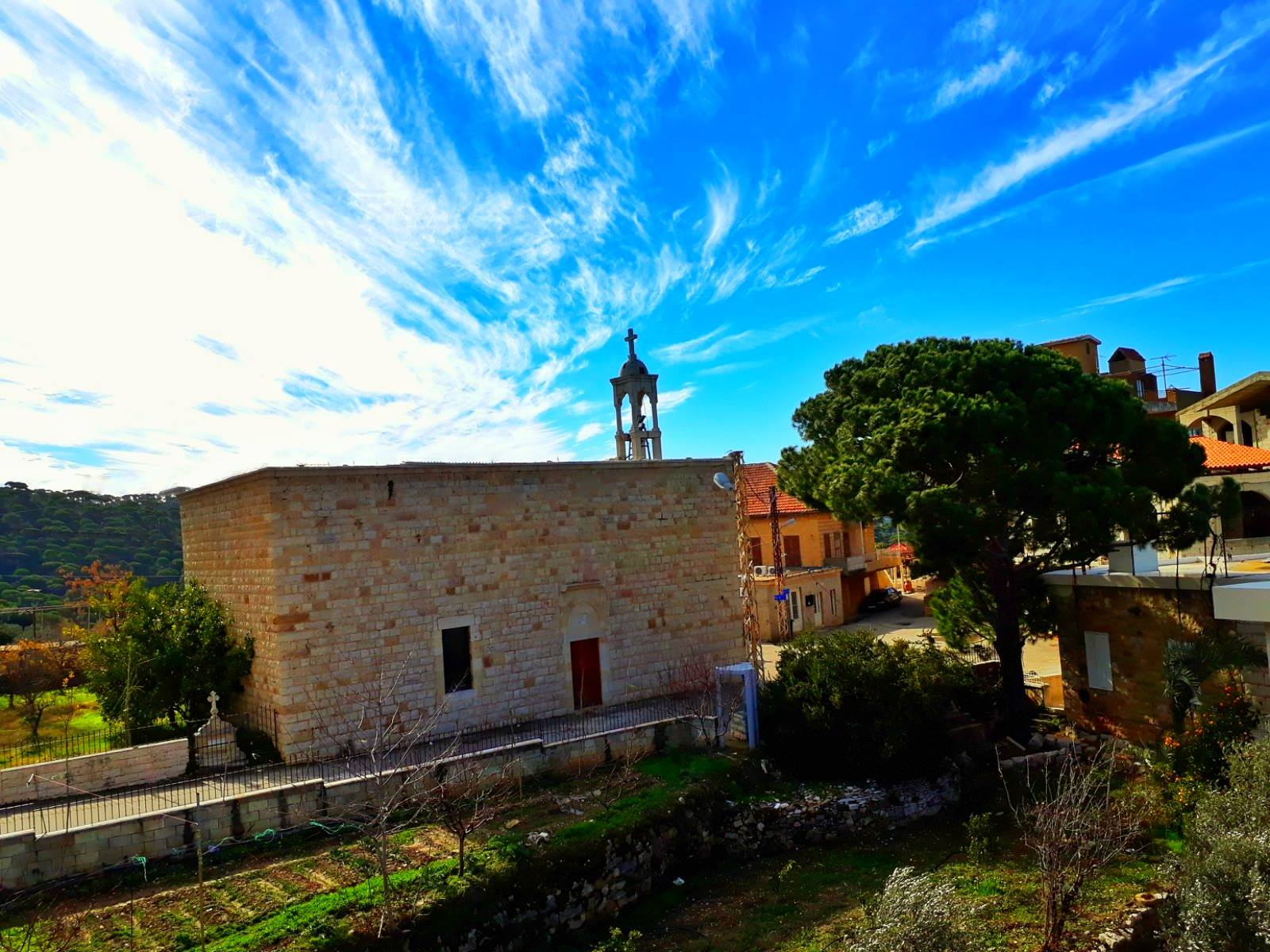
كنيسة بتدين اللقش المارونية في قضاء جزين

## وصلات خارجية
- البطريركيّة المارونية